# Biserica de lemn din Gârbău Dejului

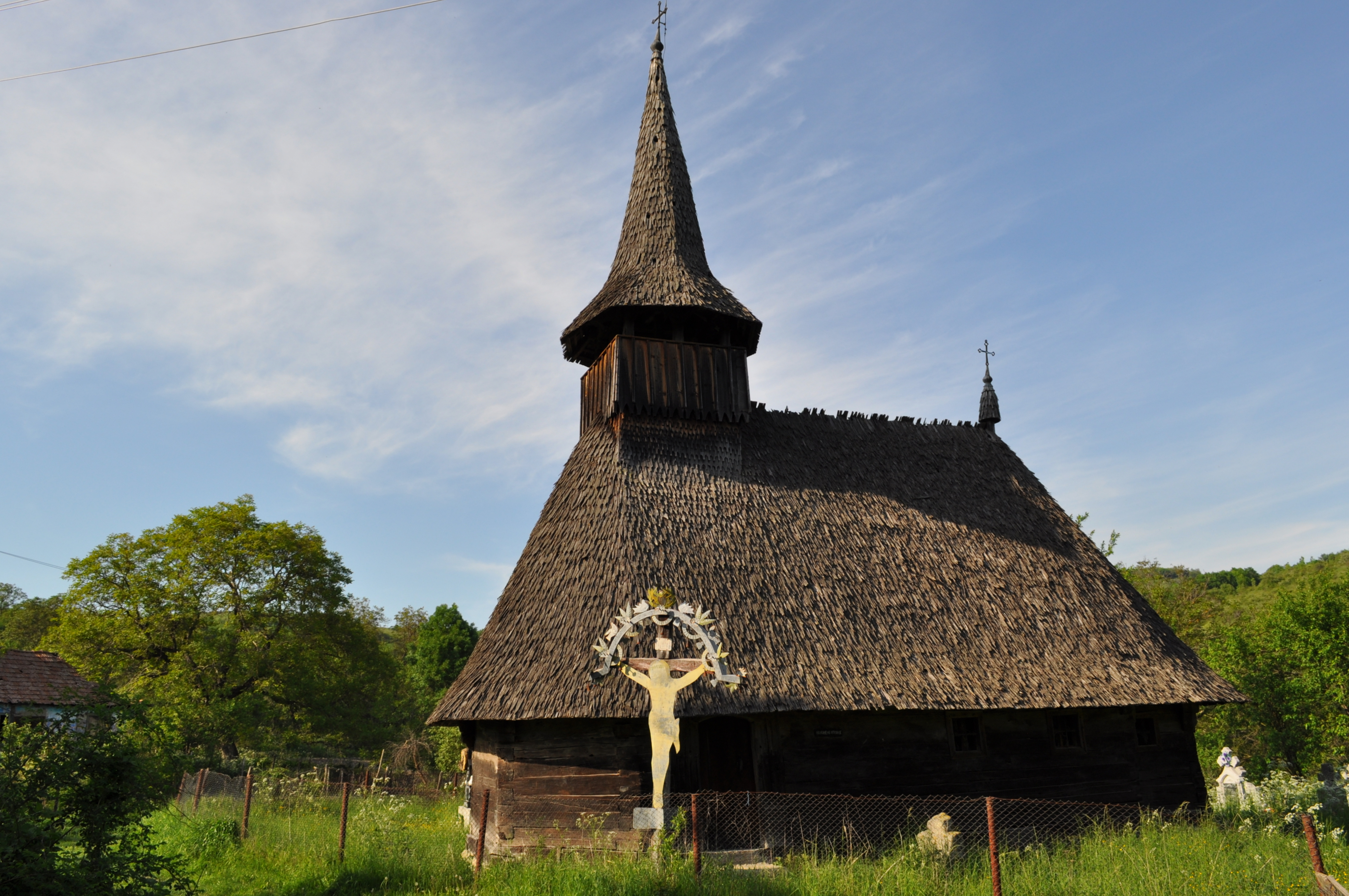
Biserica de lemn „Sfinții Arhangheli Mihail și Gavriil” din Gârbău Dejului, județul Cluj, foto: mai 2012.

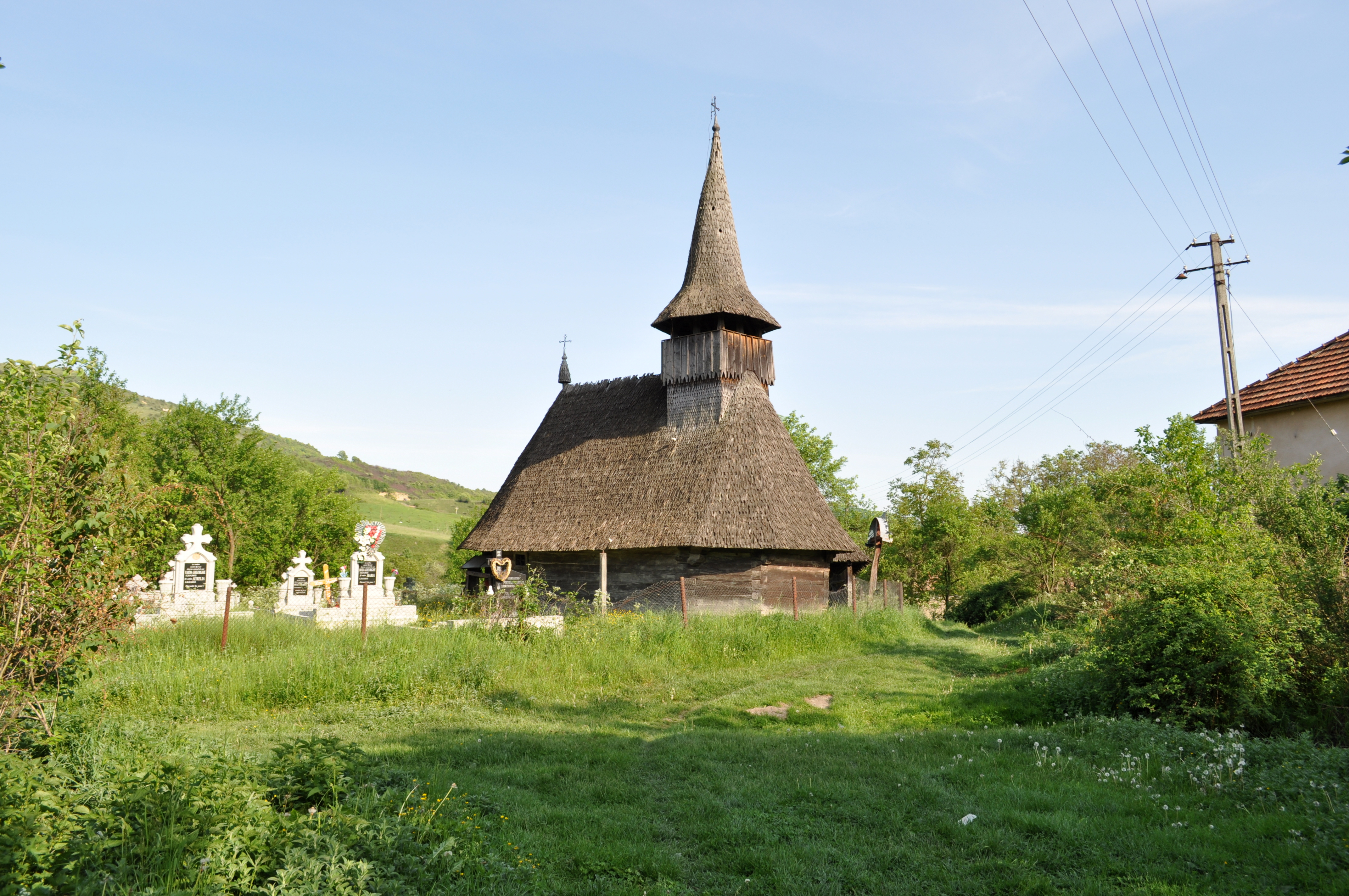
Biserica de lemn „Sfinții Arhangheli Mihail și Gavriil” din Gârbău Dejului, județul Cluj, foto: mai 2012.

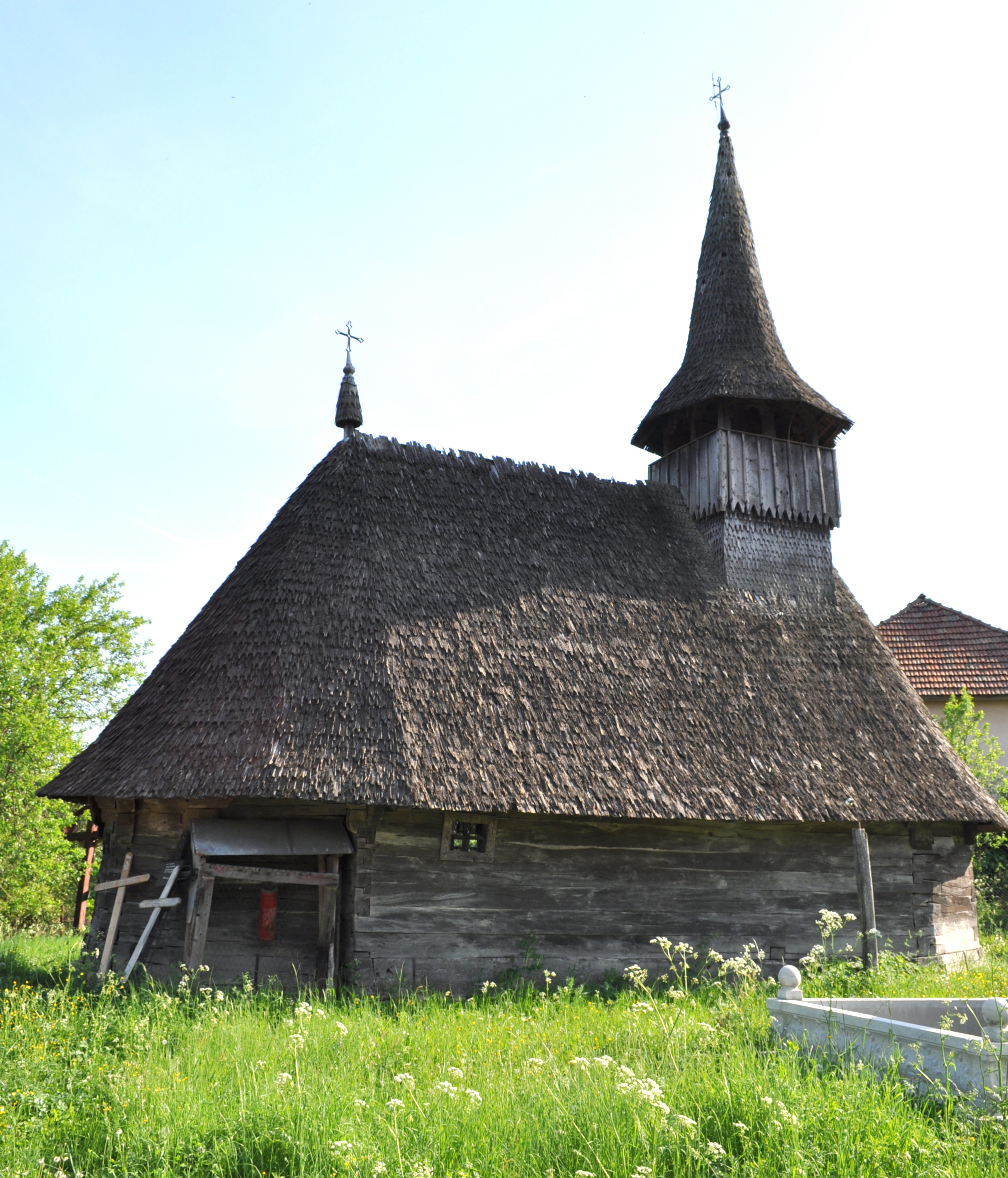
Biserica (nord-est)

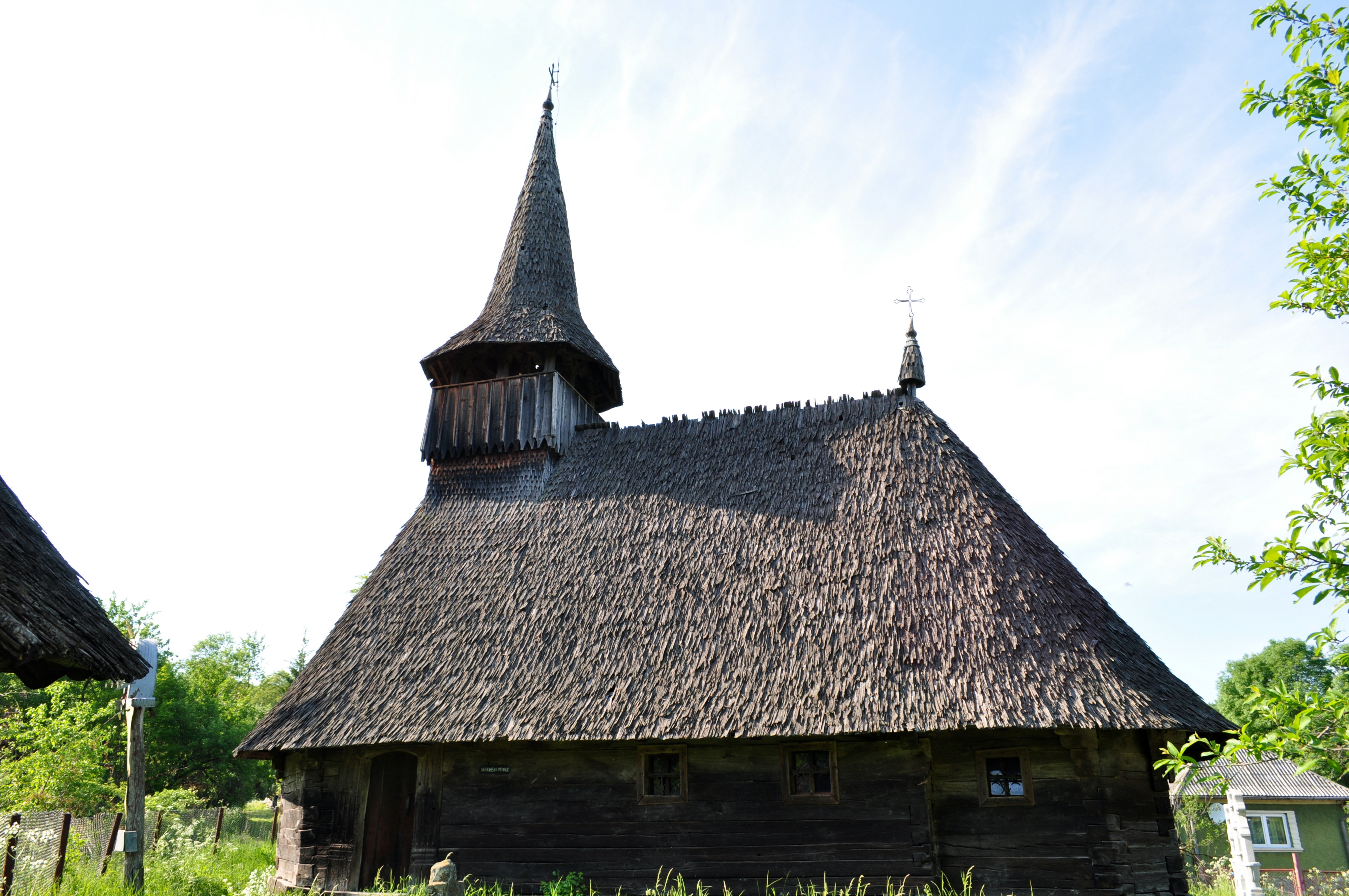
Biserica (sud)

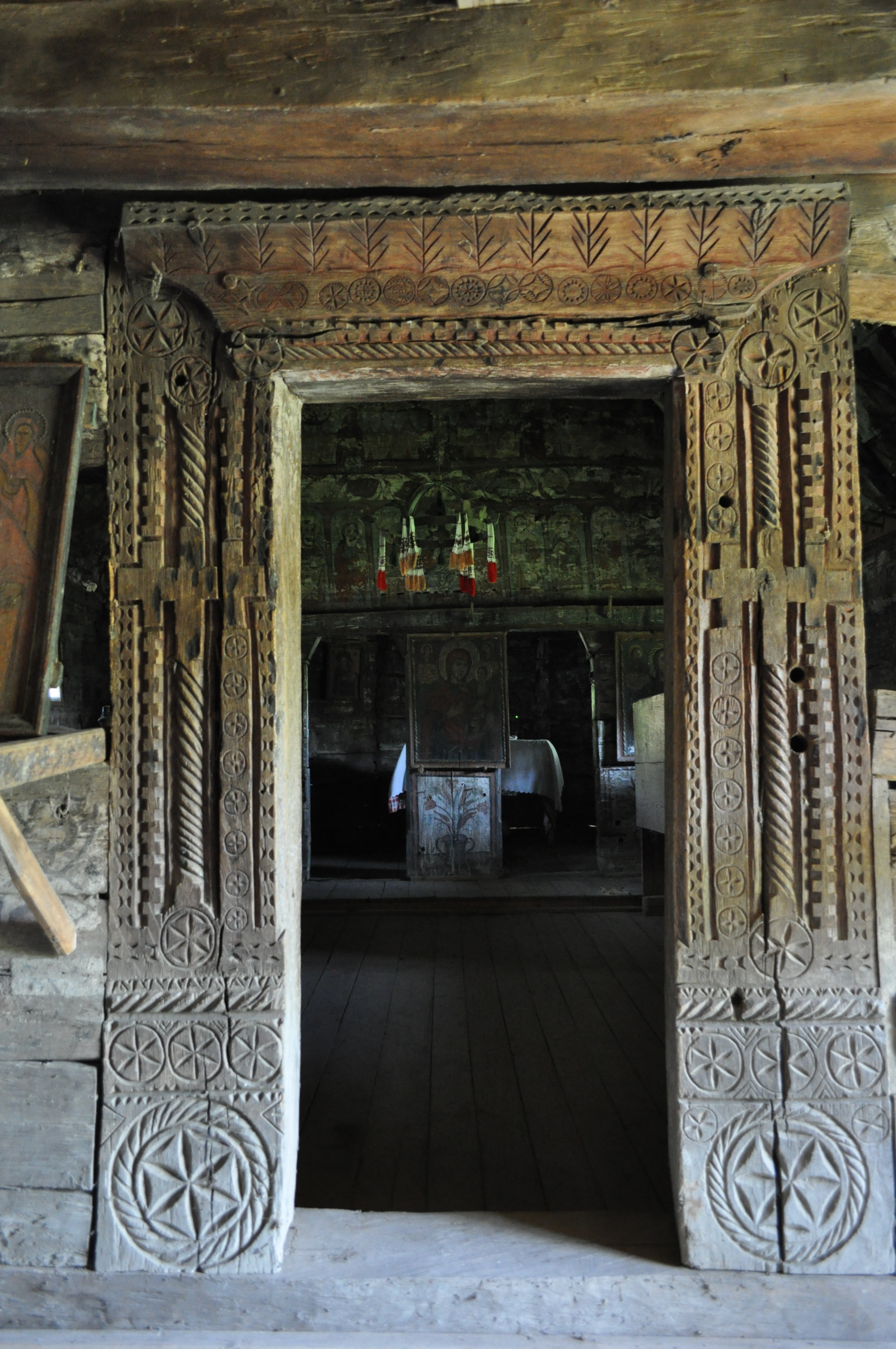
Portalul interior

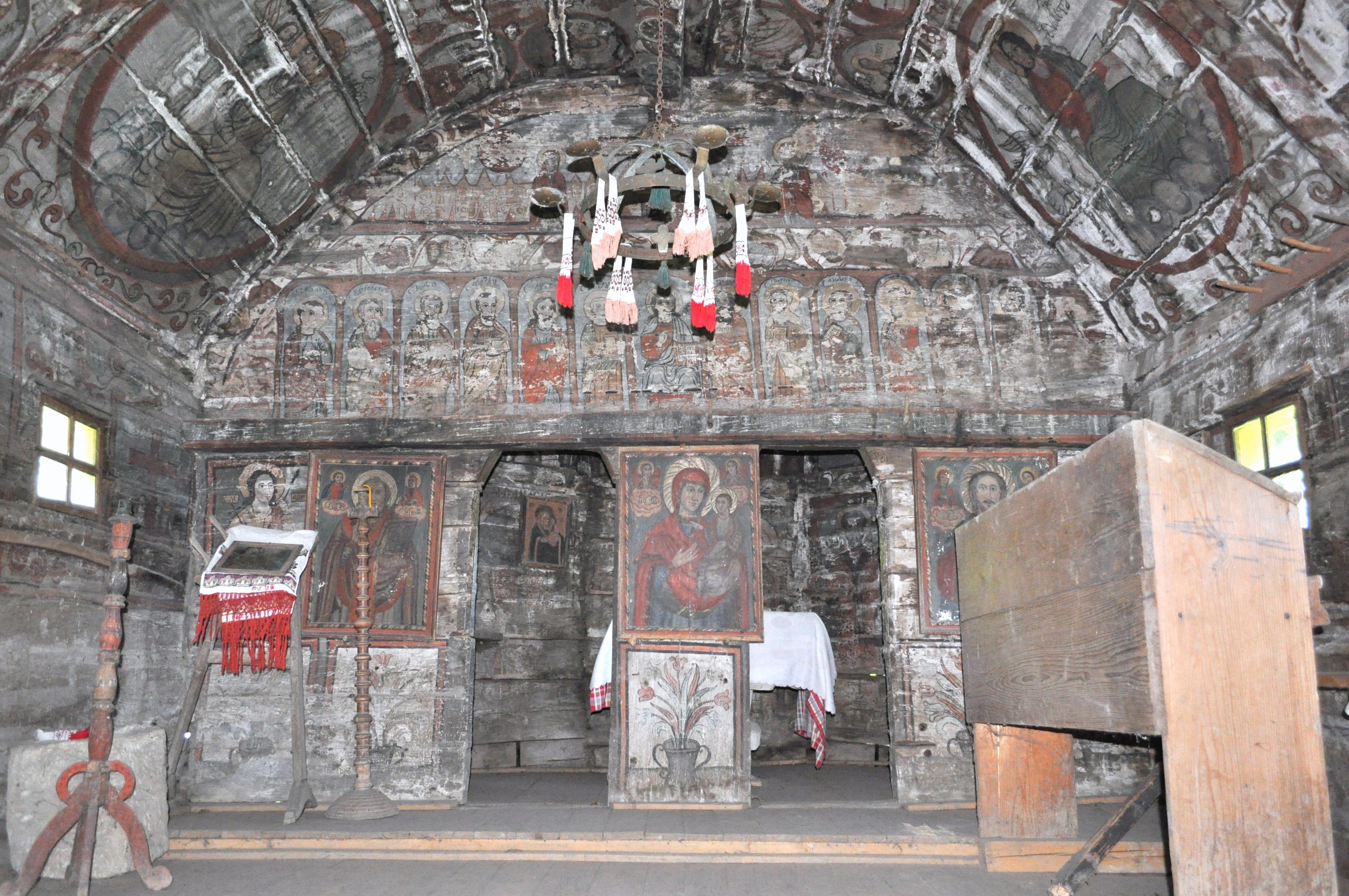
Nava spre iconostas

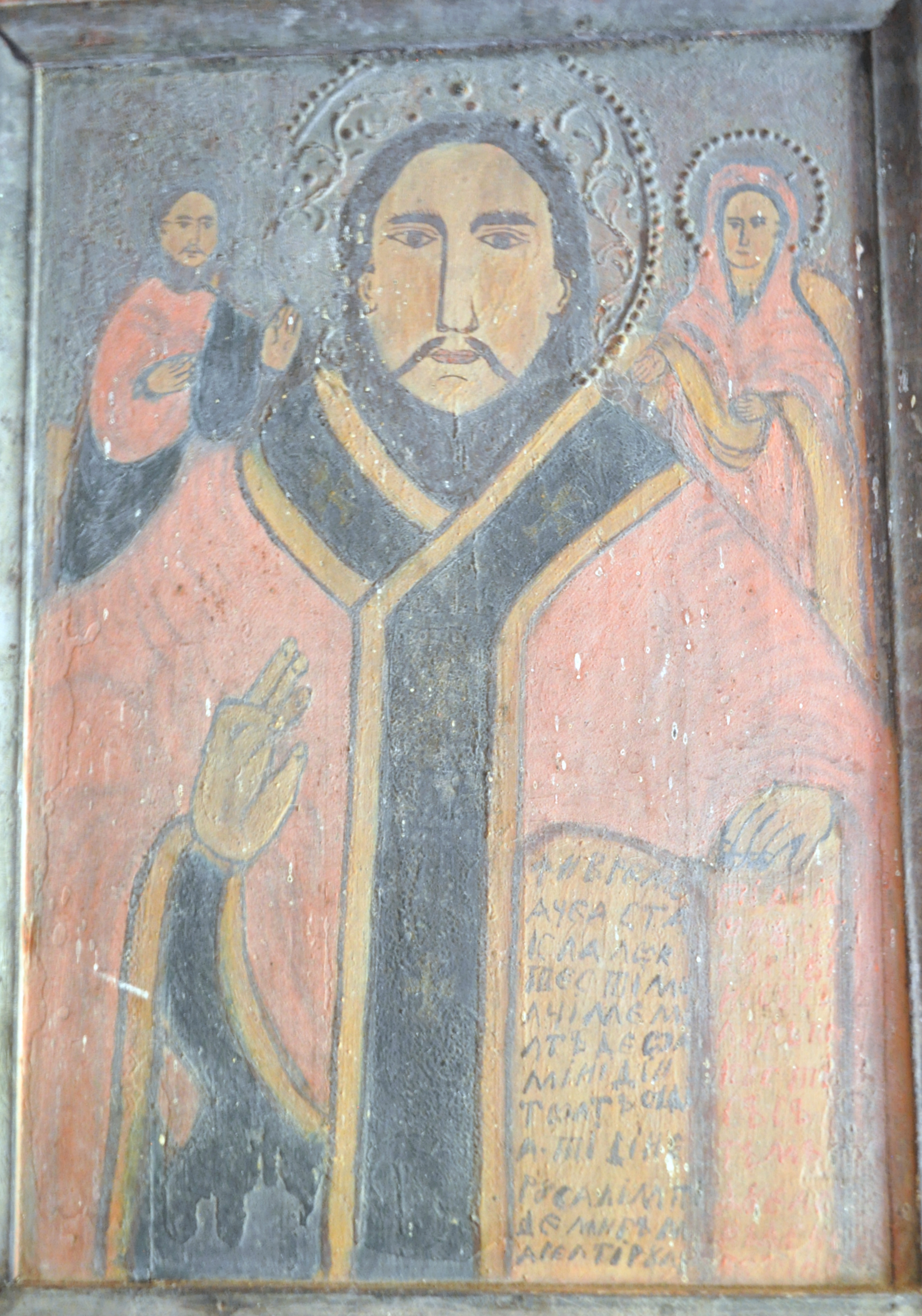
Deisis (pronaos)

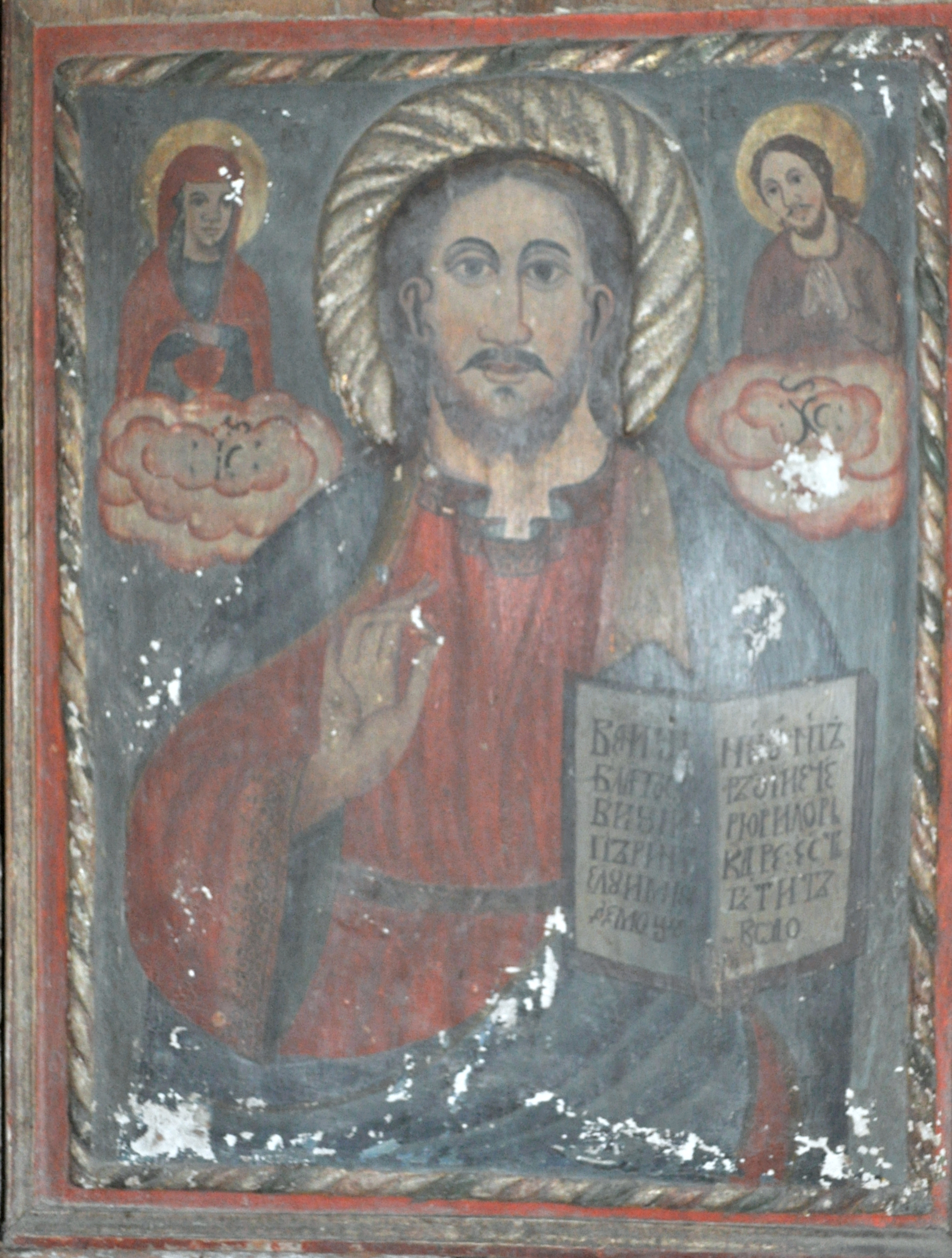
Deisis (icoană împărătească)

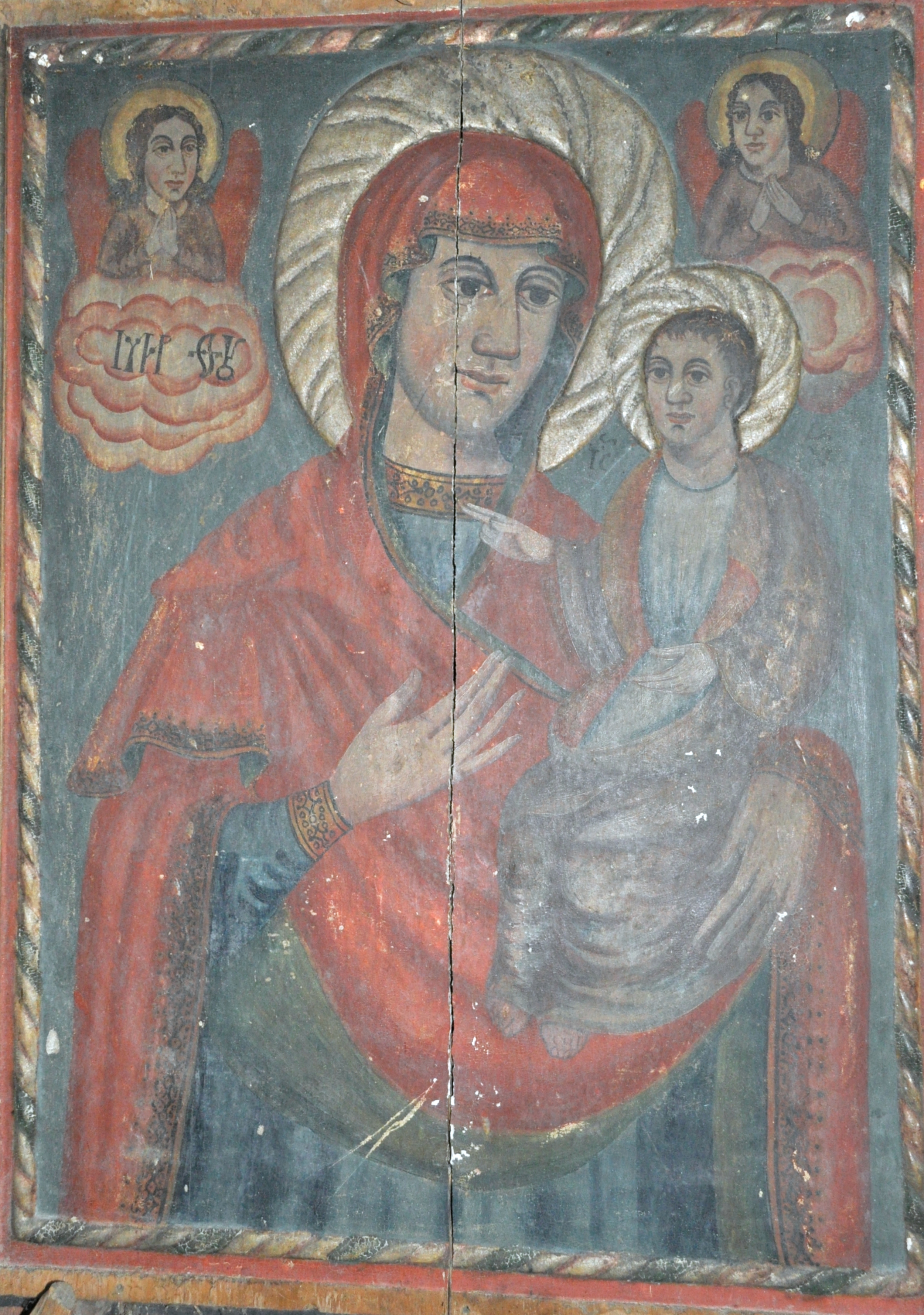
Maica Domnului cu Pruncul

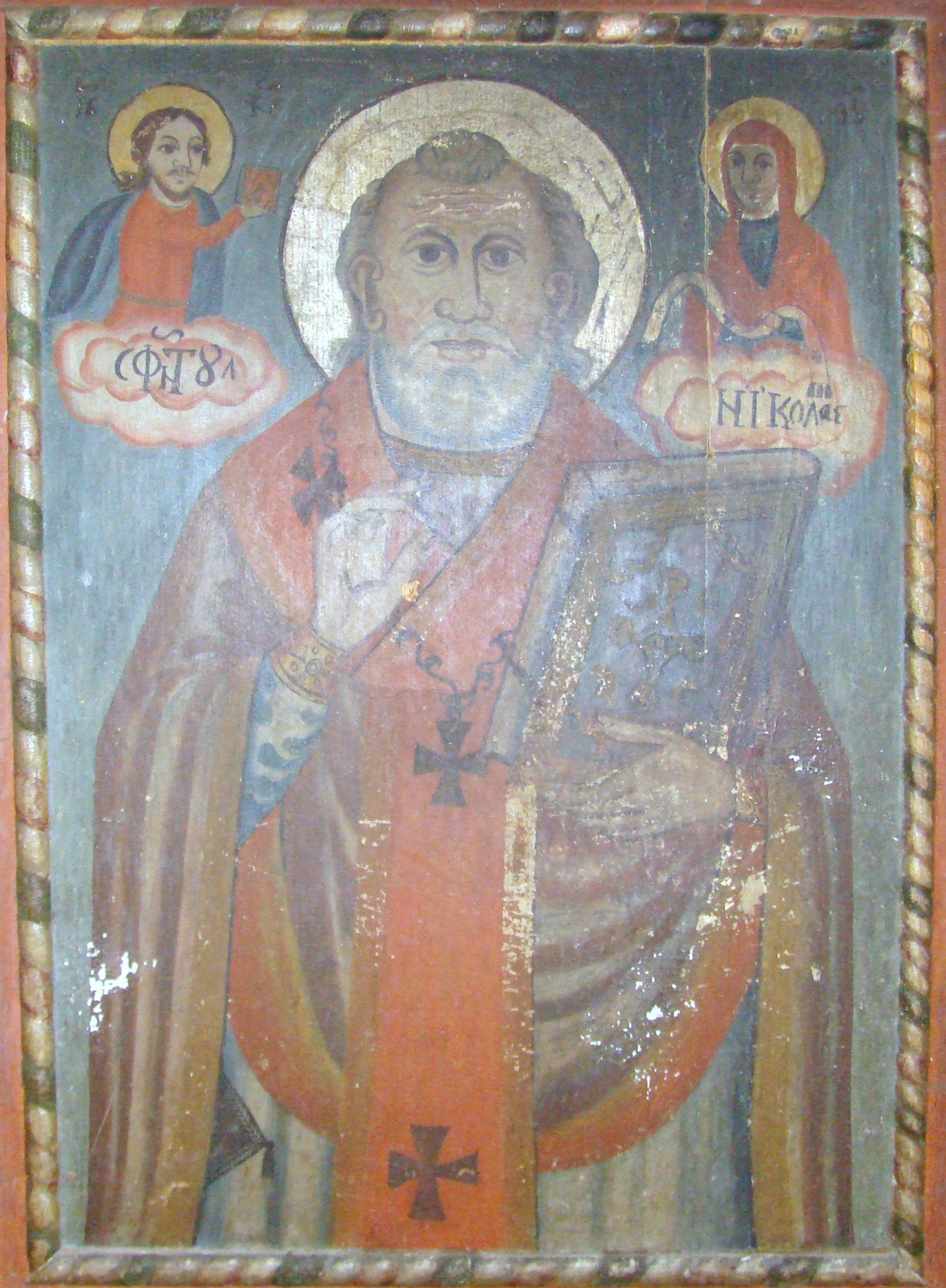
Sfântul Nicolae

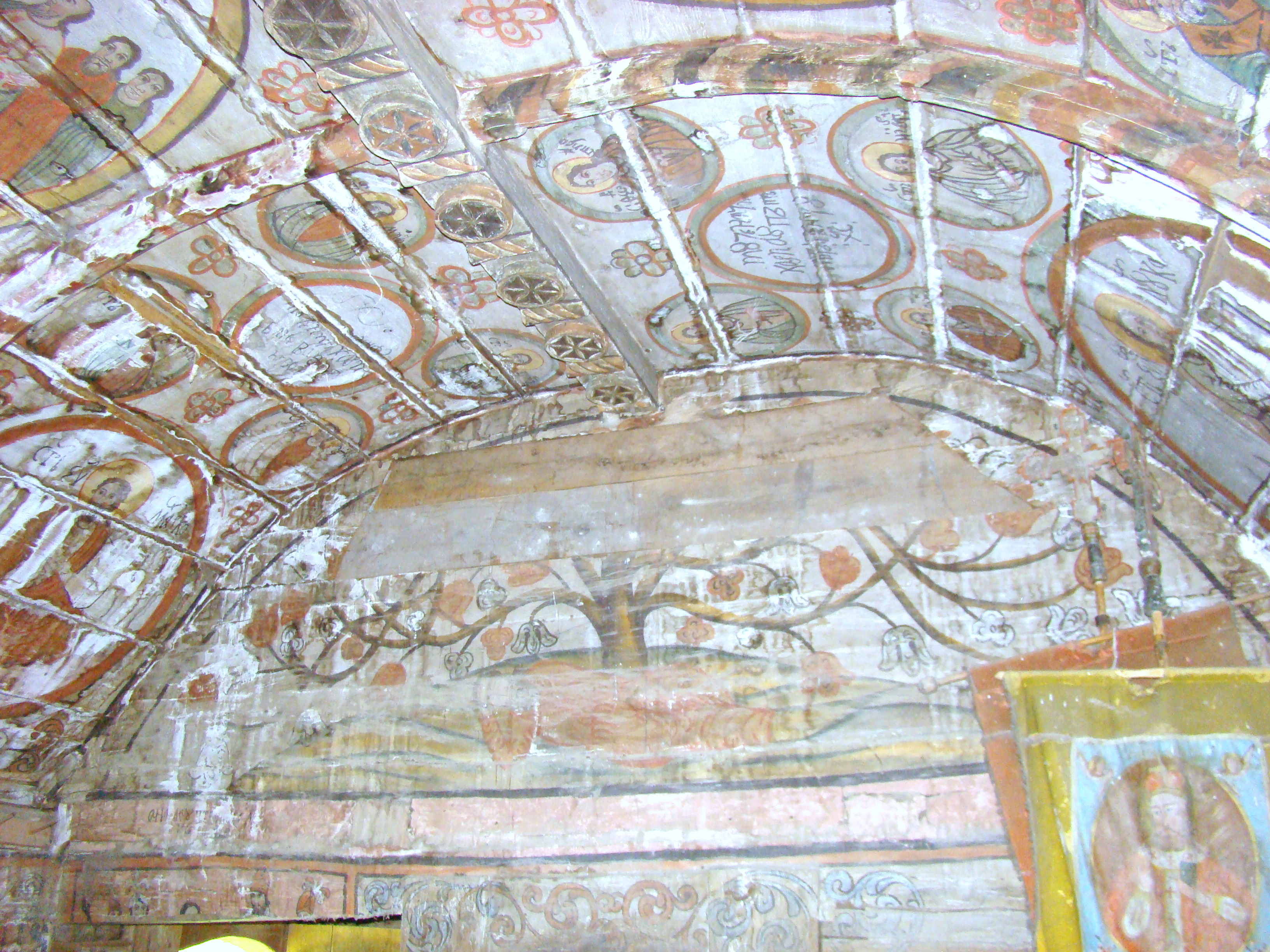
Timpanul de vest al naosului

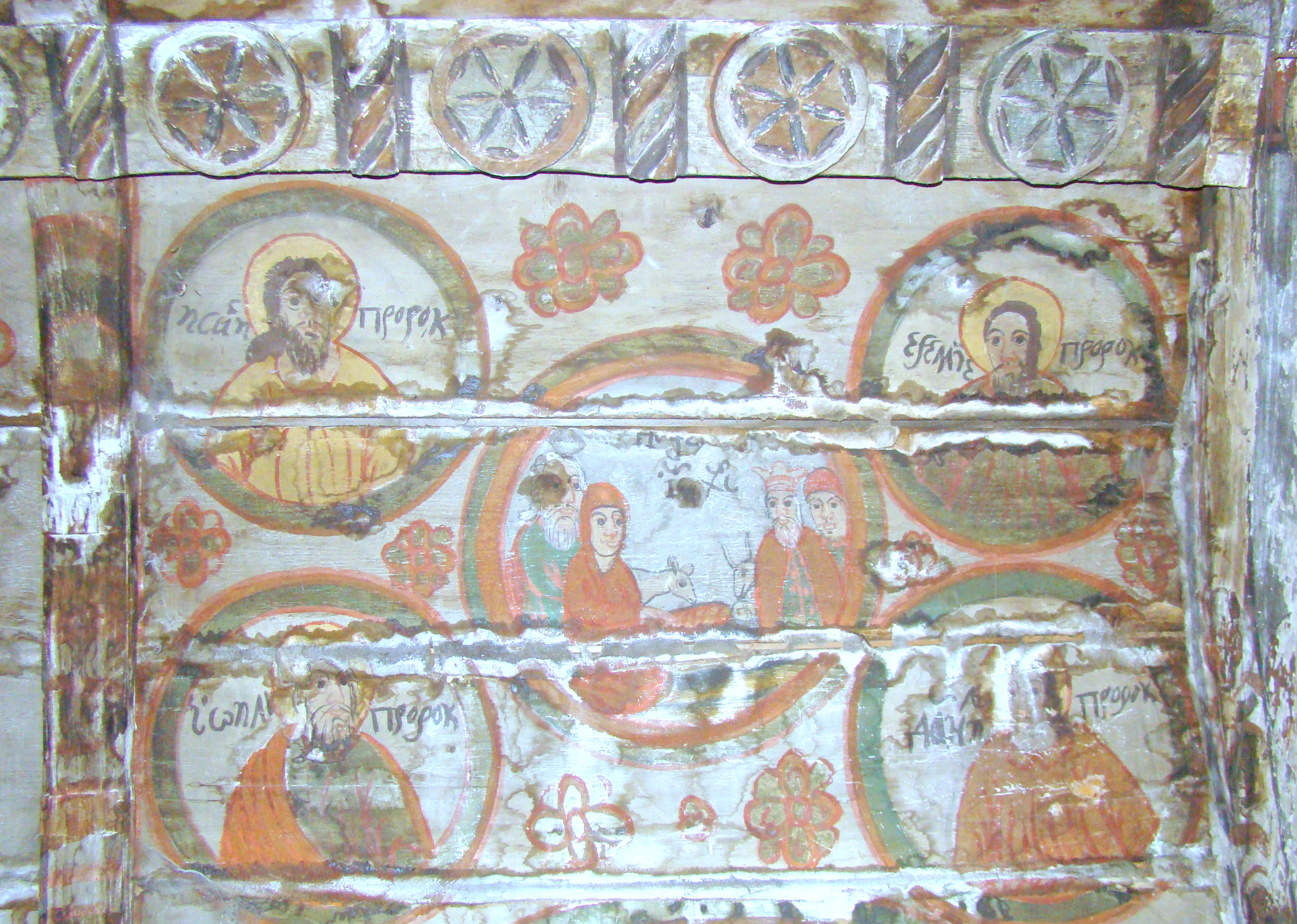
Nașterea Domnului

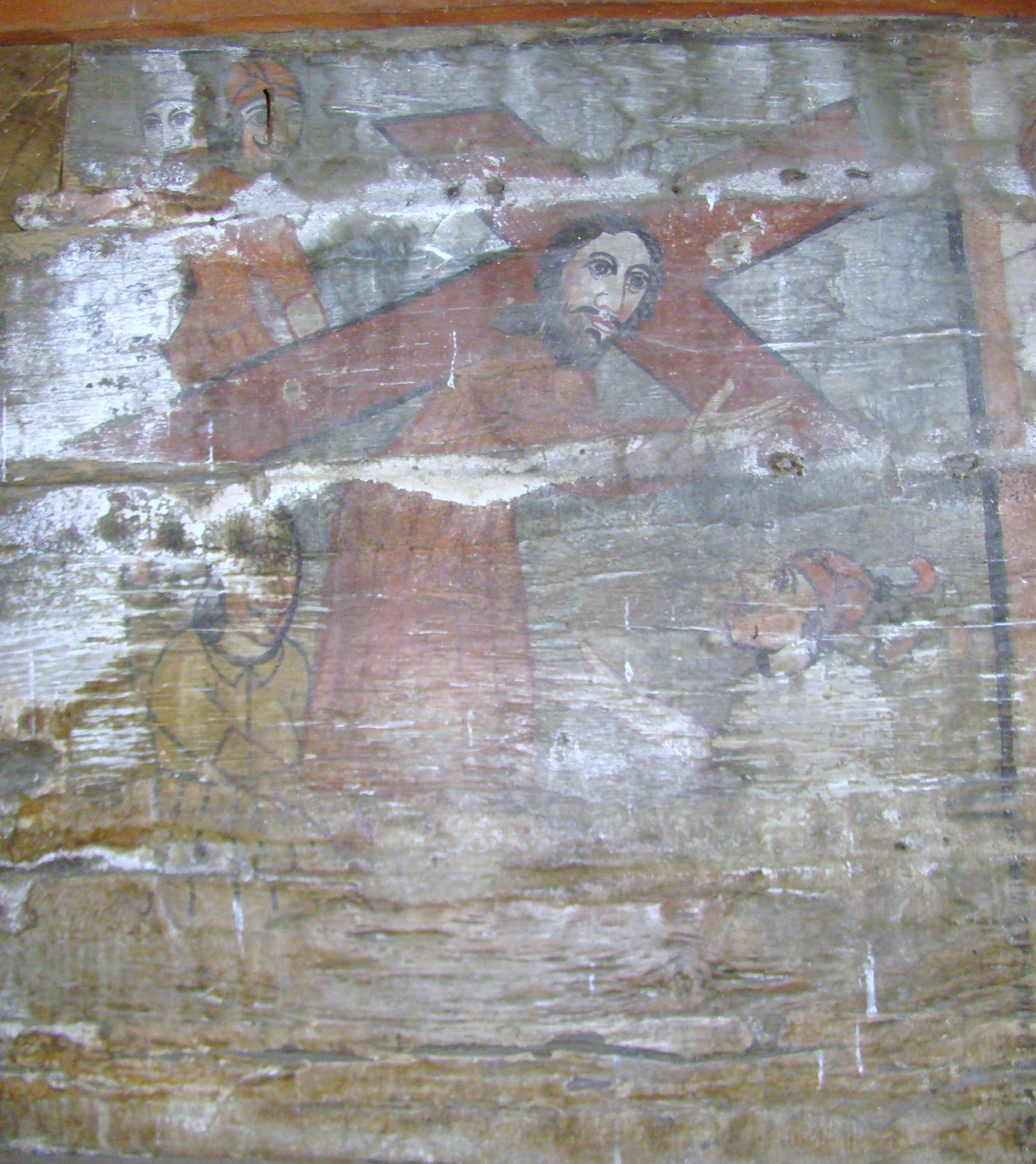
Iisus ducând crucea

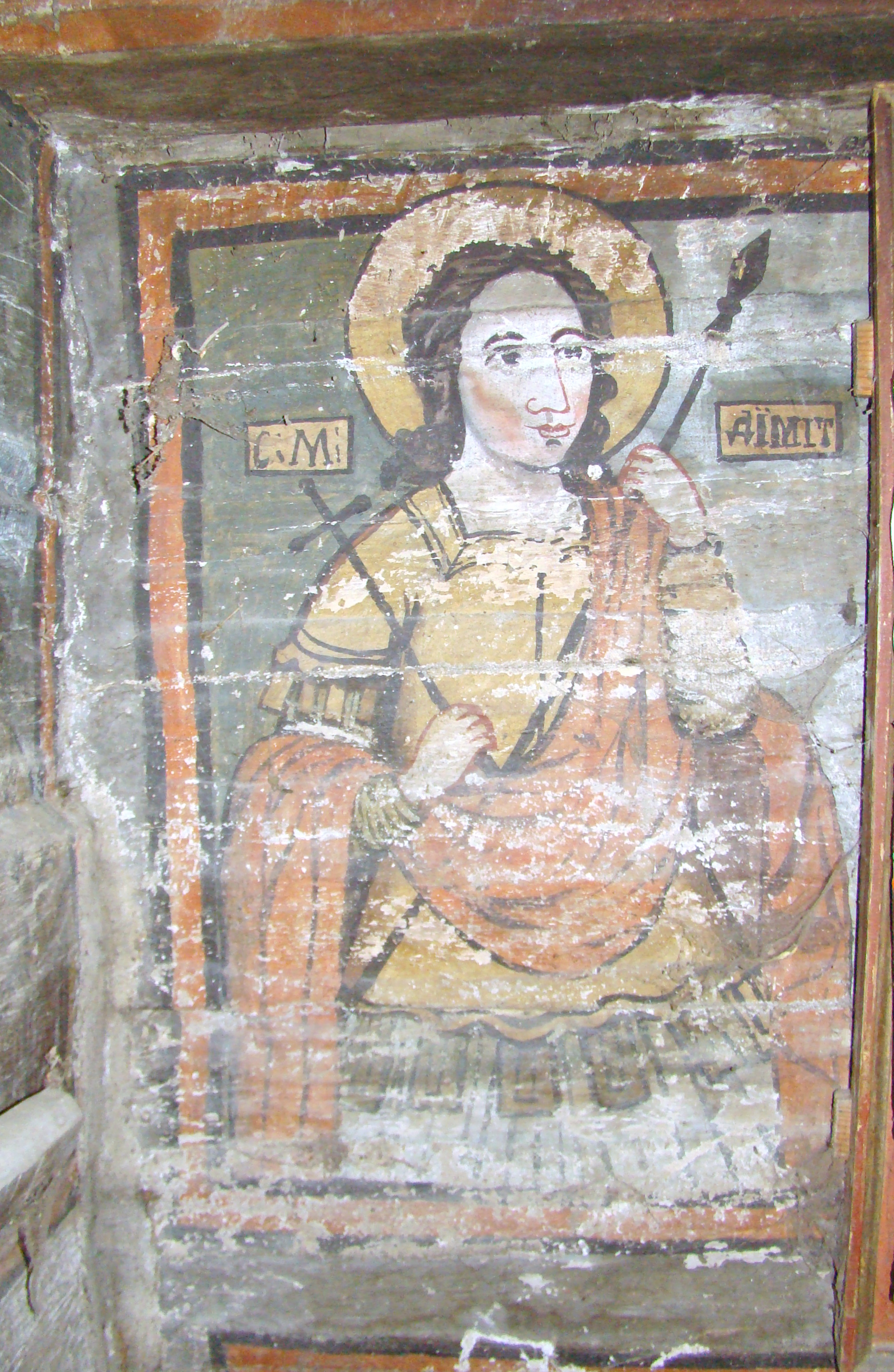
Sfântul Dumitru

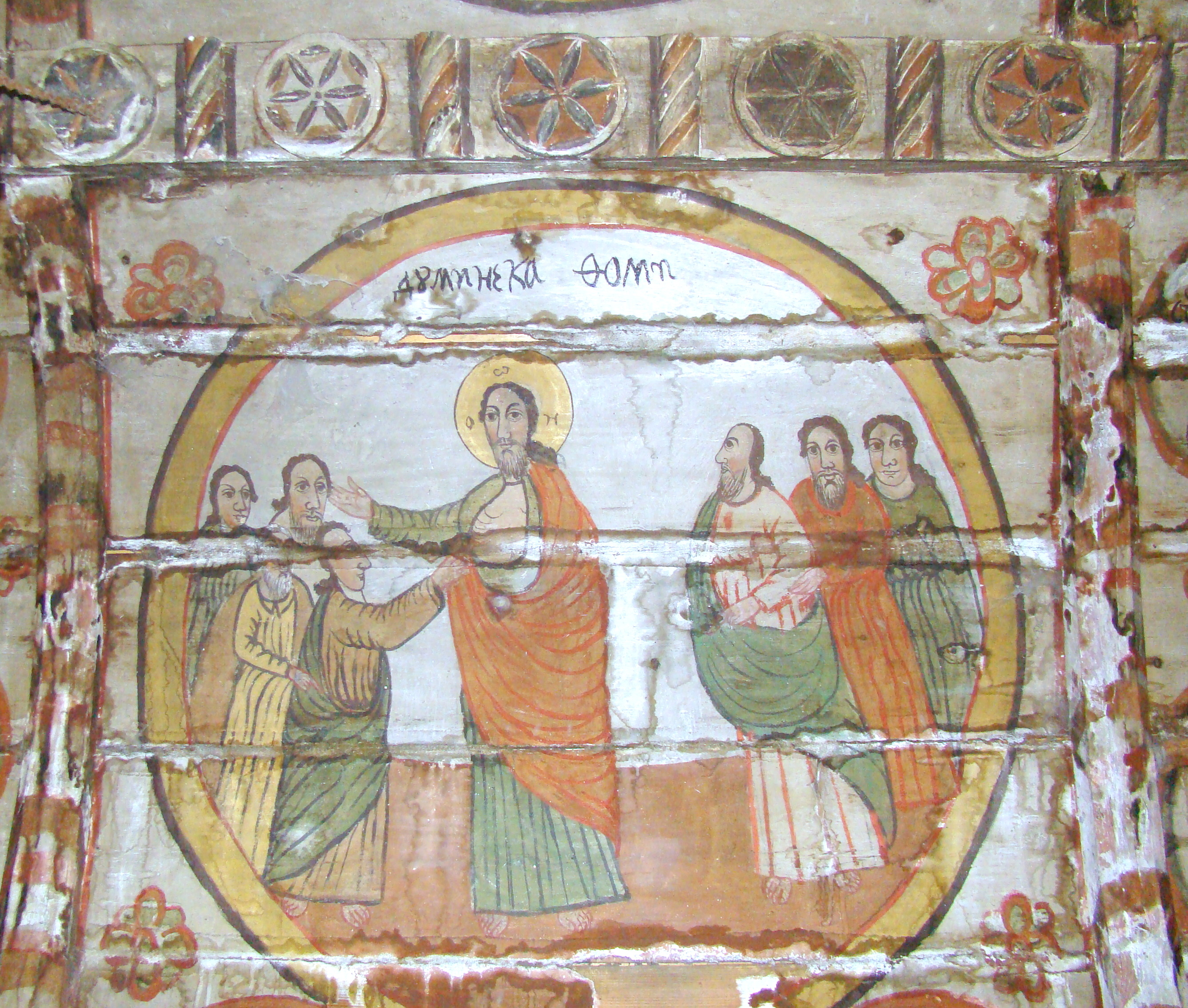
Duminica Tomii

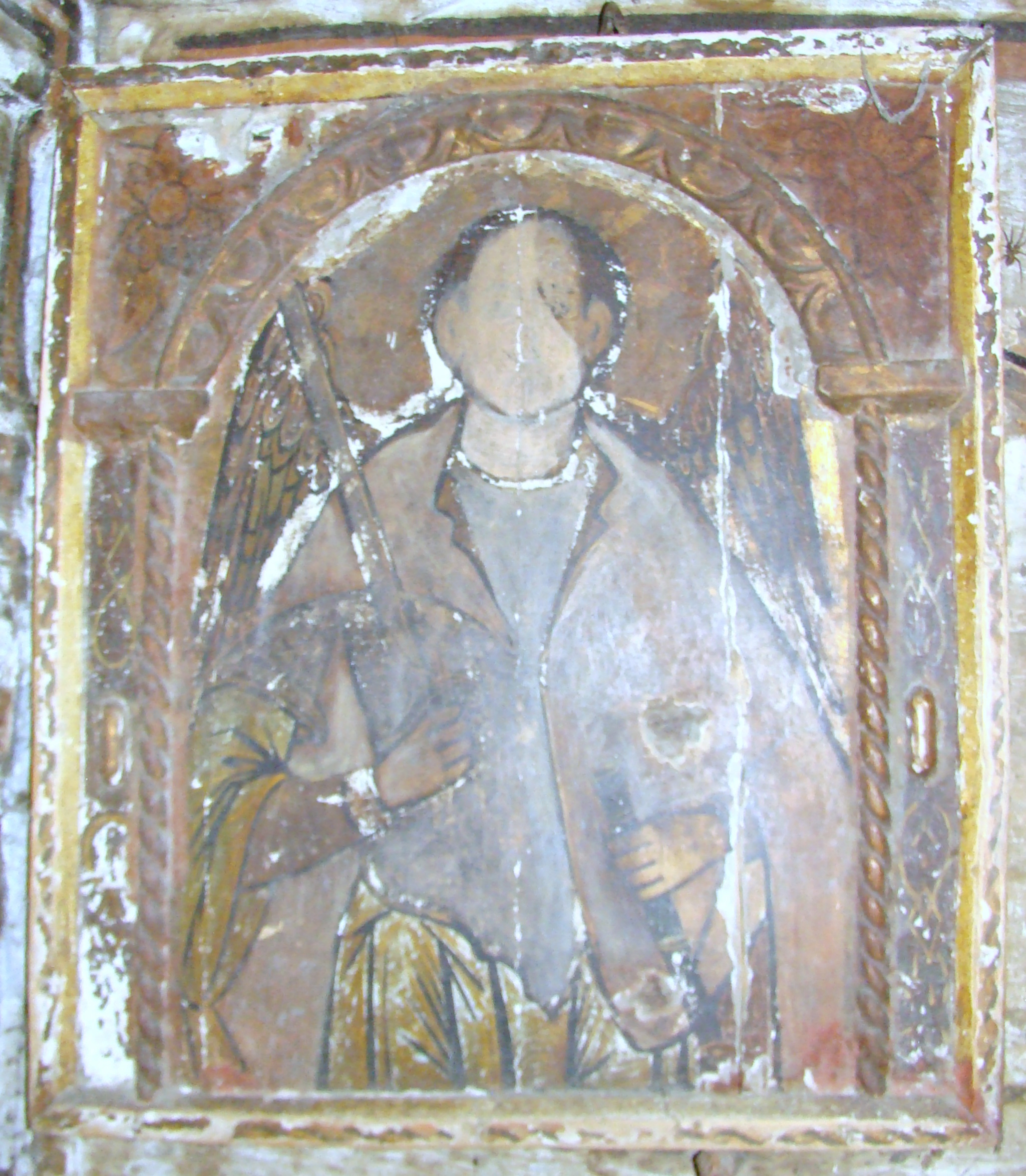
Arhanghelul Mihail

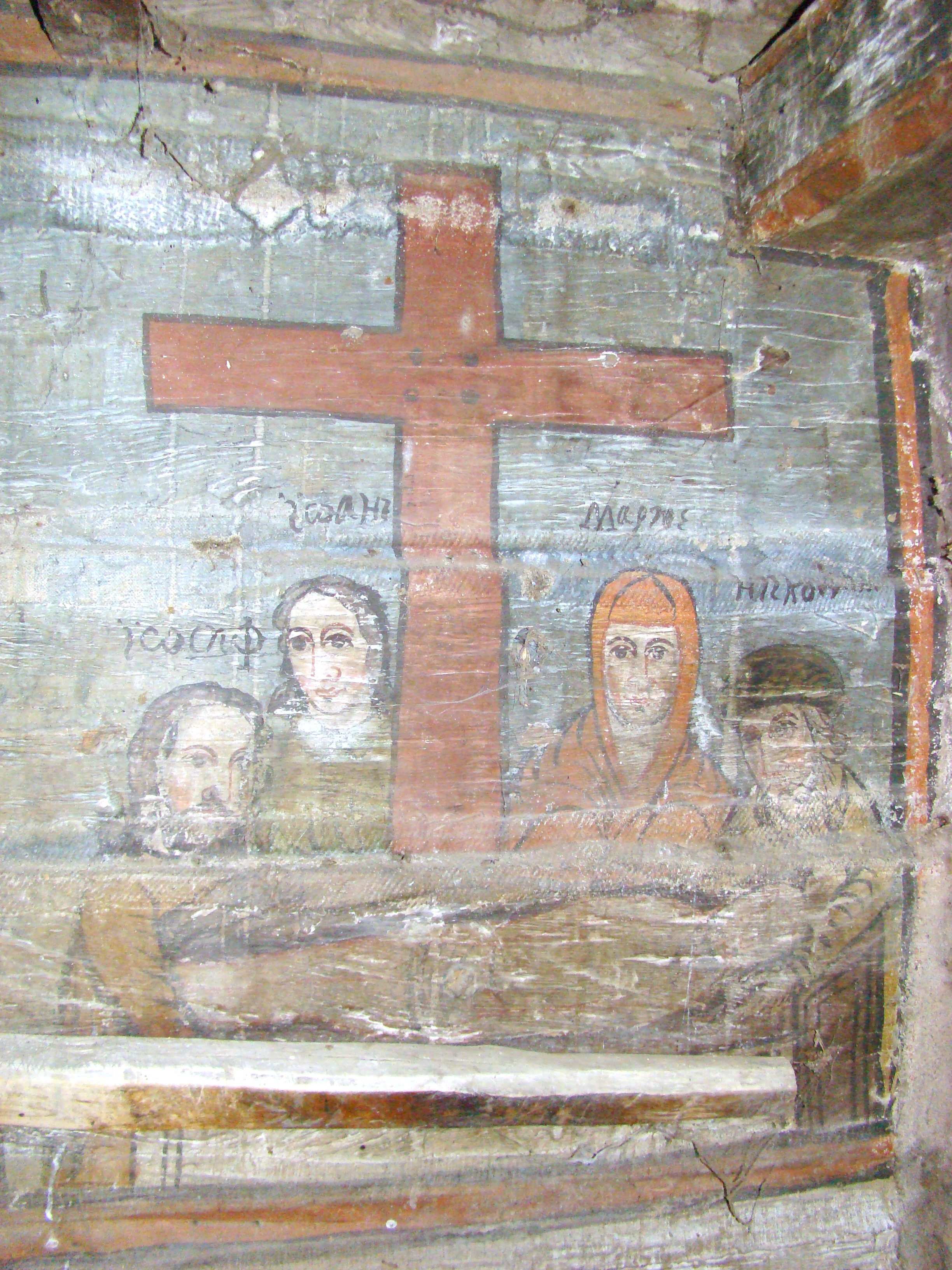
Prohodul Domnului, cu Apostolul Ioan, Maica Domnului, Iosif din Arimateea și Nicodim

Biserica de lemn din Gârbău Dejului, comuna Cășeiu, județul Cluj, datează din secolul XVIII.
Are hramul „Sfinții Arhangheli Mihail și Gavriil”. Biserica se află pe noua listă a monumentelor istorice sub codul LMI:  CJ-II-m-B-07620.

## Istoric
Prima mențiune documentară a satului: 1315-poss.Vrbo. Alte denumiri: 1355-Orbo; 1566 Oláh-Orbo (Gârbău Românesc), 1613-Csicso Orbo (Ciceu-Gârbău), 1854 Felső-Orbo (Gârbău de Sus).
Biserica de lemn „Sfinții Arhangheli Mihail și Gavriil” are ca data construcției: secolul al XVIII-lea. Nu se cunosc nici numele autorului picturii murale, nici data execuției acesteia. O inscripție cu litere chirilice, aflată la mijlocul iconostasului, menționează un „Filipașcu Voievod”.
Satul a mai avut o biserică. La începutul celui de-al treilea deceniu al secolului al XIX-lea, mai mulți credincioși au trecut la greco-catolici. Pentru folosul acestora, în 1824 a fost adusă din Reteag biserica cu hramul „Sfântul Dumitru”, demolată în 1934. 

## Trăsături
Aparținând de comuna Cășeiu, satul Gârboul Dejului păstrează o biserică de lemn din secolul al XVIII-lea, monument istoric. Pe una din grinzile de est ale naosului se găsește inscripția: „Această sfântă besearecă au fostă meste(r)u... Mihaiu” și „și la noi (t)ă dă să au fostă mest(eru) Nicoară”, reprezentând probabil numele primului constructor al edificiului și numele celui ce a refăcut biserica.
Decorul sculptat: Ancadramentul ușii de intrare în biserică este decorat cu motive incizate, precum romburi, pătrate, dinți de fierăstrău și frânghia răsucită. Aceleași motive se repetă și la ușa de acces în naos. Grinzile bolții au fost decorate cu motivul rozetei.
Pictura: Pictura murală datează de la sfârșitul secolului al XVIII-lea și a fost realizată de un meșter din zonă, într-un stil de factură populară, naivă, cu o cromatică veselă.
Picturile din pronaos s-au distrus complet, iar tavanul a fost înlocuit. 
Pe bolta semicilindrică a naosului apar scene din Ciclul Patimilor, cei patru evangheliști, prooroci și mucenici în medalion. Tot pe bolta naosului se disting scenele Vindecarea orbului și Duminica Tomii. Pe peretele de vest este reprezentată scena Jertfei lui Isaac, în rest pictura se păstrează încă în partea inferioară a pereților, reprezentând sfinți, înnegrită puternic pe boltă.
Iconostasul și icoanele împărătești au fost pictate în a doua jumatate a secolului al XVIII-lea. Deasupra icoanelor împărătești se găsește registrul apostolilor încadrându-l pe Iisus pe tron. Tâmpla este încununată de un Trimorphon: Iisus pe cruce flancat de Maria și Ioan, pictura fiind însă deteriorată. Pe iconostas apare înscris cu litere chirilice numele unui Filipașcu voievod, probabil ctitorul bisericii vechi.
Patrimoniul: Se păstrează cele 4 icoane împărătești: Sf. Nicolae, Maica Domnului cu Pruncul, Iisus Pantocrator, Arhanghelul Mihail, realizate în secolul al XVIII-lea. Nu se păstrează ușile împărătești, iar partea de jos a iconostasului a fost decorată cu motive florale. Biserica păstrează două icoane de lemn de secol XVIII: Încoronarea Maicii Domnului și Deisis, flancând ușa de intrare în naos.
Starea de conservare: Șindrila este foarte veche și trebuie înlocuită. În schimb, pereții și baza din piatră se prezintă încă bine. Ferestrele nu au geamuri.

## Pictura bisericii
În interior, în pronaosul tăvănit, picturile s-au distrus. De o parte și de alta a ușii de acces în naos atârnă două icoane pe lemn din secolul al XVIII-lea, reprezentând Încoronarea Maicii Domnului și un Deisis. Dincolo de peretele despărțitor, bolta semicilindrică de scândură (cerimea), cât și pereții naosului, au păstrat picturile de la sfârșitul secolului al XVIII-lea (1794). Ciclul iconografic se desfășoară de la sud spre vest și nord. Patimile Domnului au fost redactate într-un limbaj popular naiv, dar nu lipsit de pitoresc și pe alocuri de note caricaturale. Dincolo de gesturile stângace, de mișcările nefirești și figurile stereotipe, artistul popular a reușit, prin alegerea unei palete cromatice adecvate, să dea vioiciune scenelor imaginate. Bolta a fost împodobită cu figurile evangheliștilor și cu busturile unor prooroci sau mucenici. Tot pe leagănul bolții au fost pictate scenele Vindecarea orbului și Duminica Tomii. Din pictura absidei altarului se mai distinge scena Jertfei lui Isaac.

## Imagini din exterior

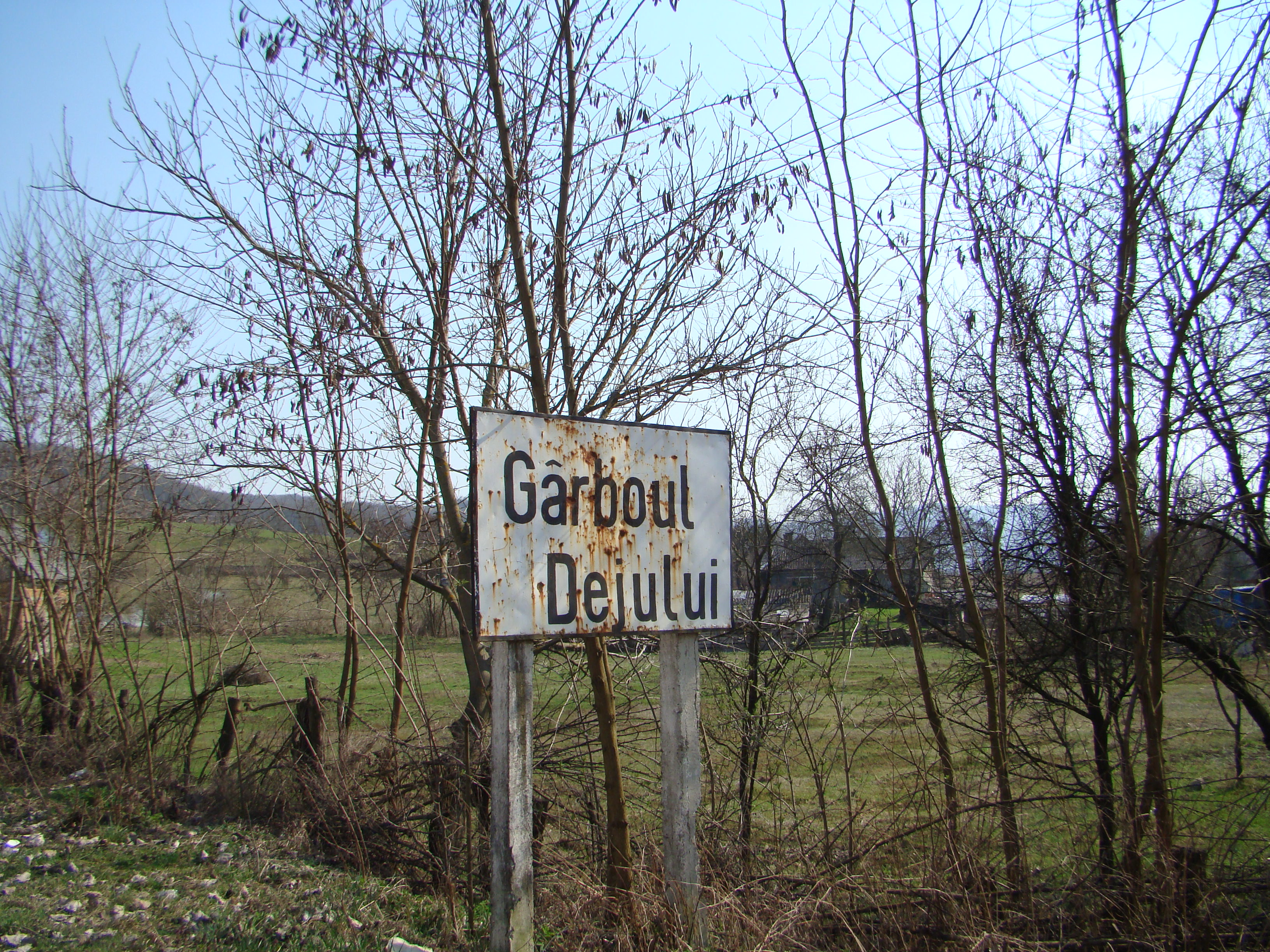
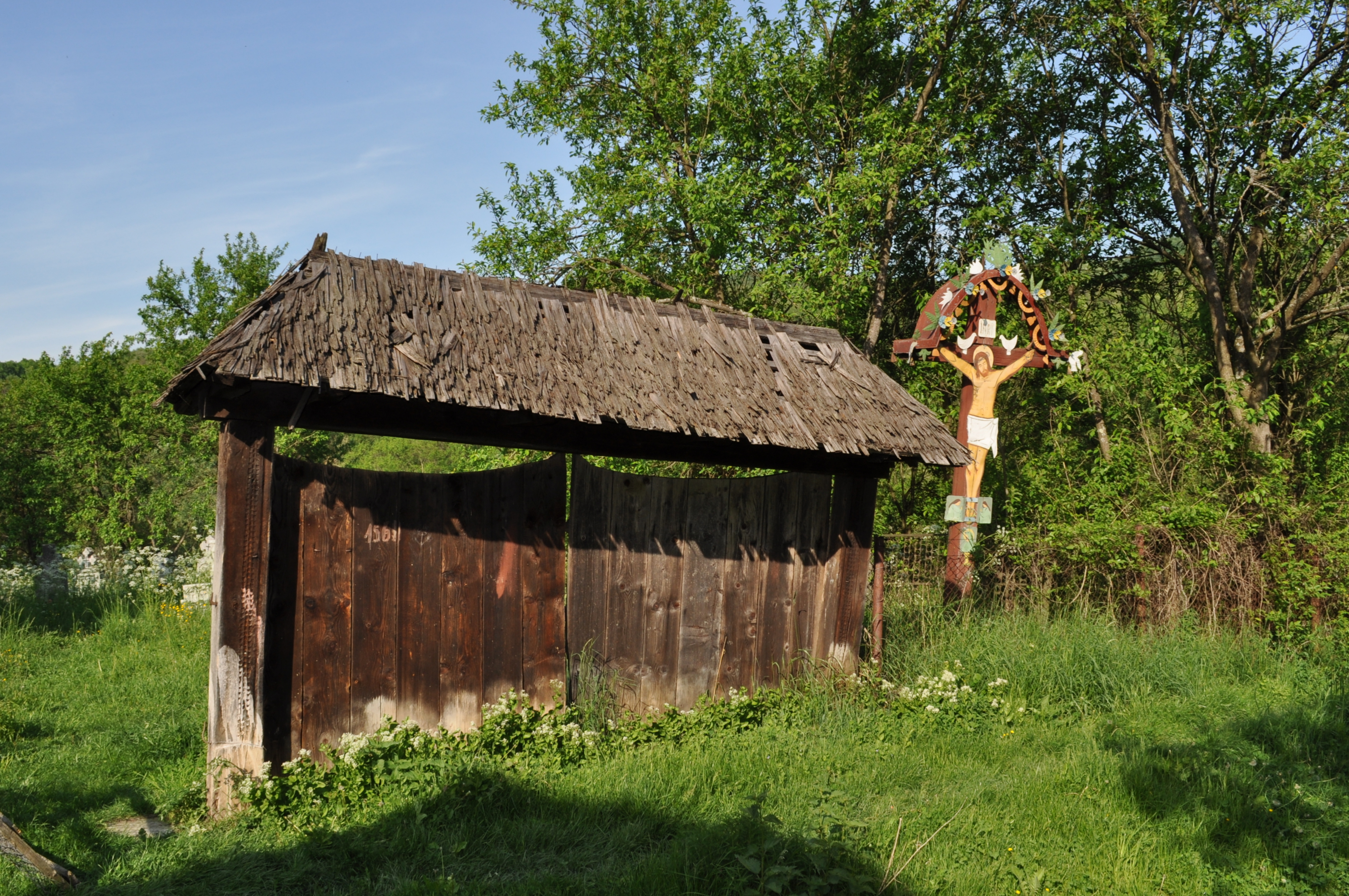
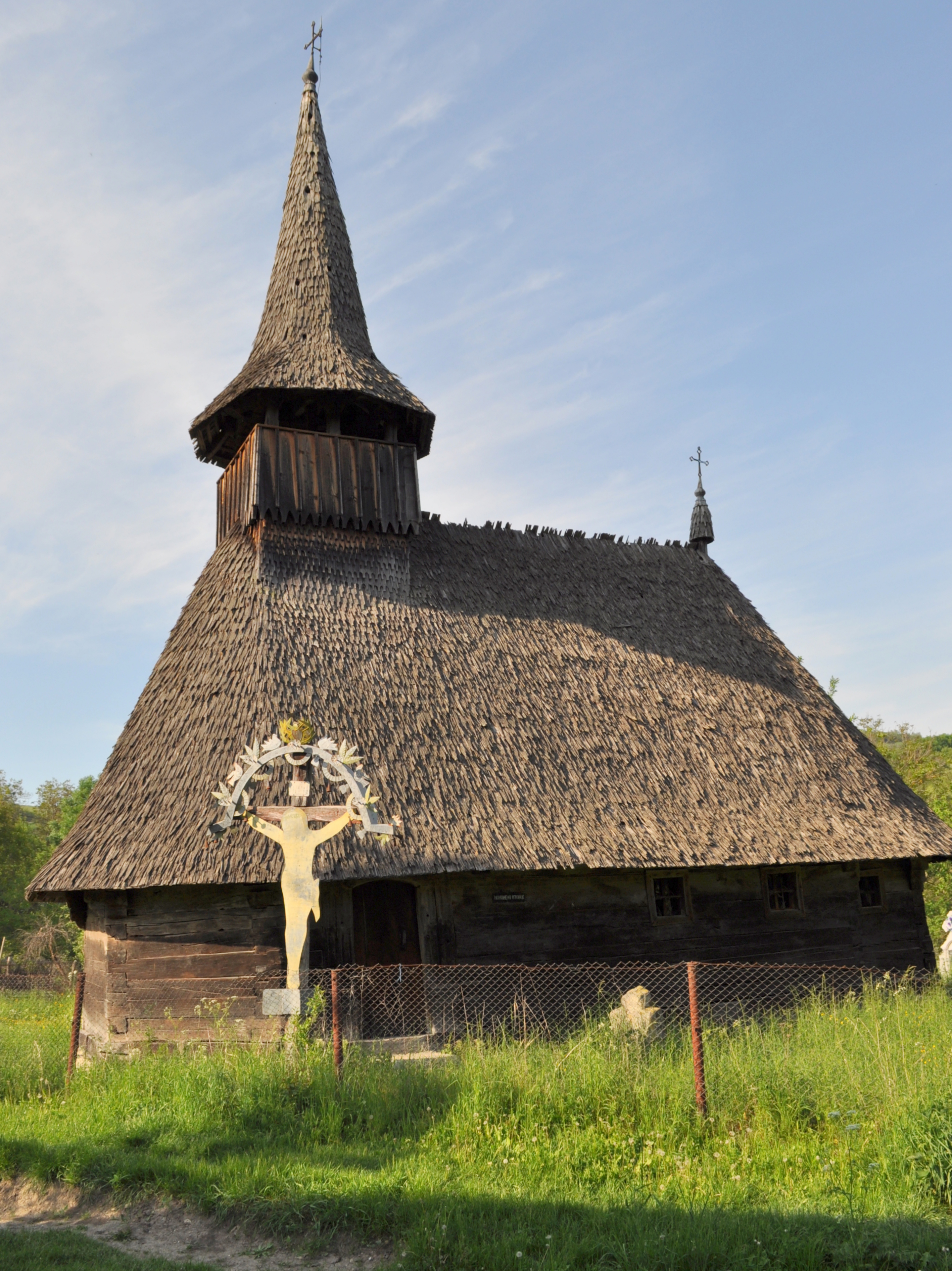
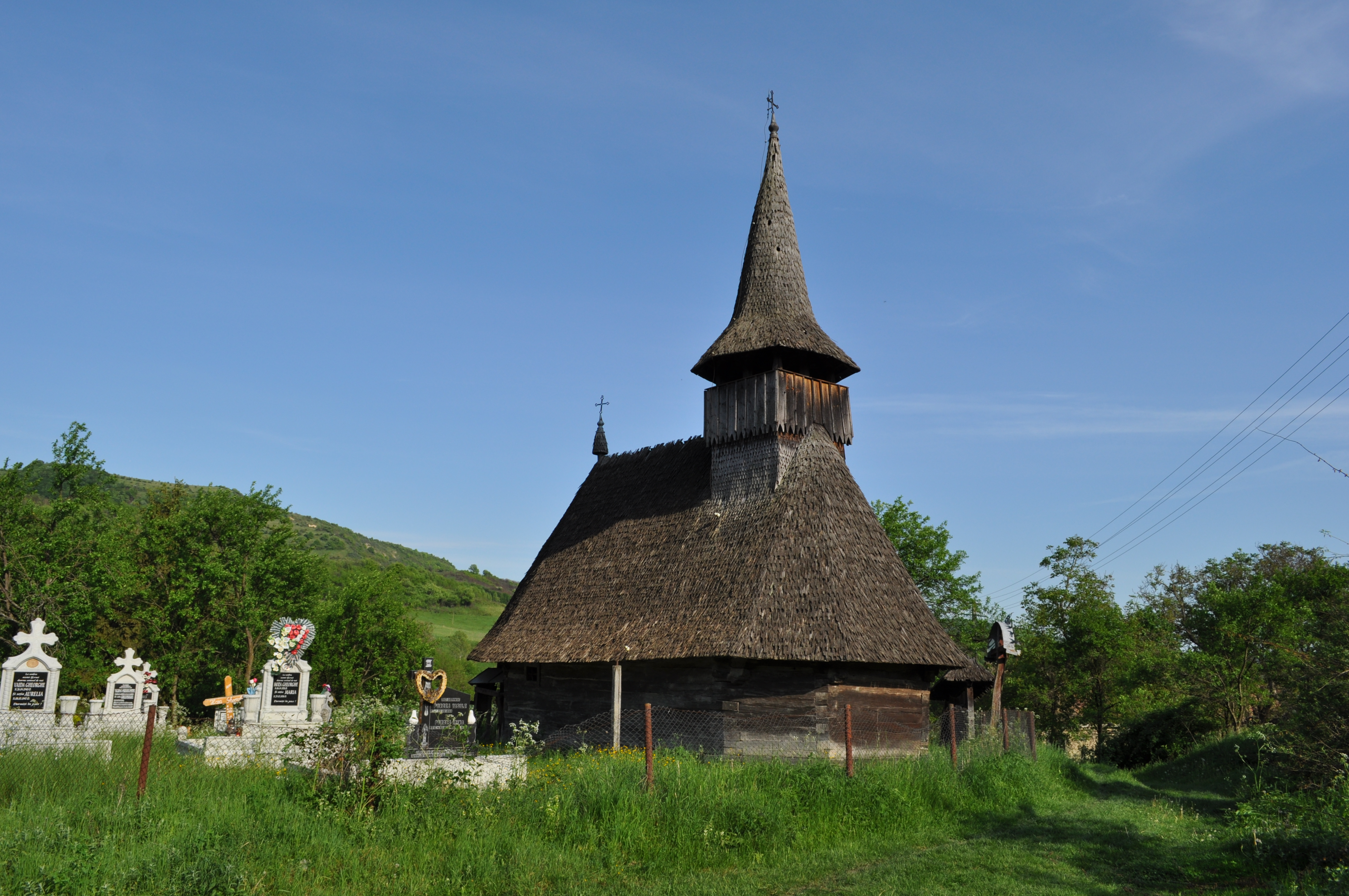
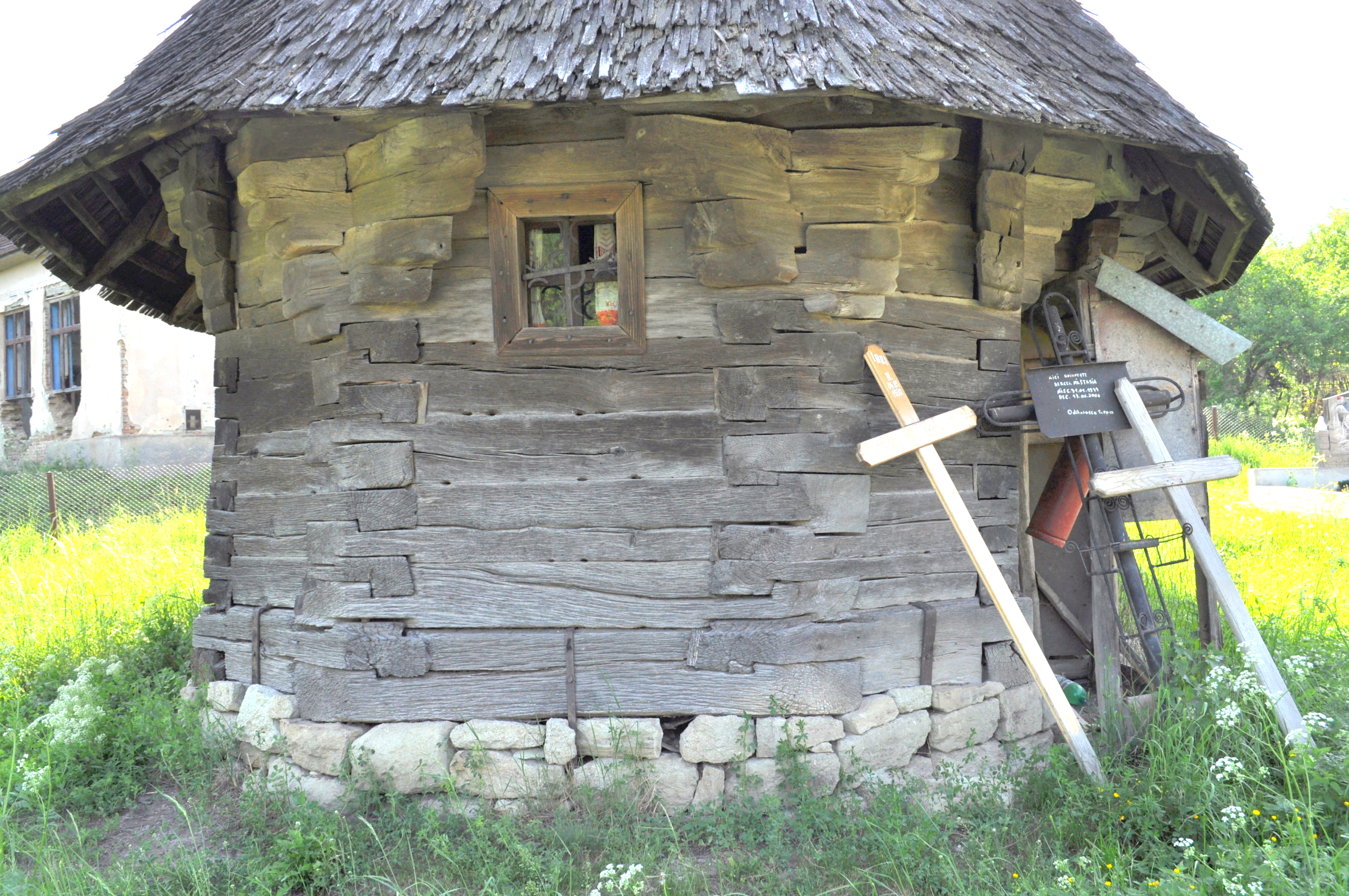
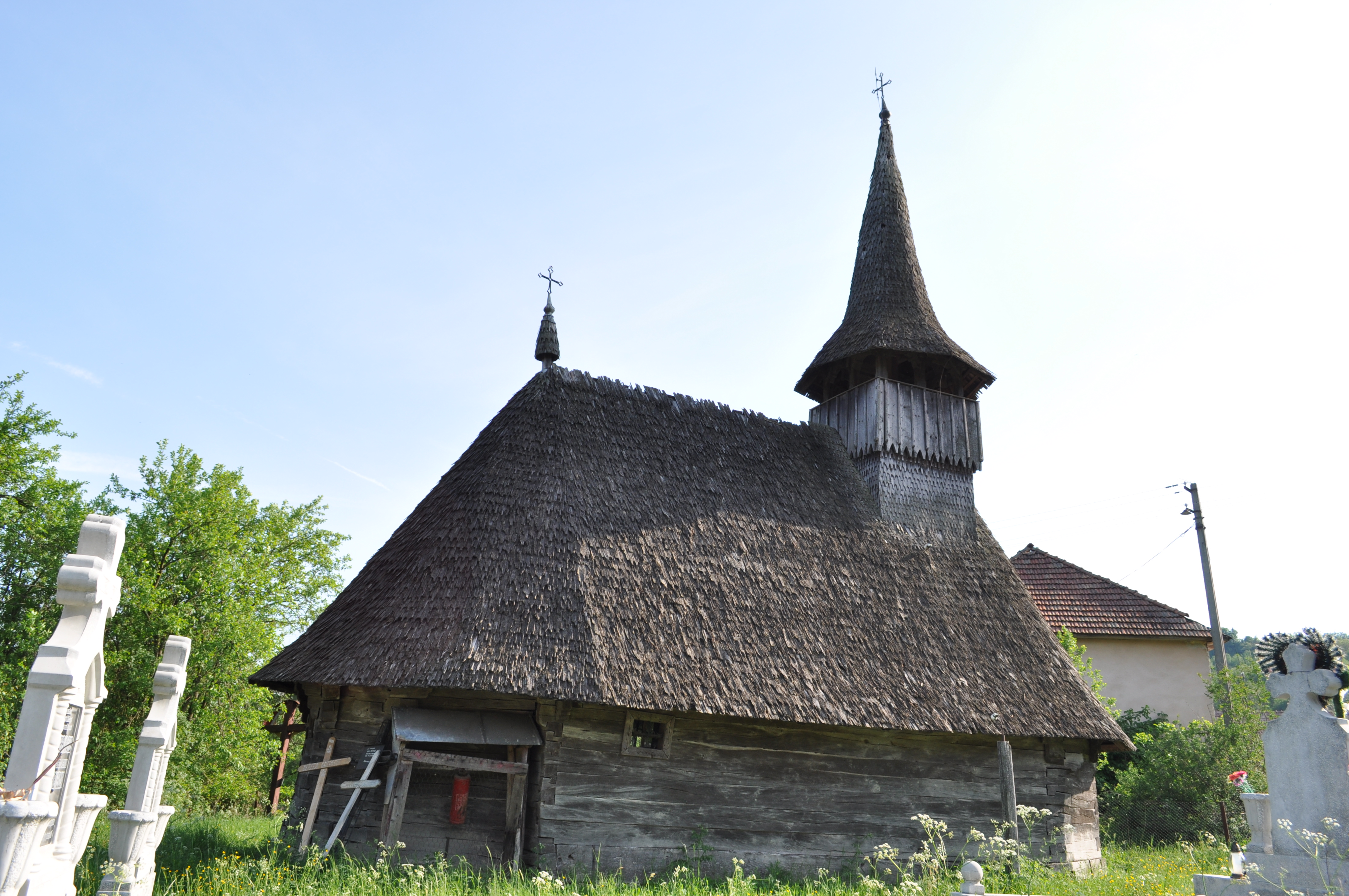
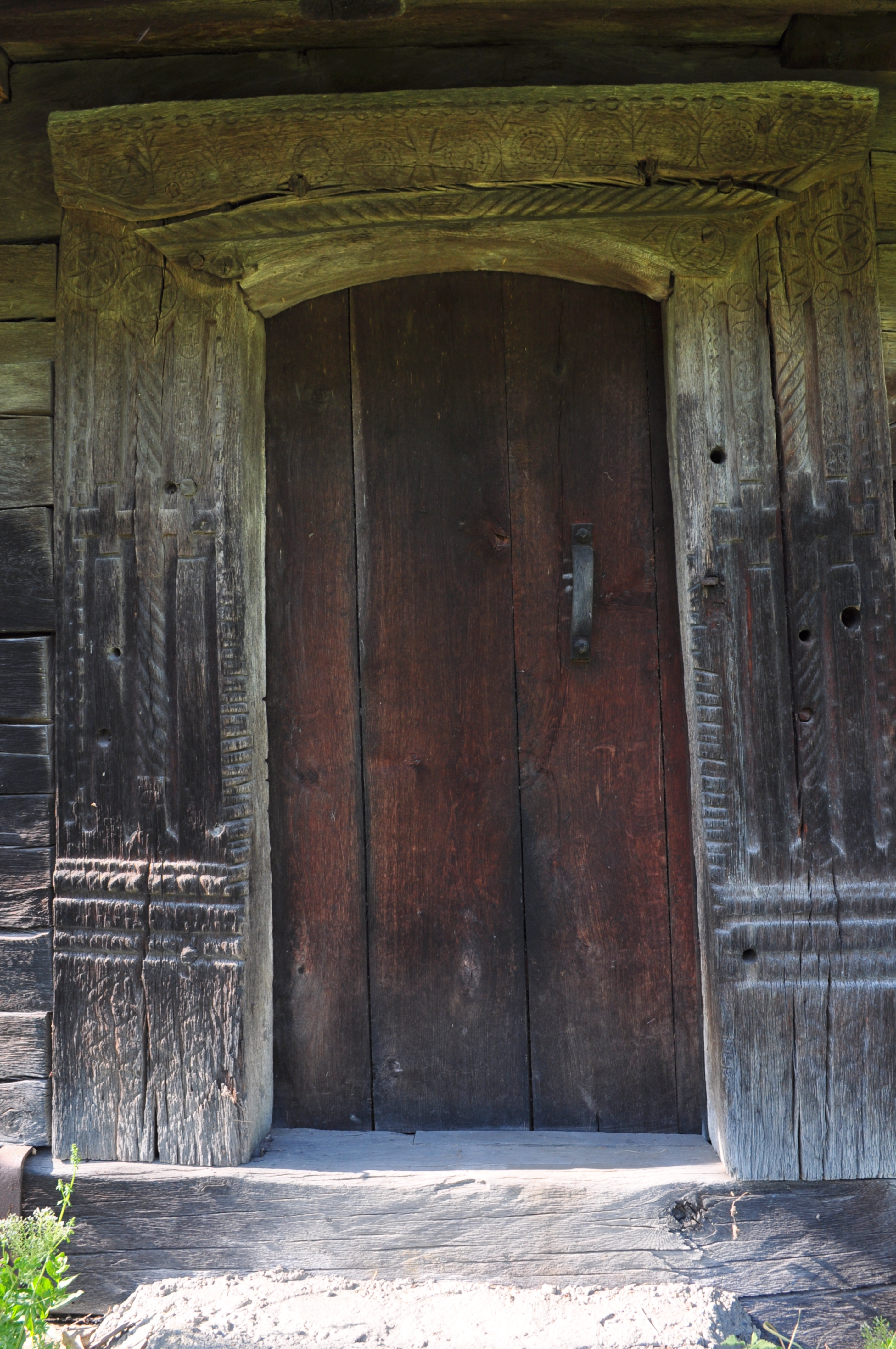
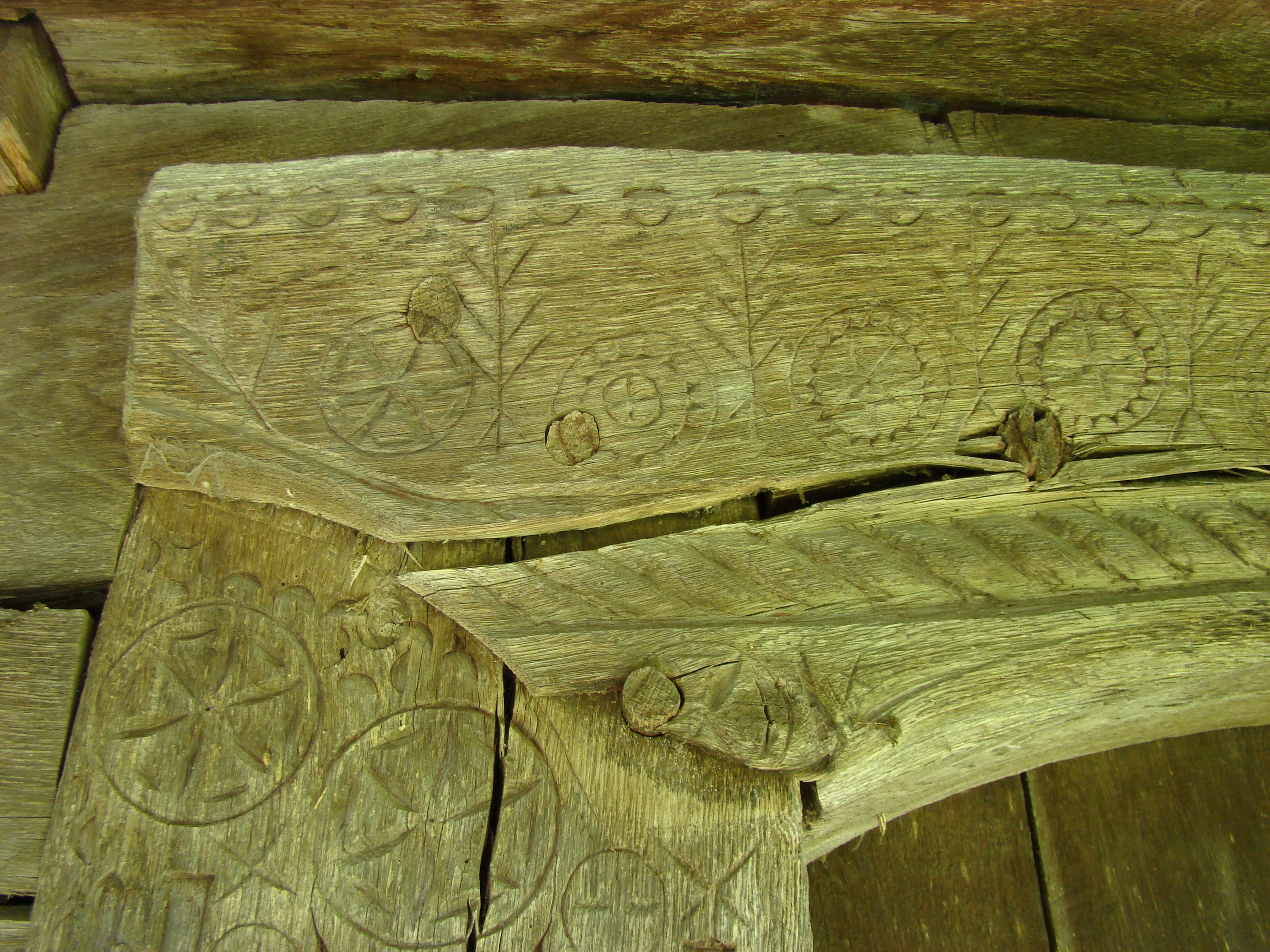
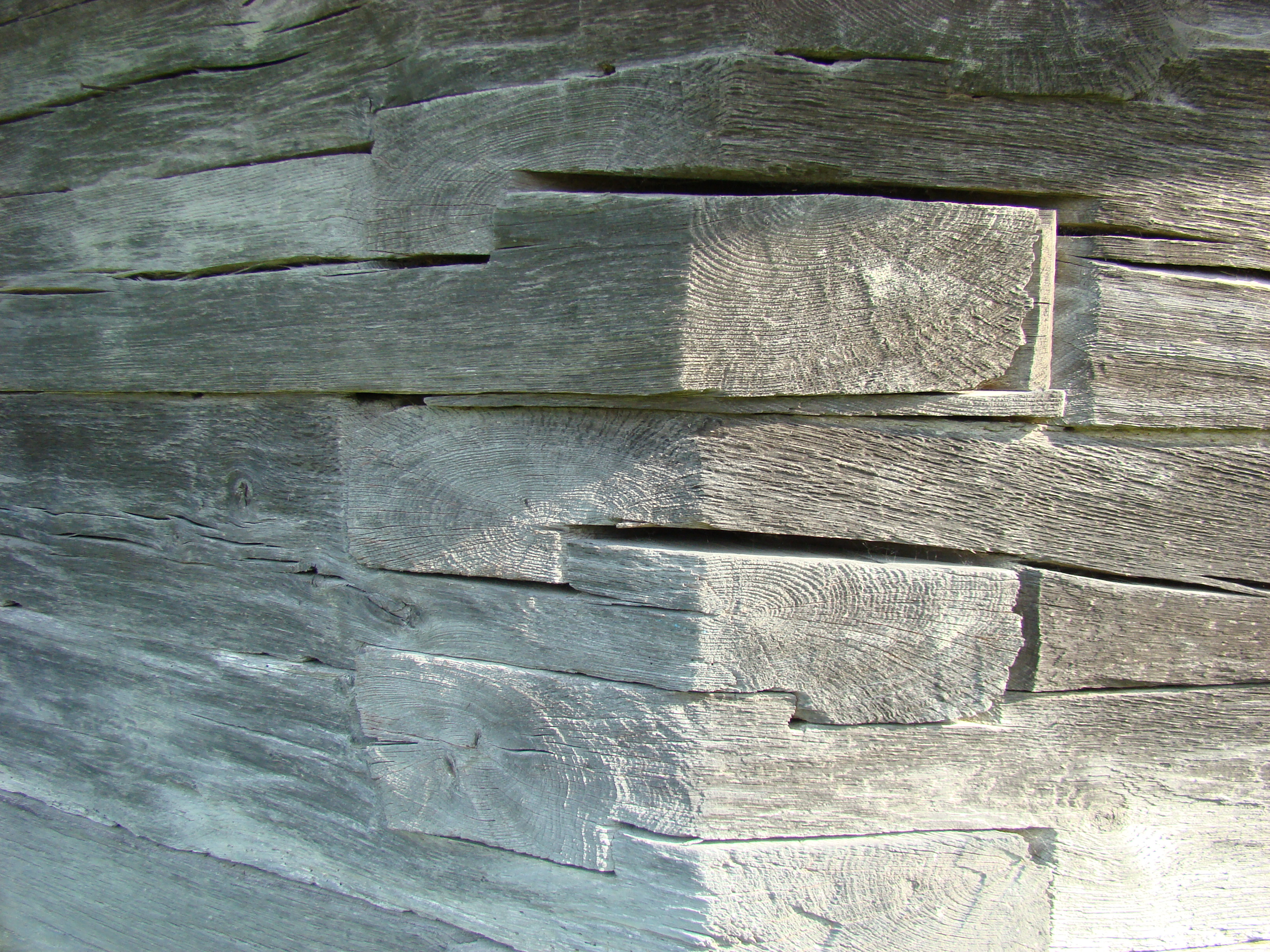
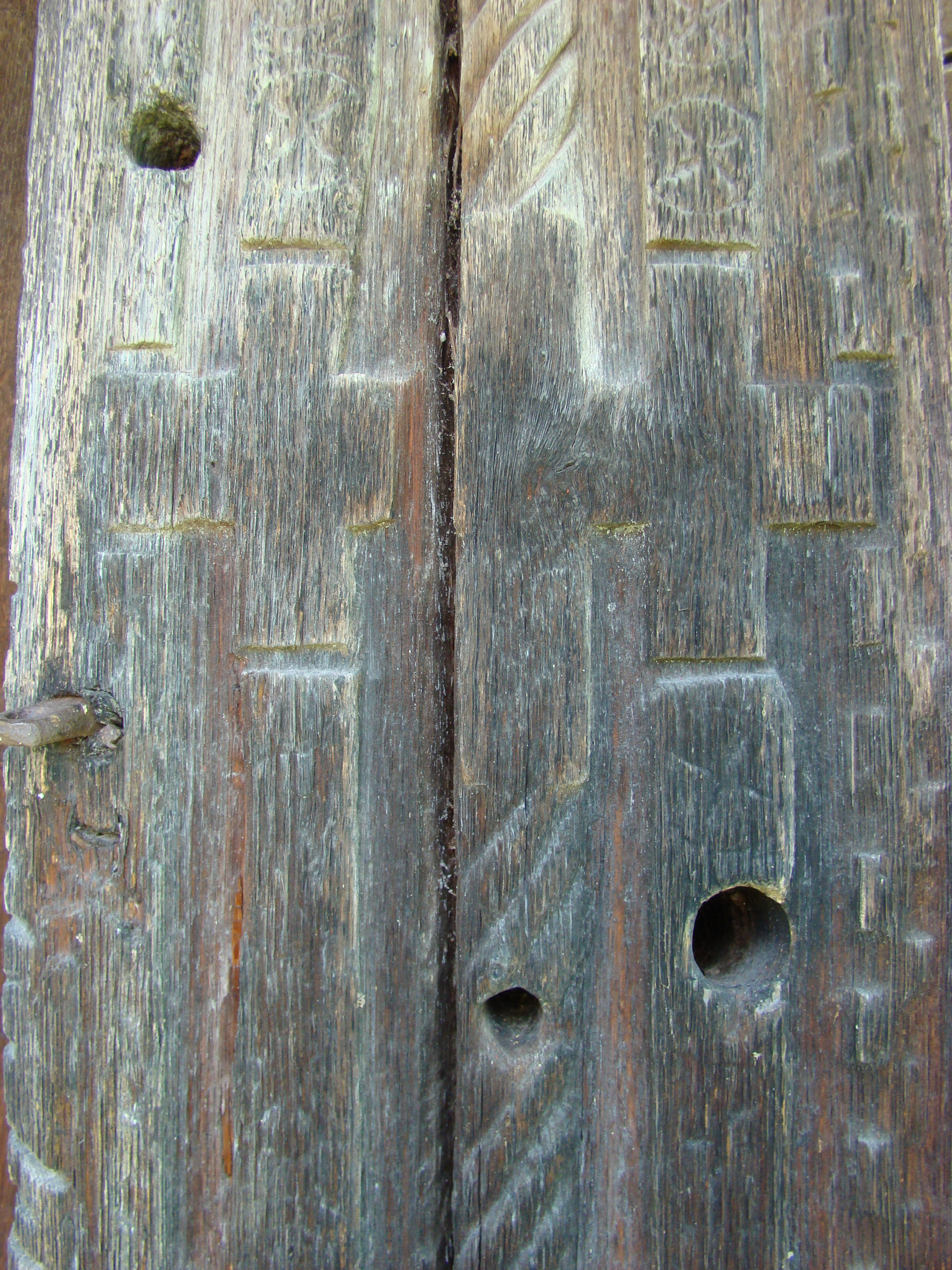
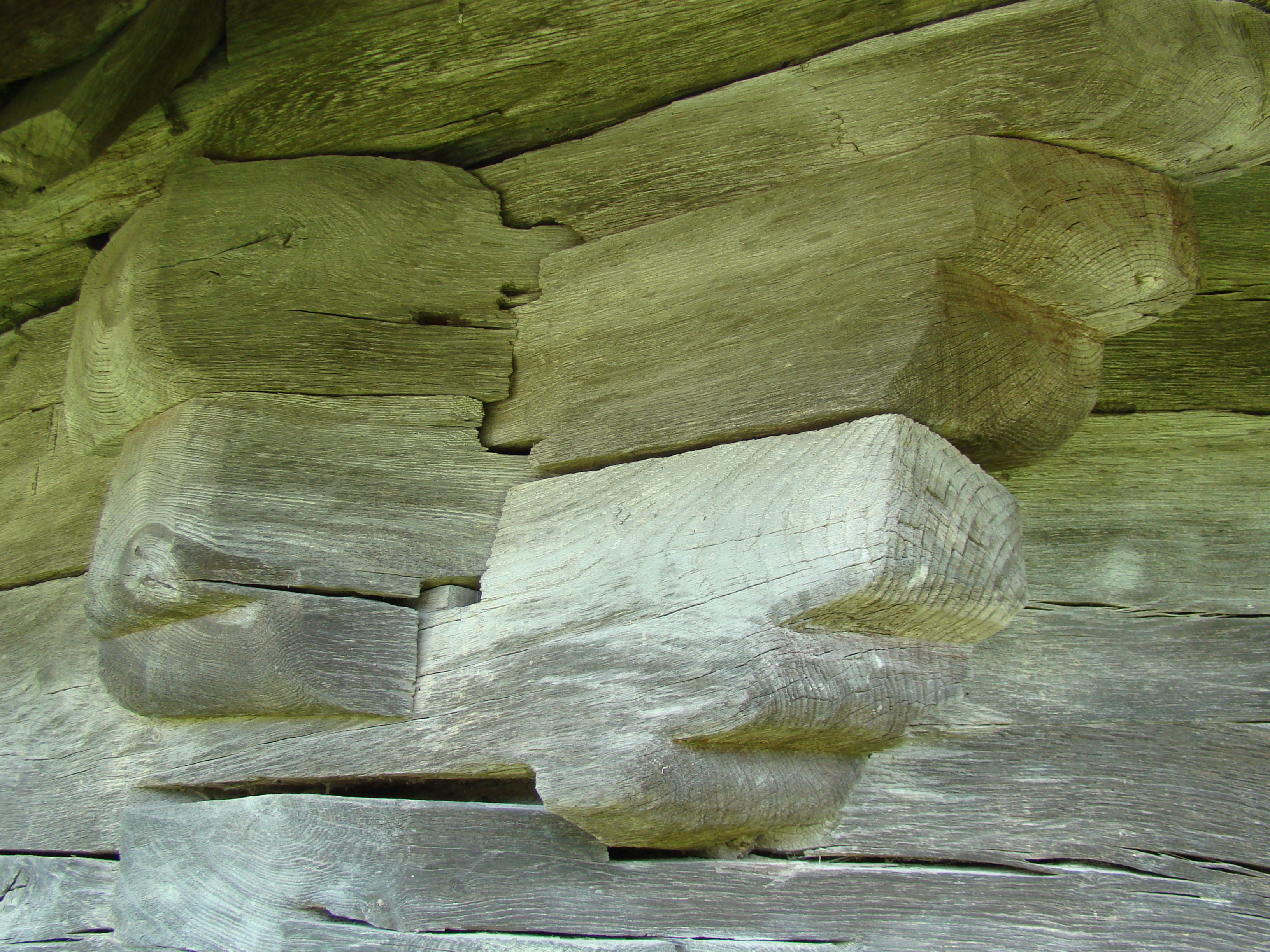
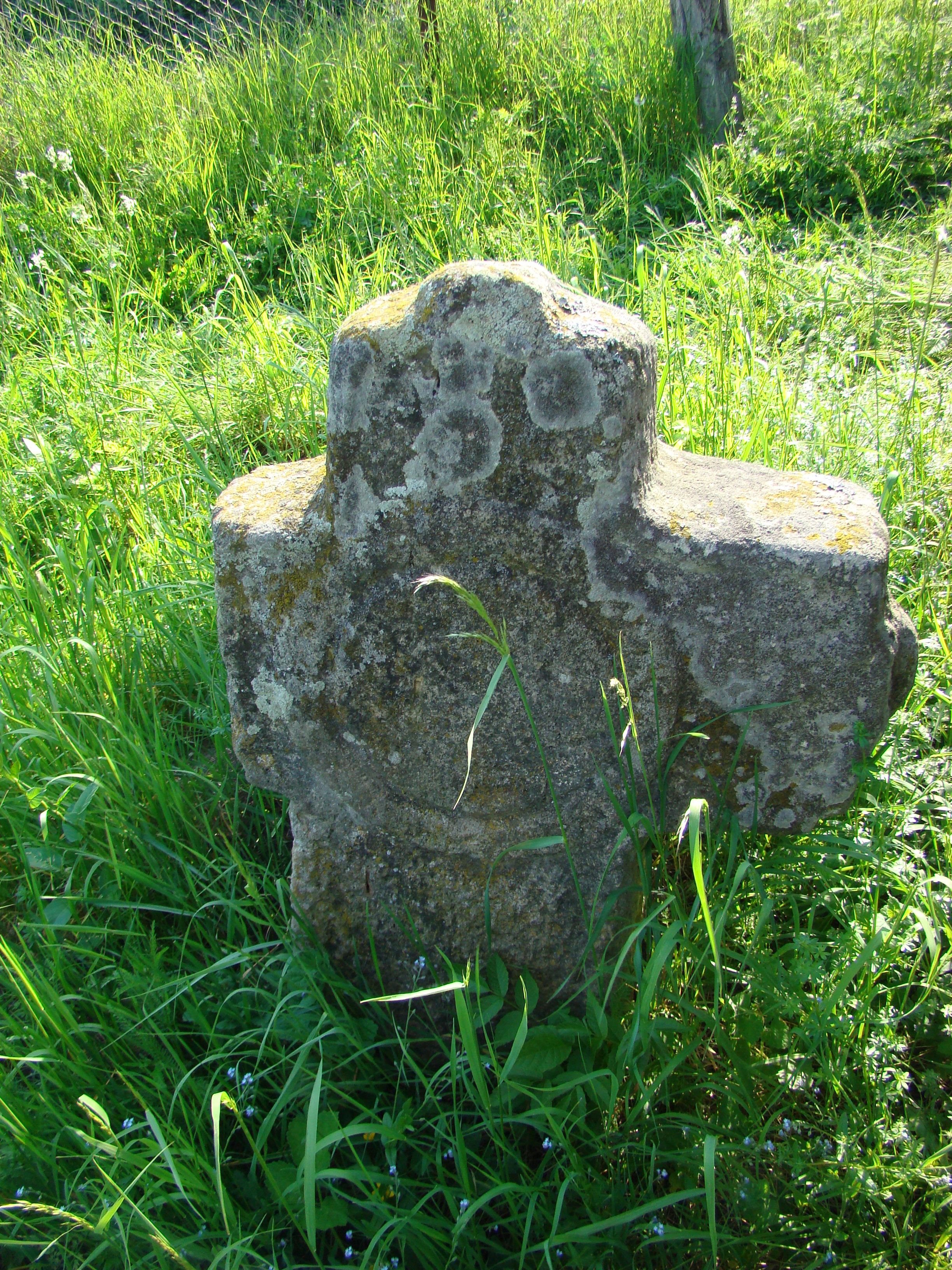
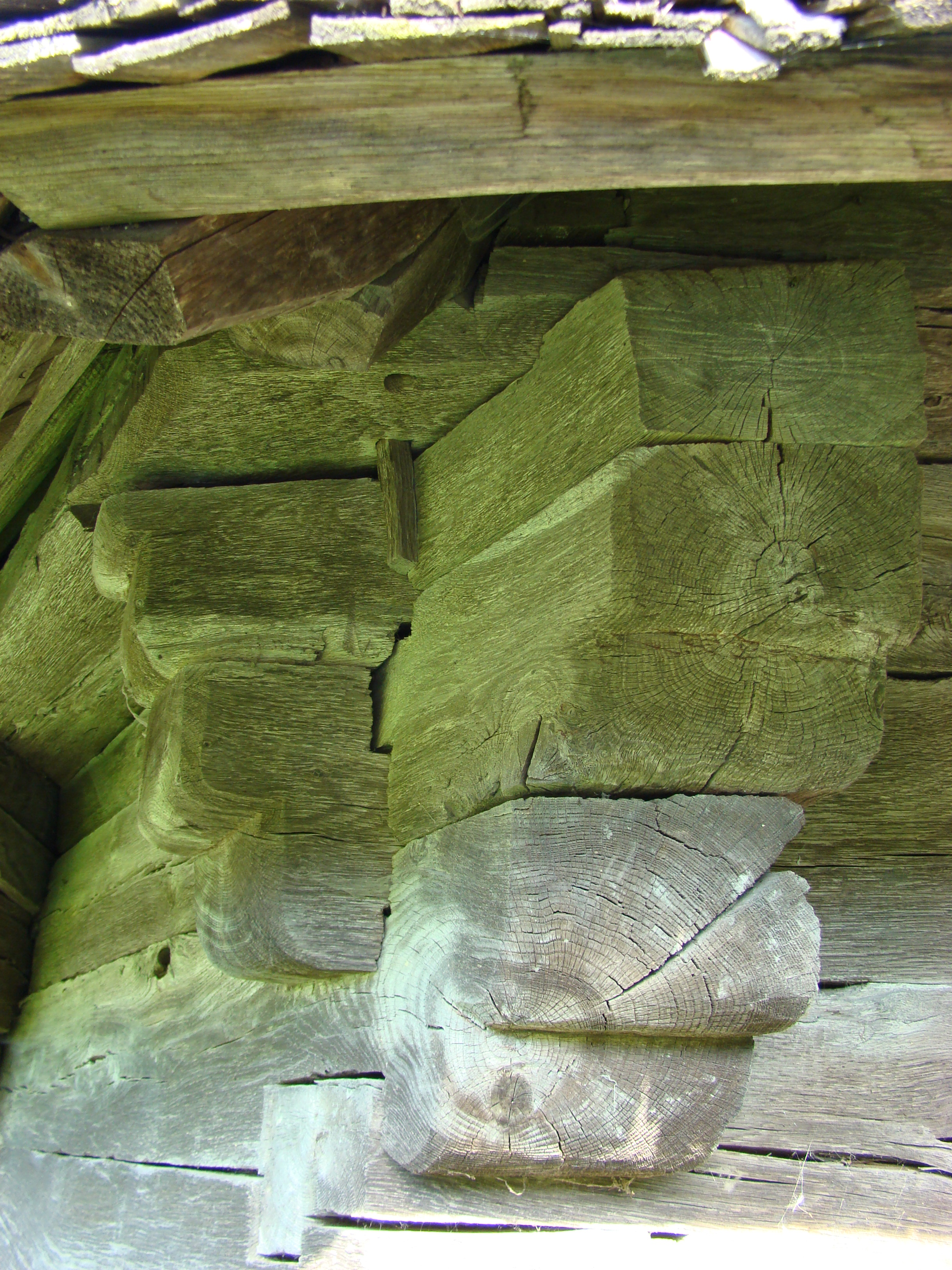
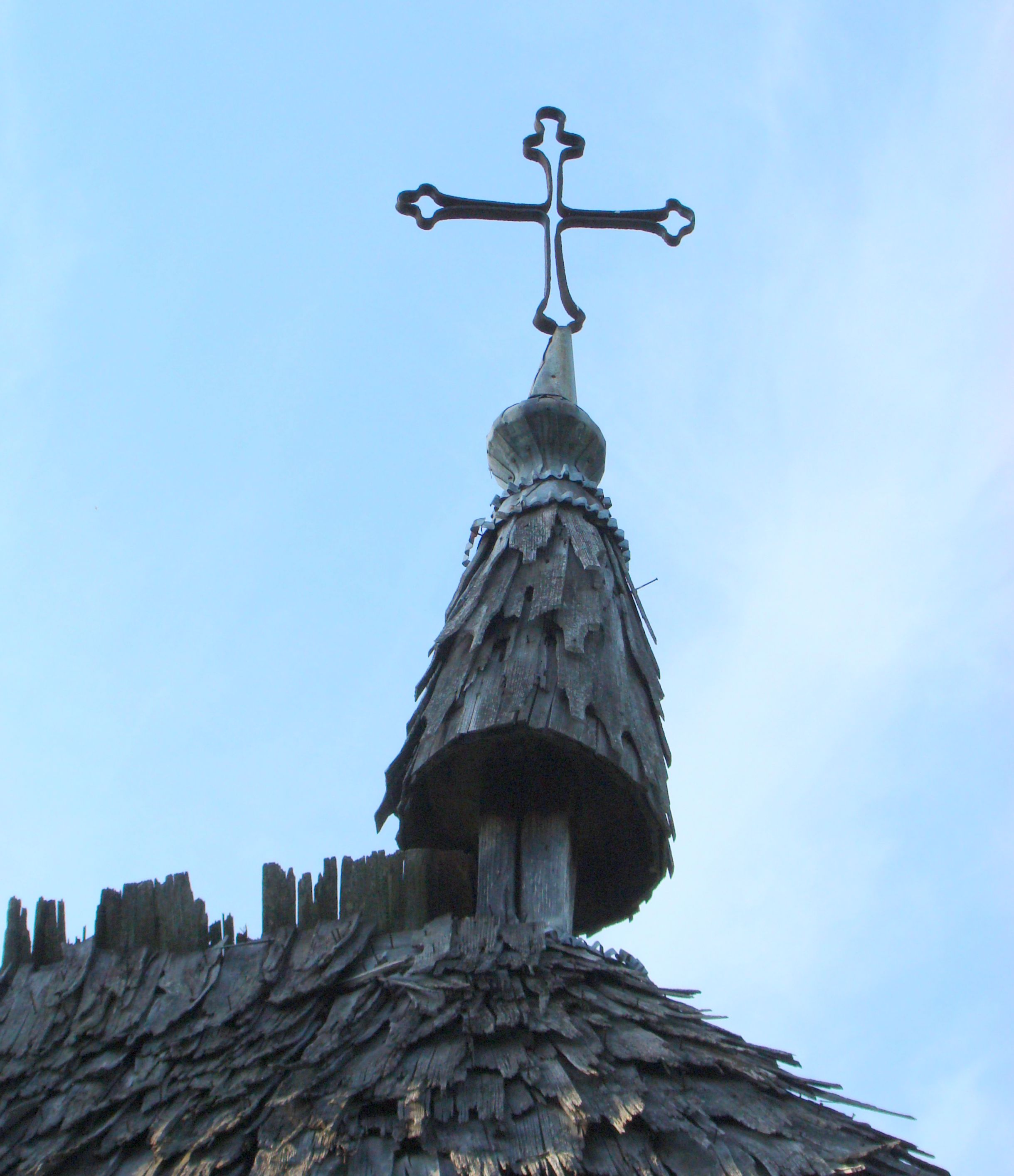
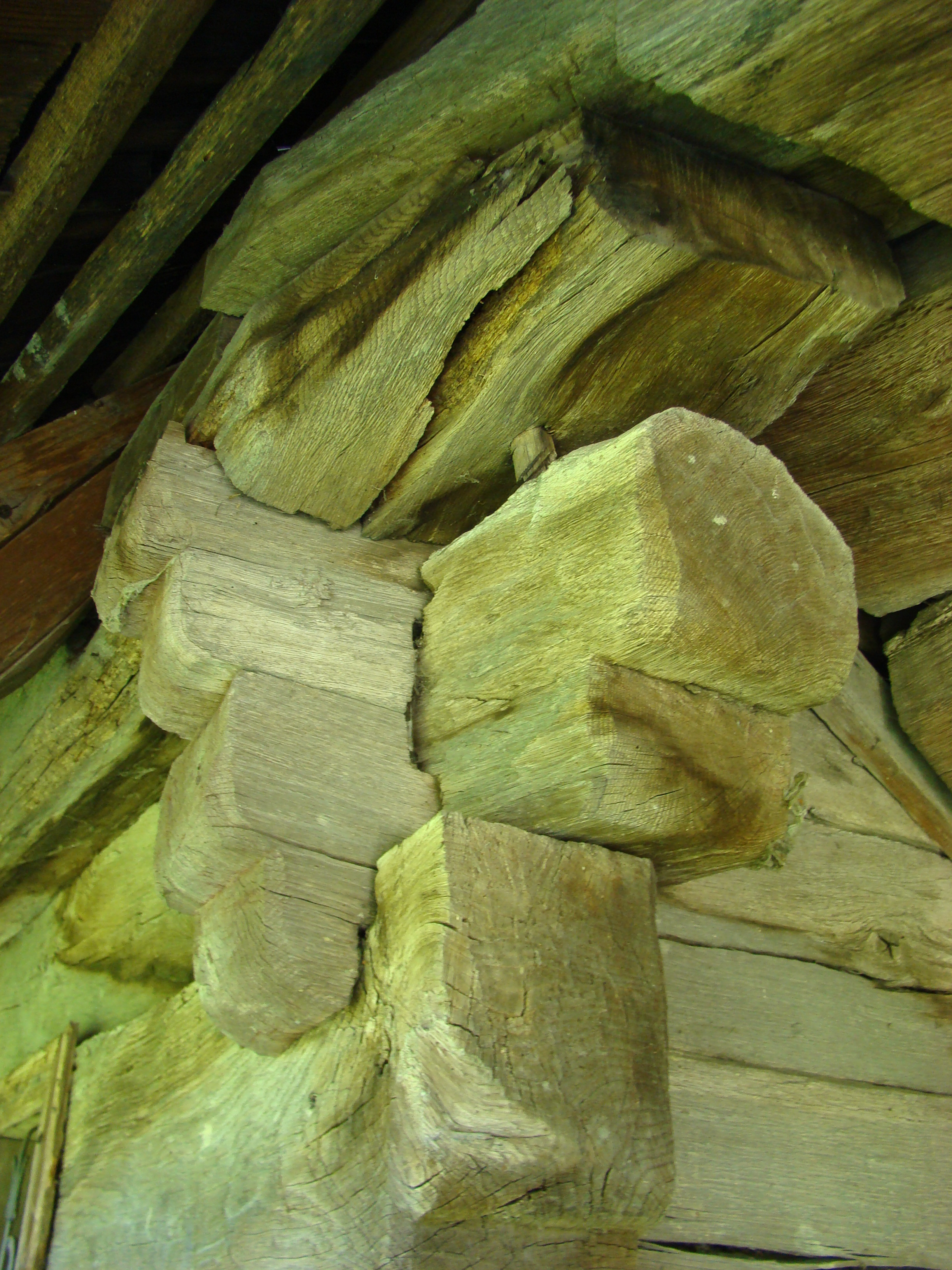
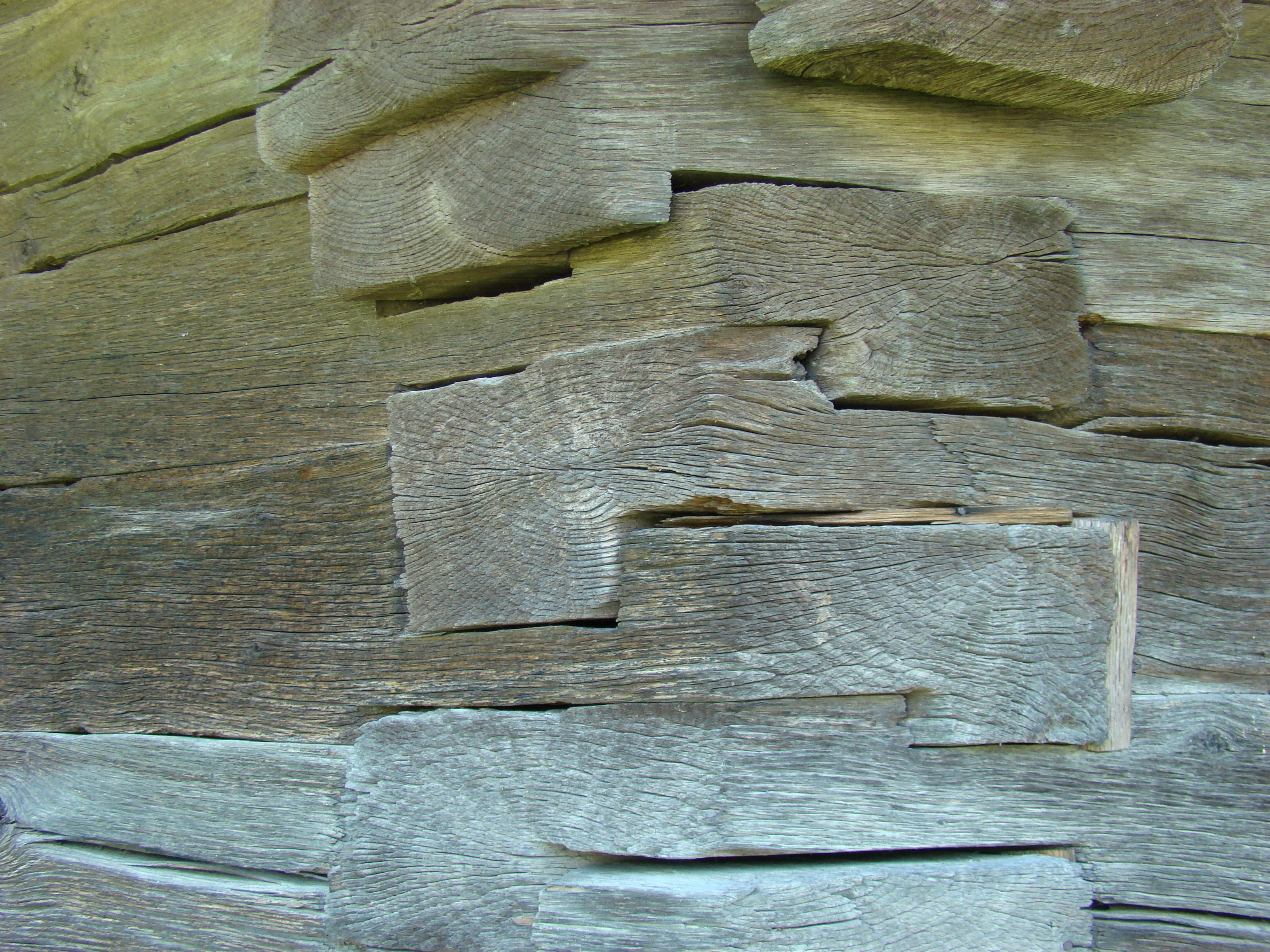
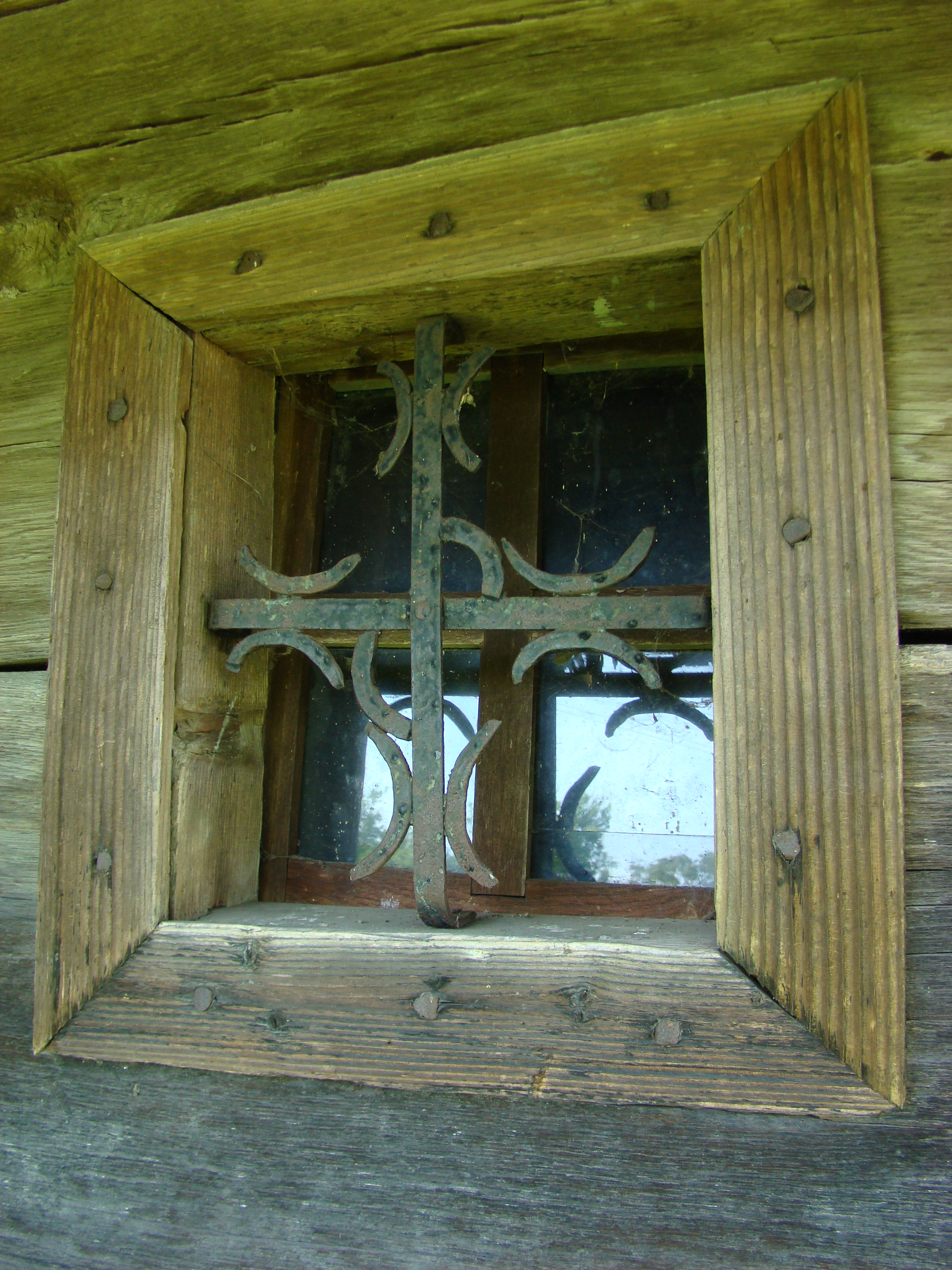
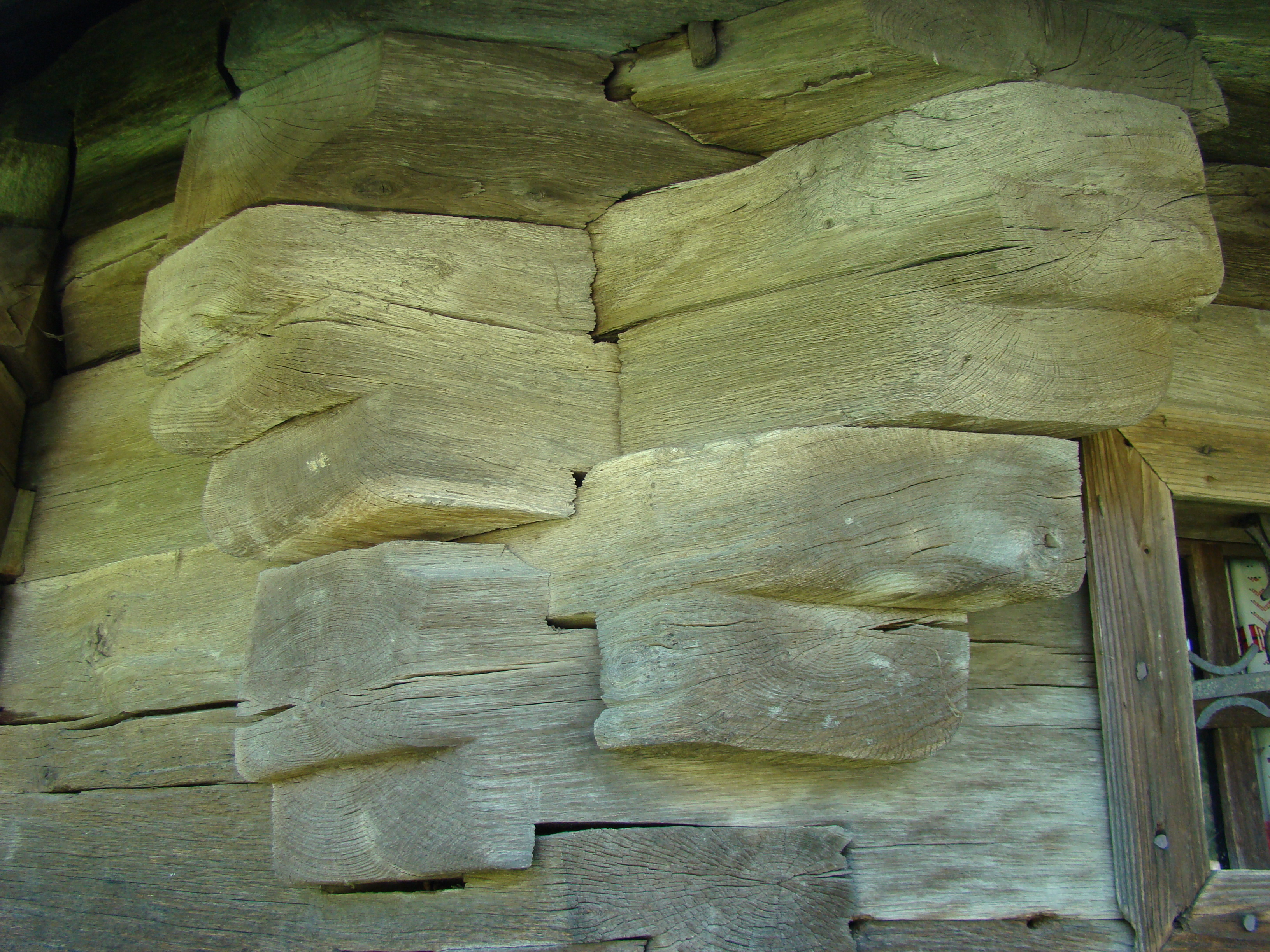
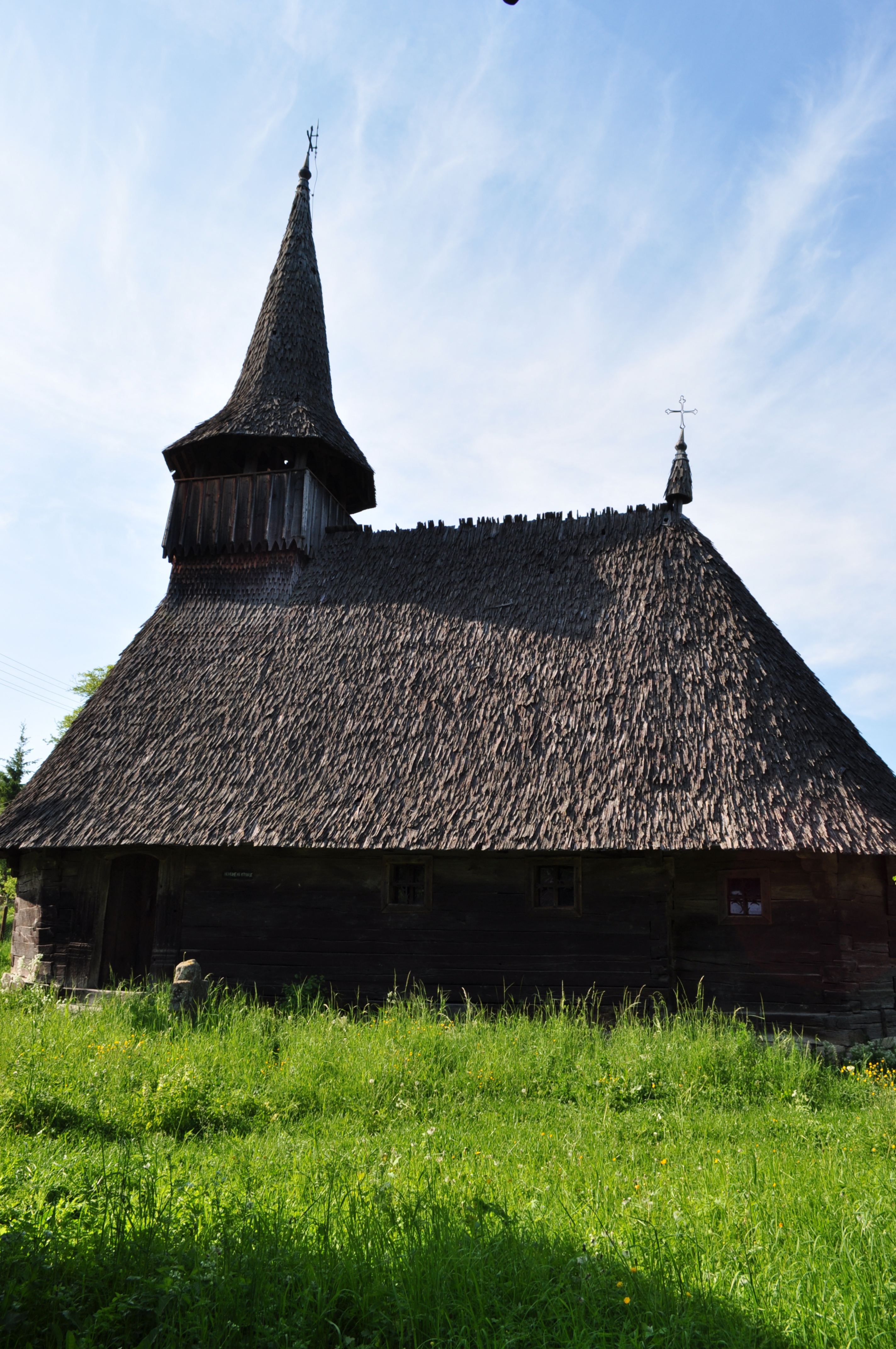
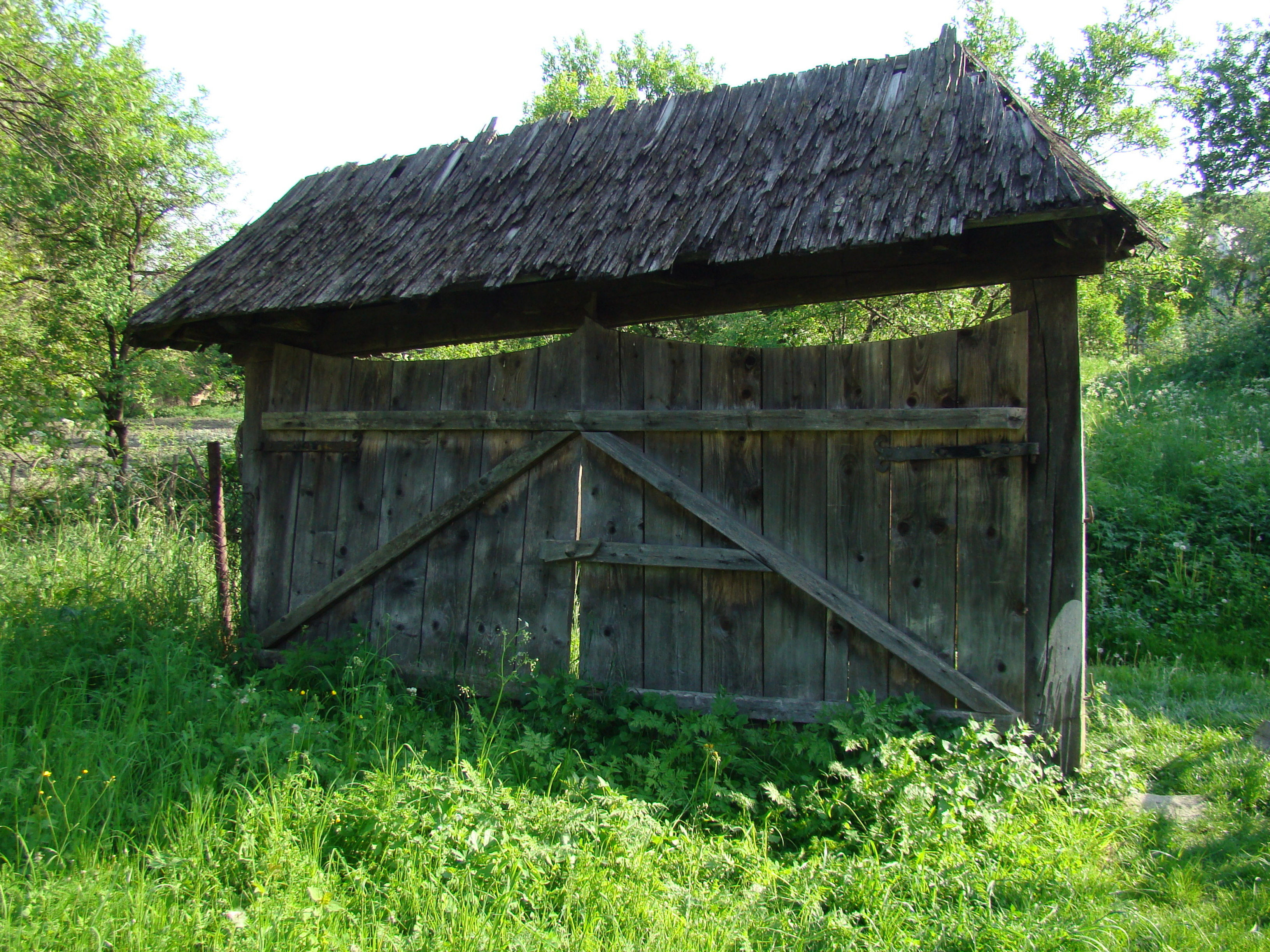
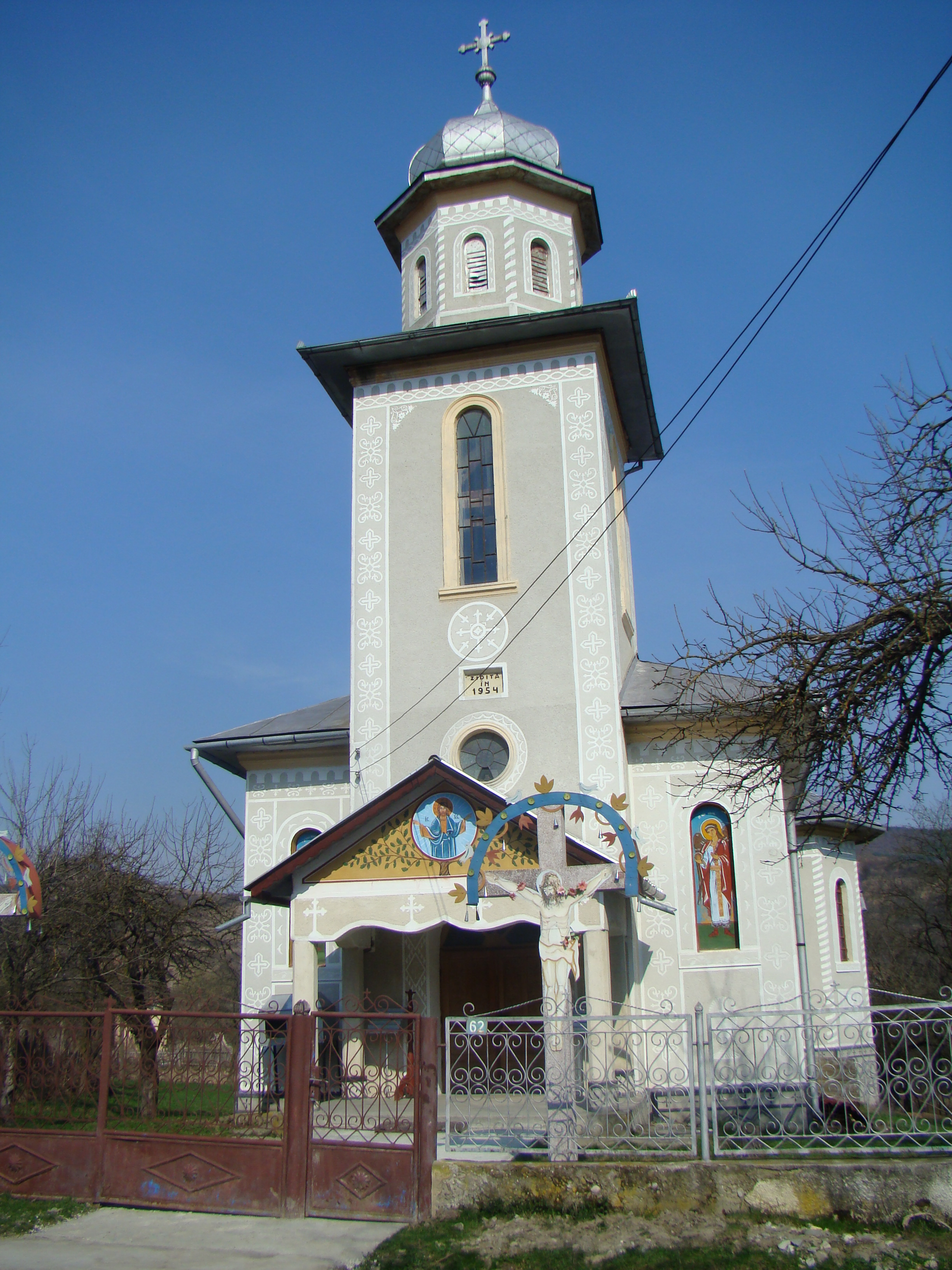
Biserica de zid construită în 1953 de meșterul Ioan Cosma din Ocna Dejului

## Imagini din interior

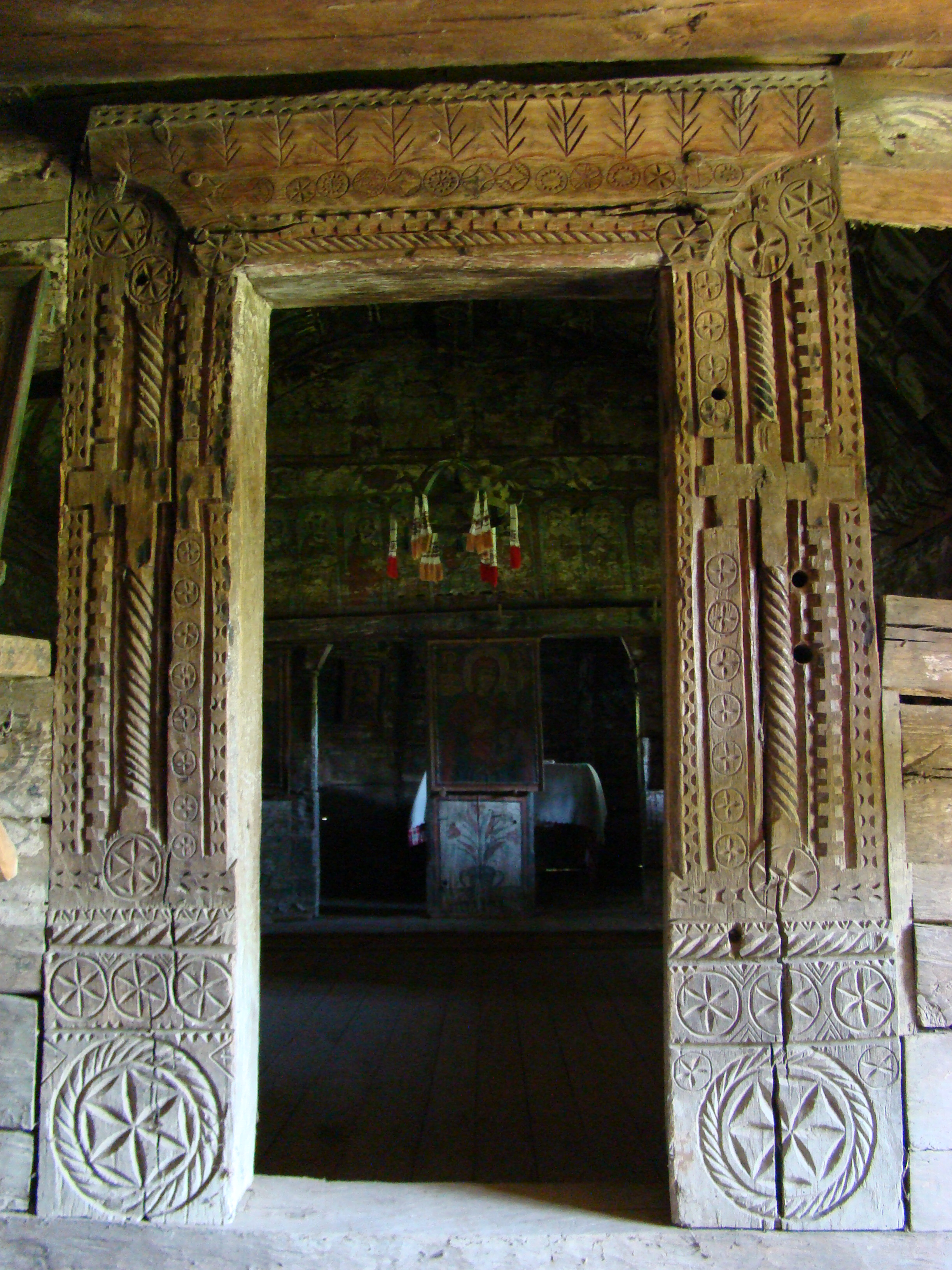
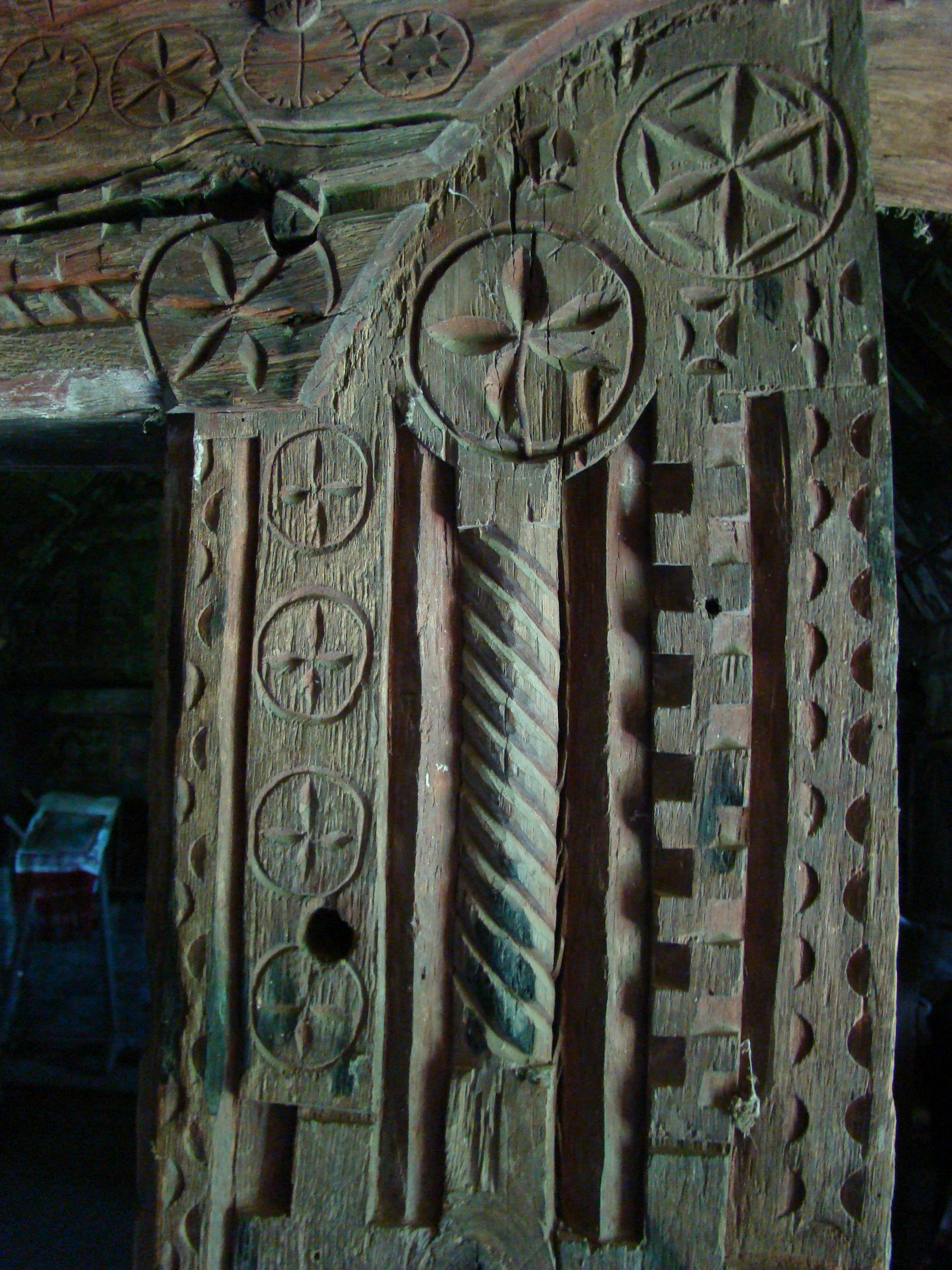
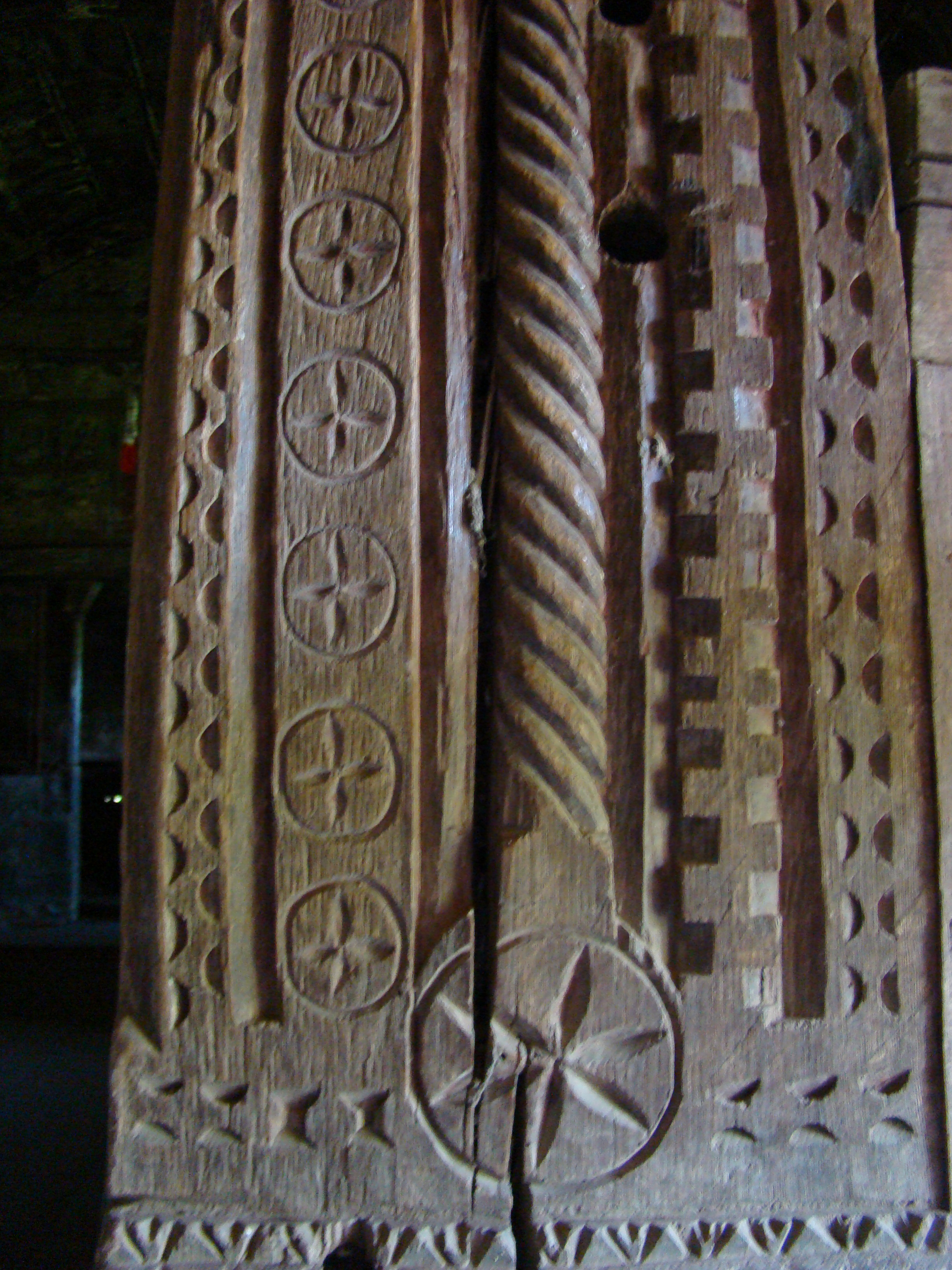
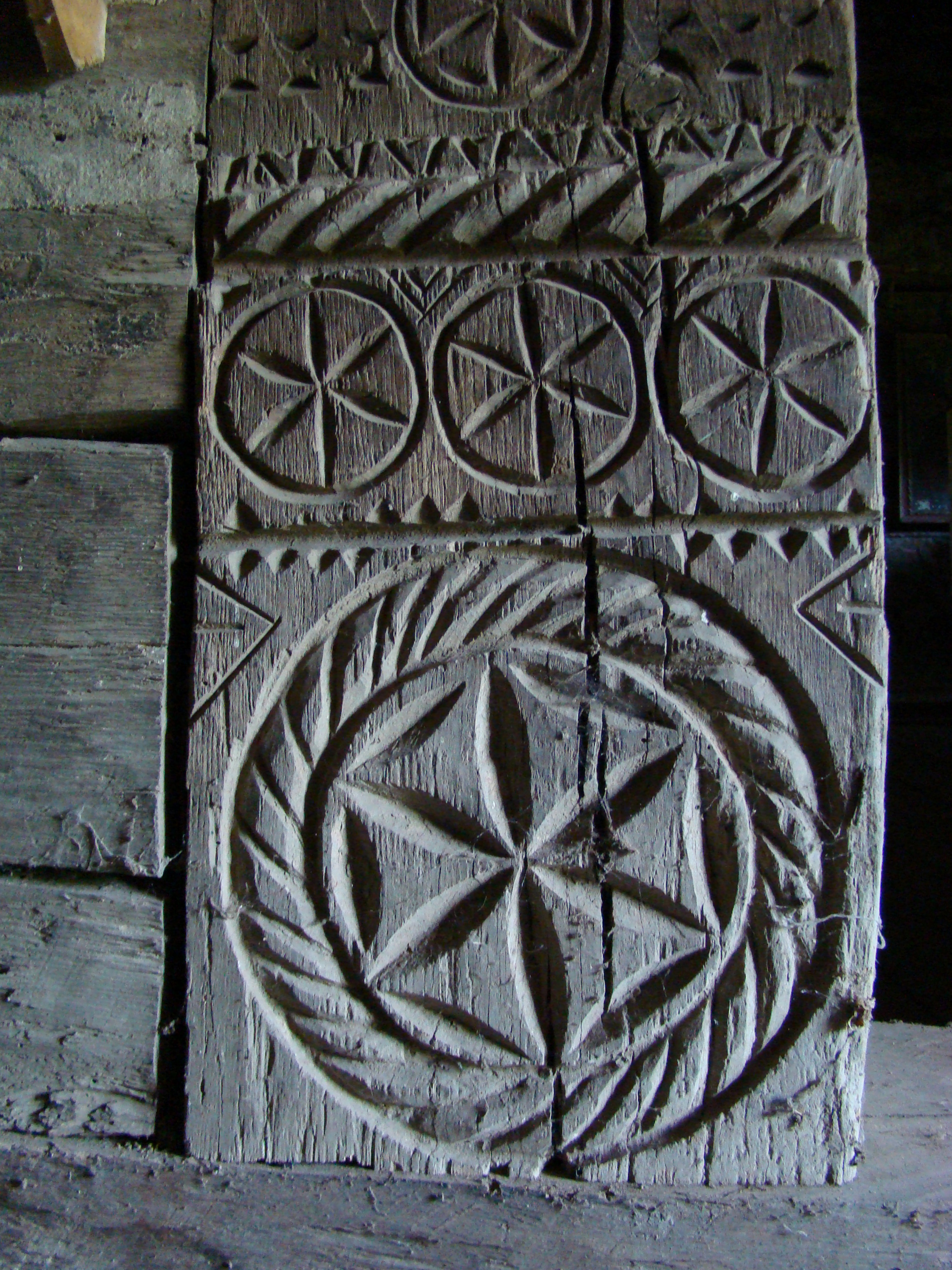
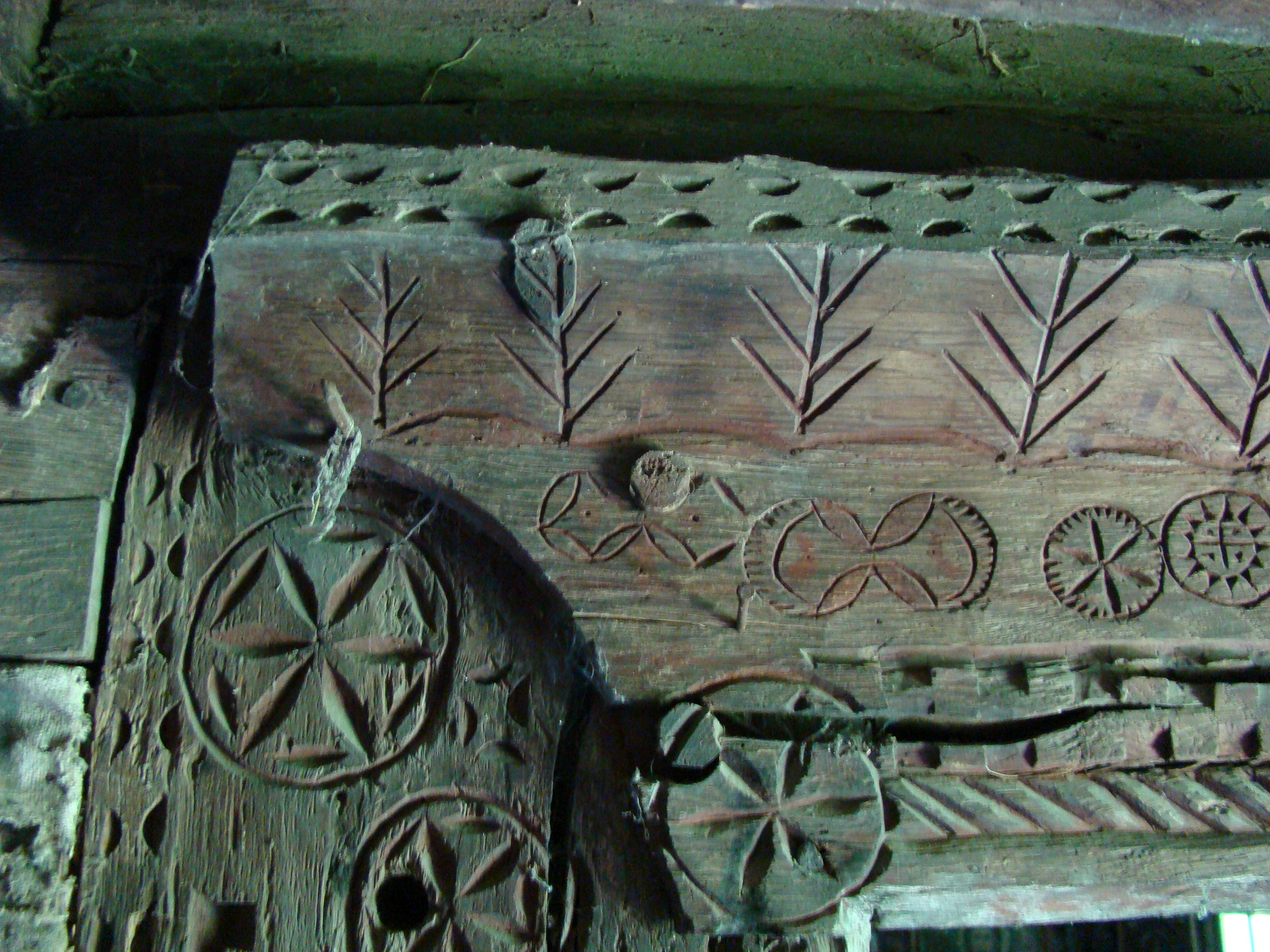
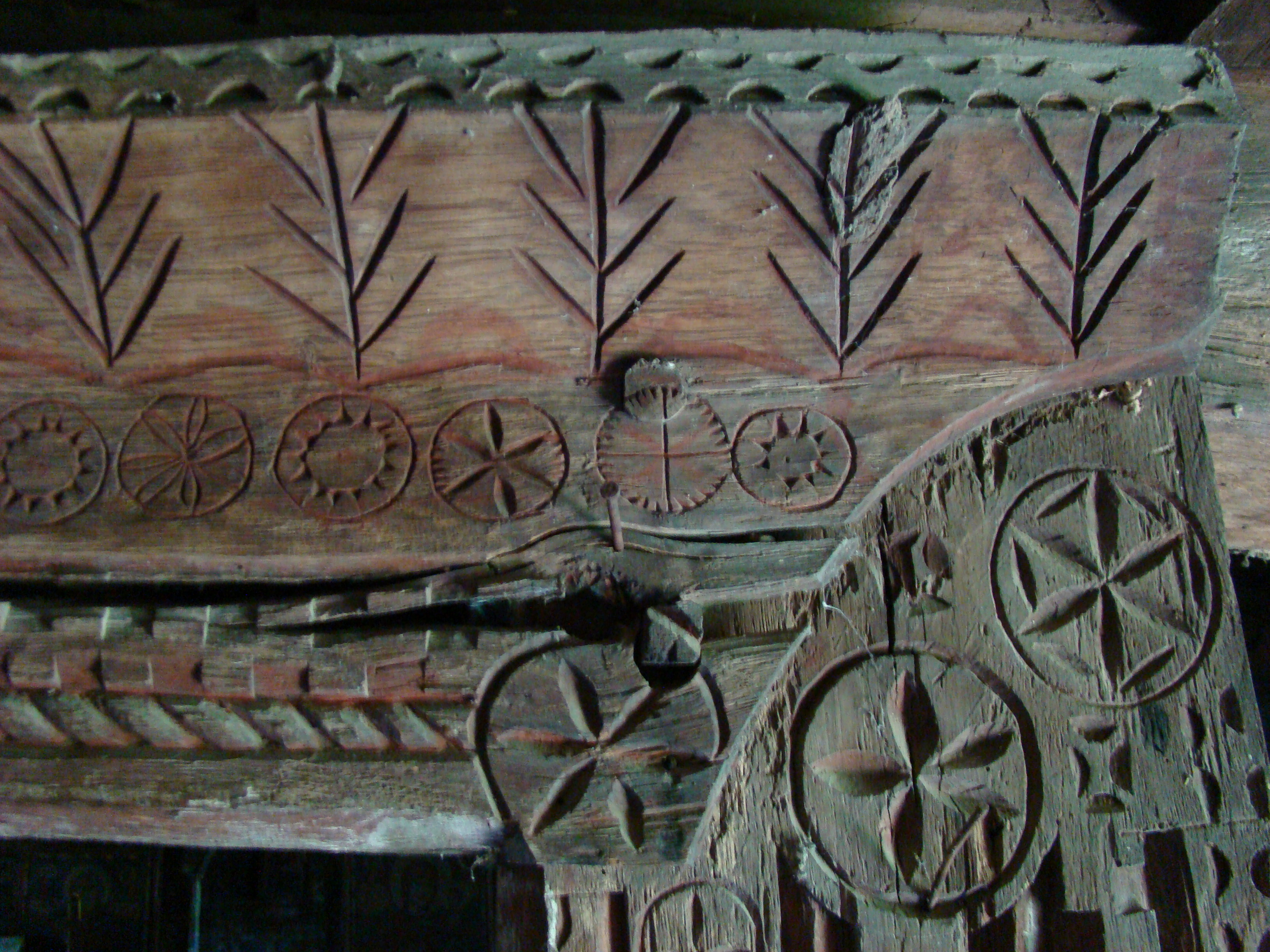
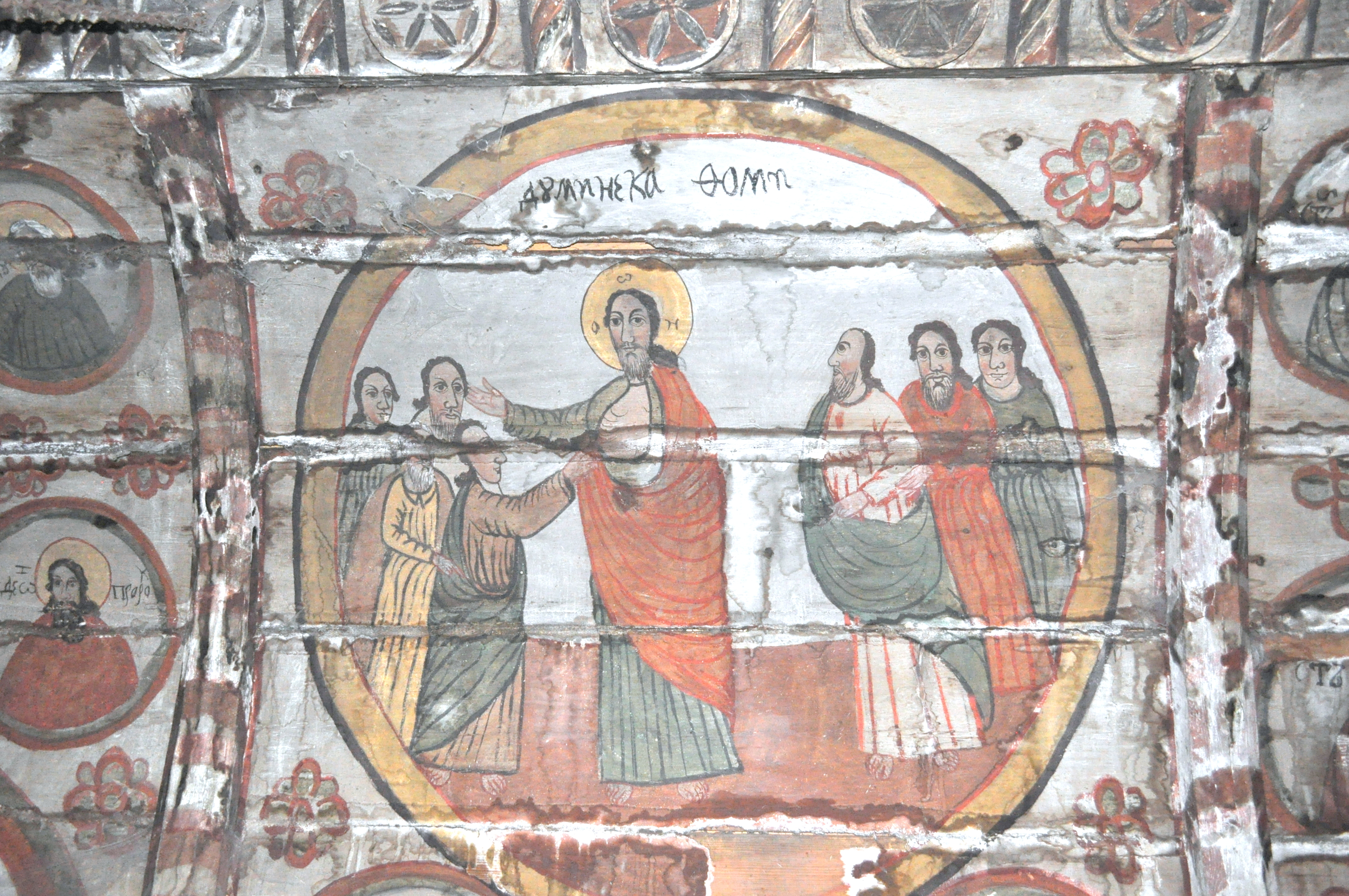
Duminica Tomii
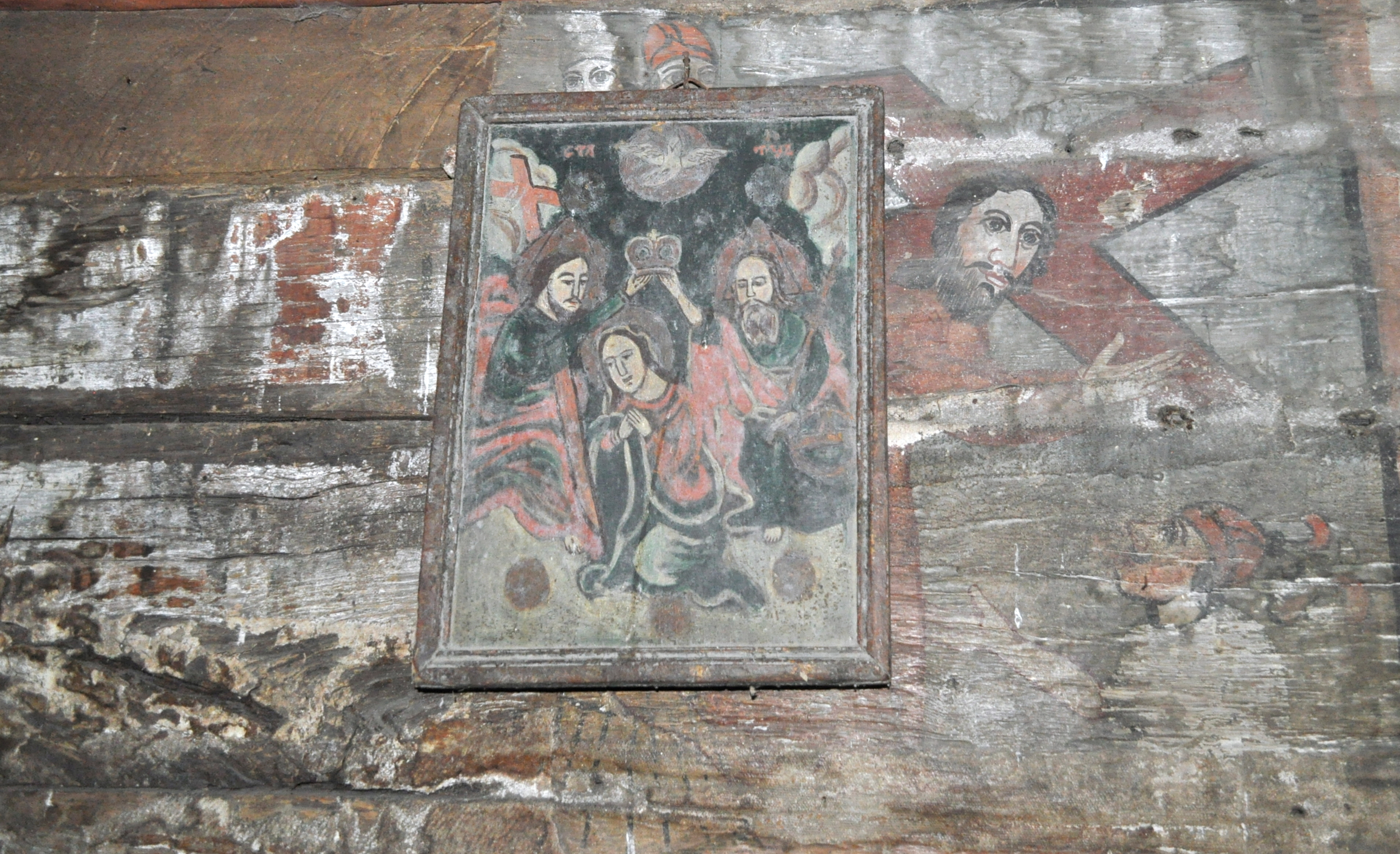
Încoronarea Maicii Domnului
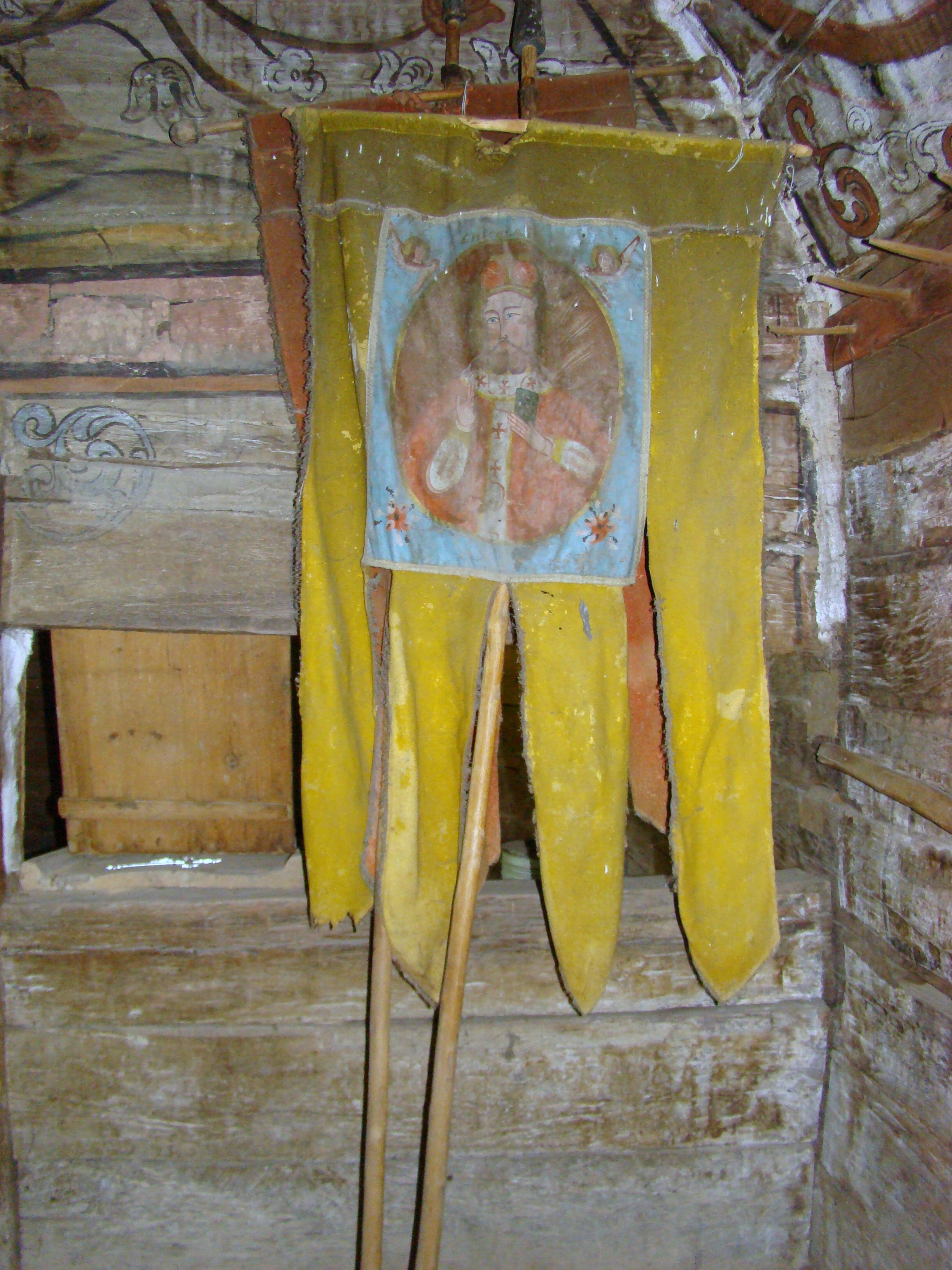
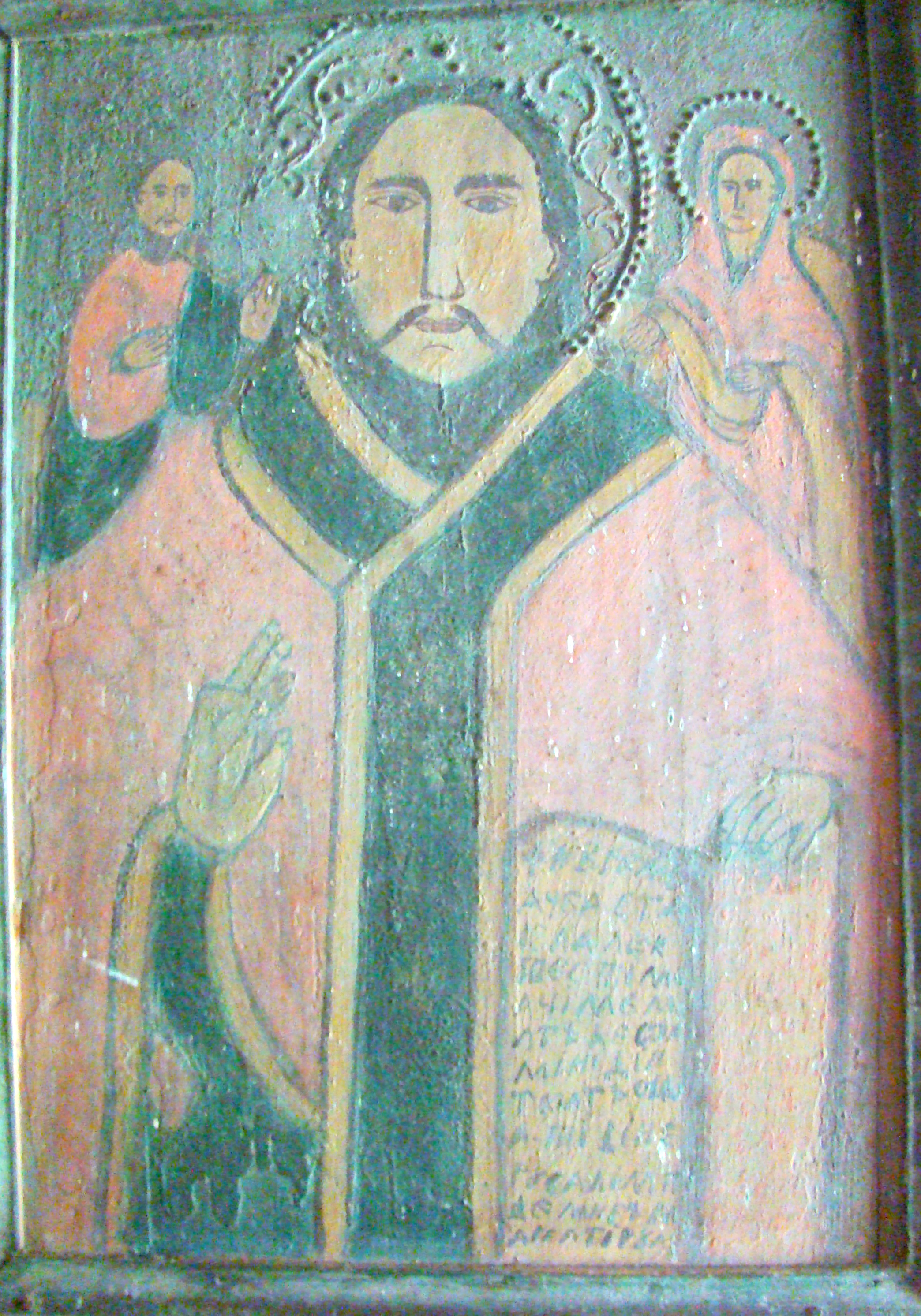
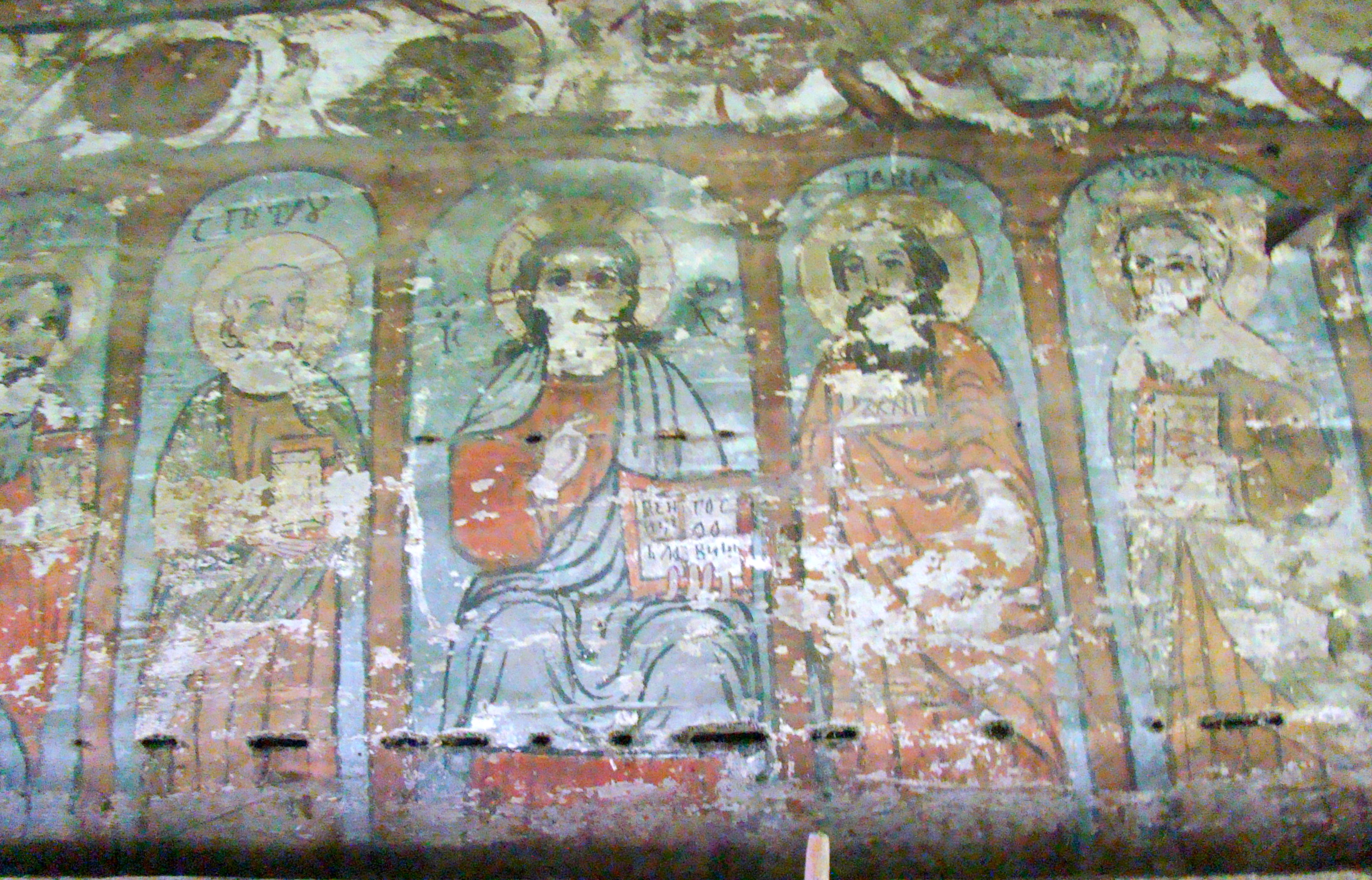
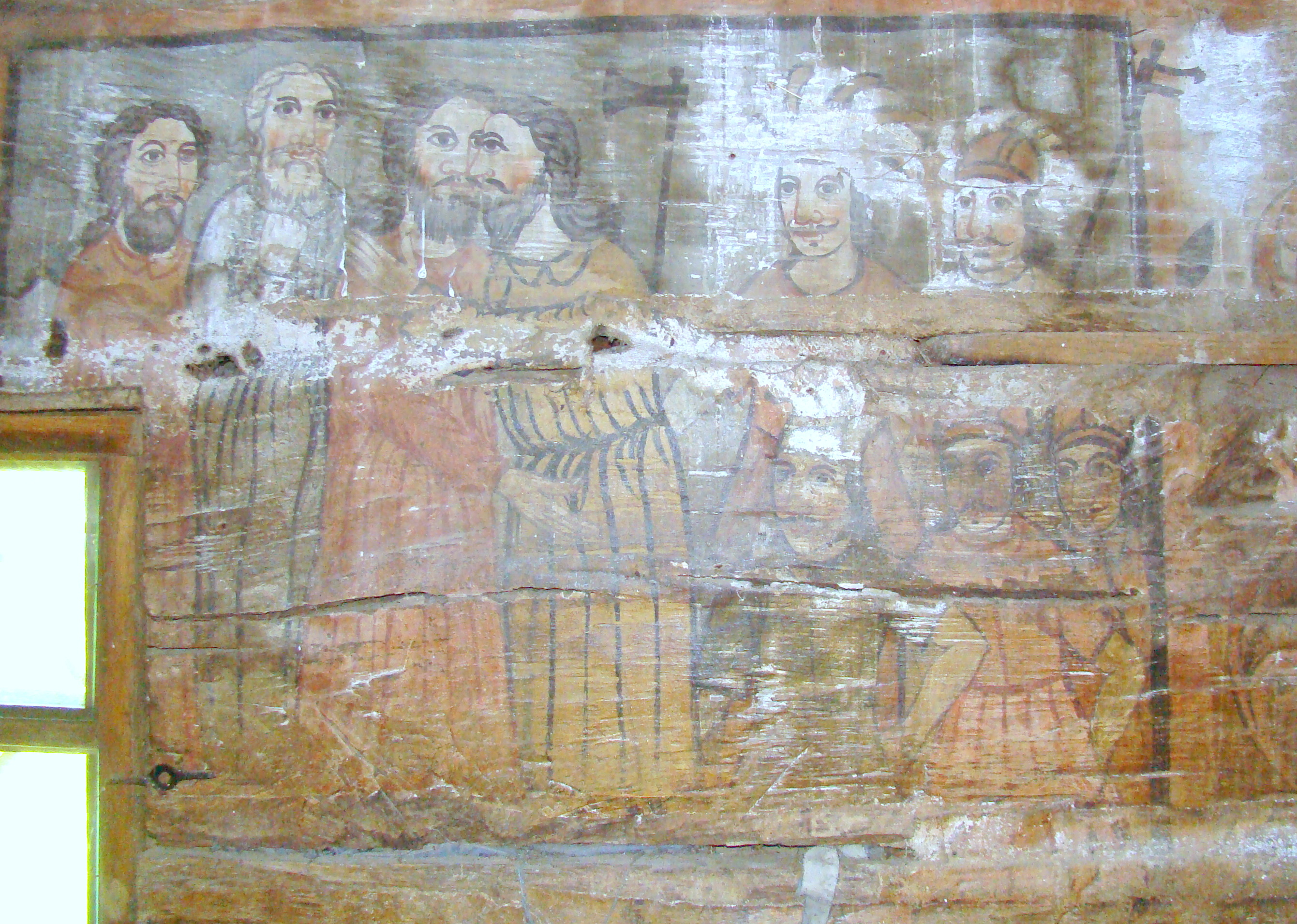
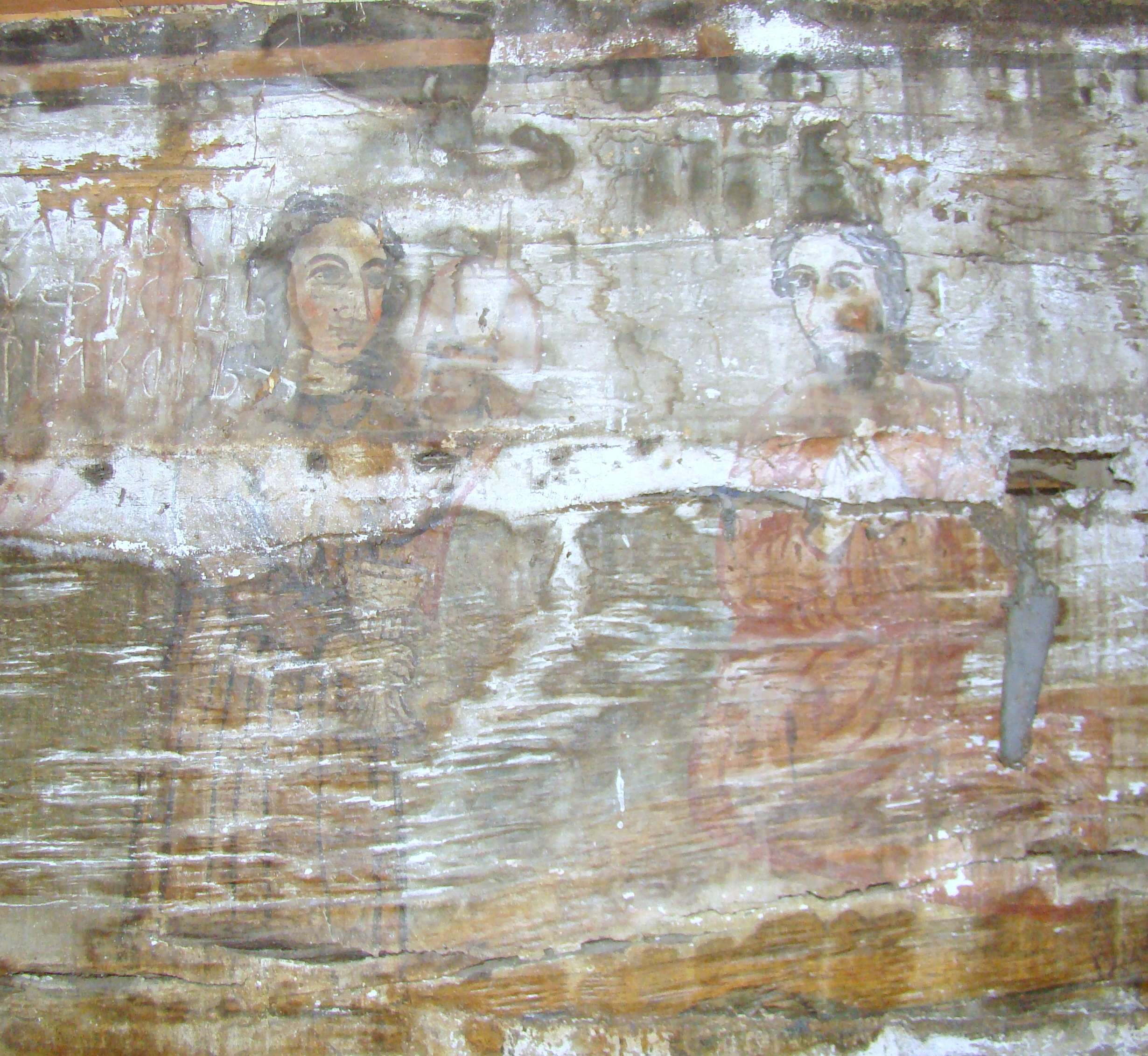
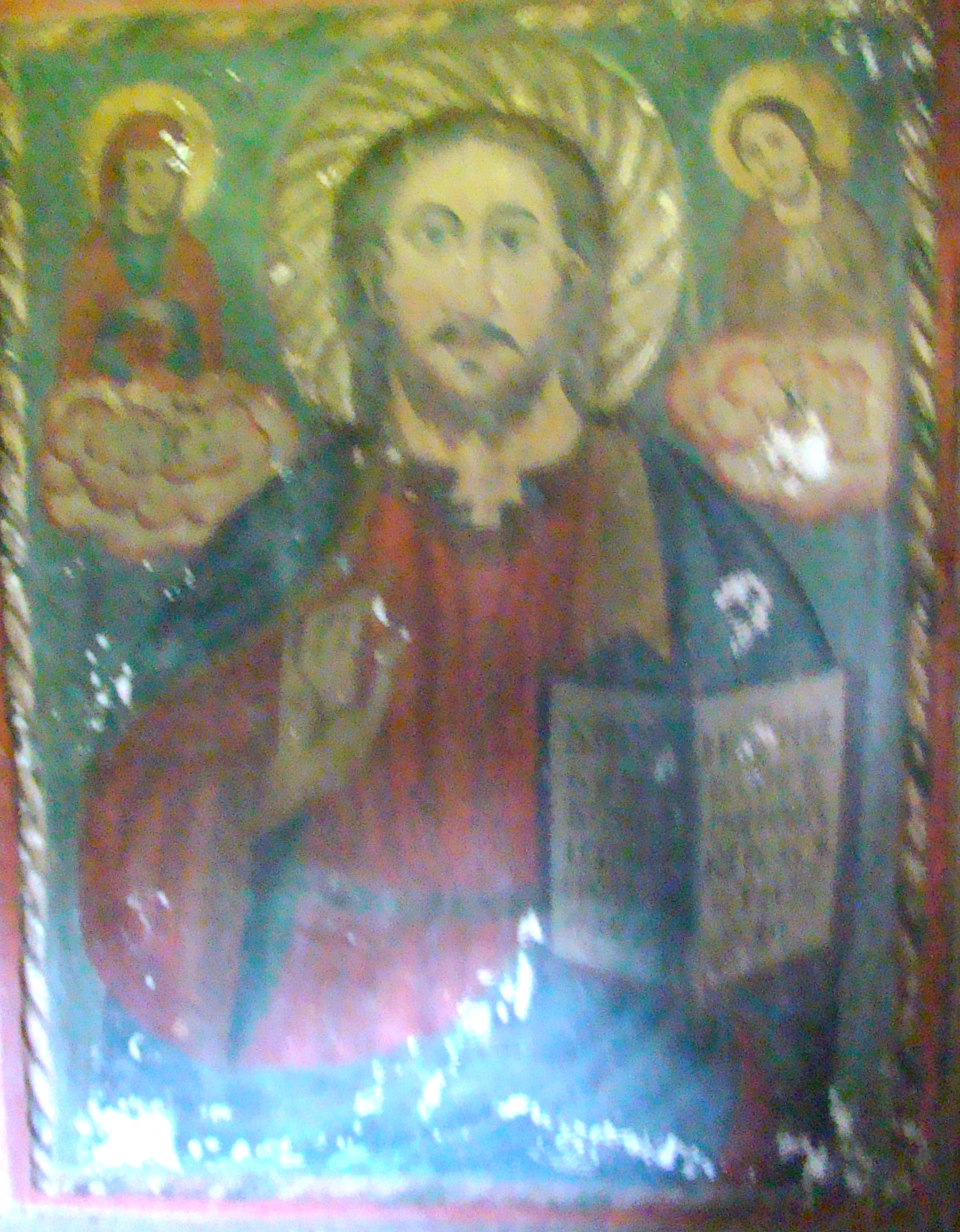
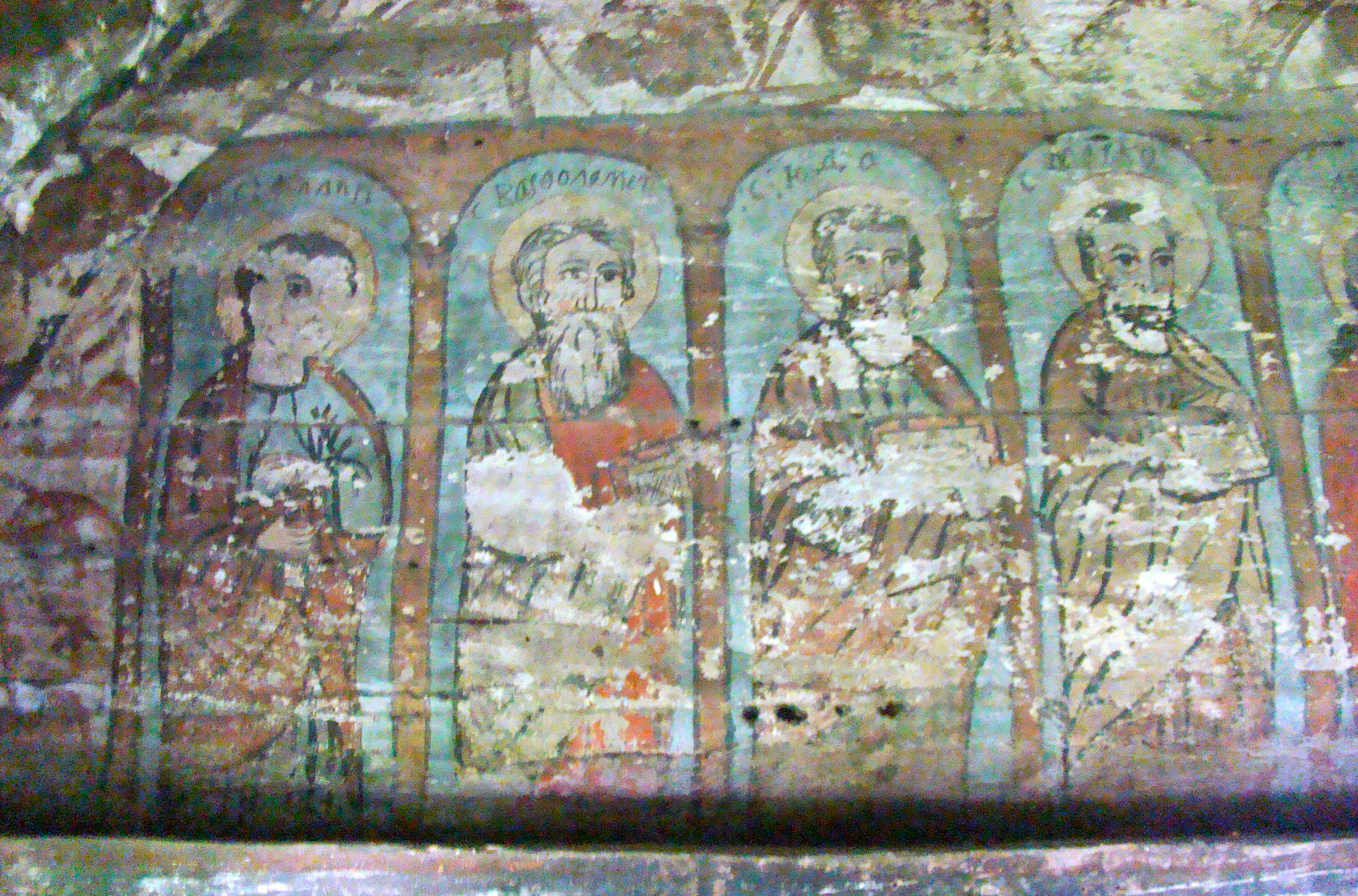
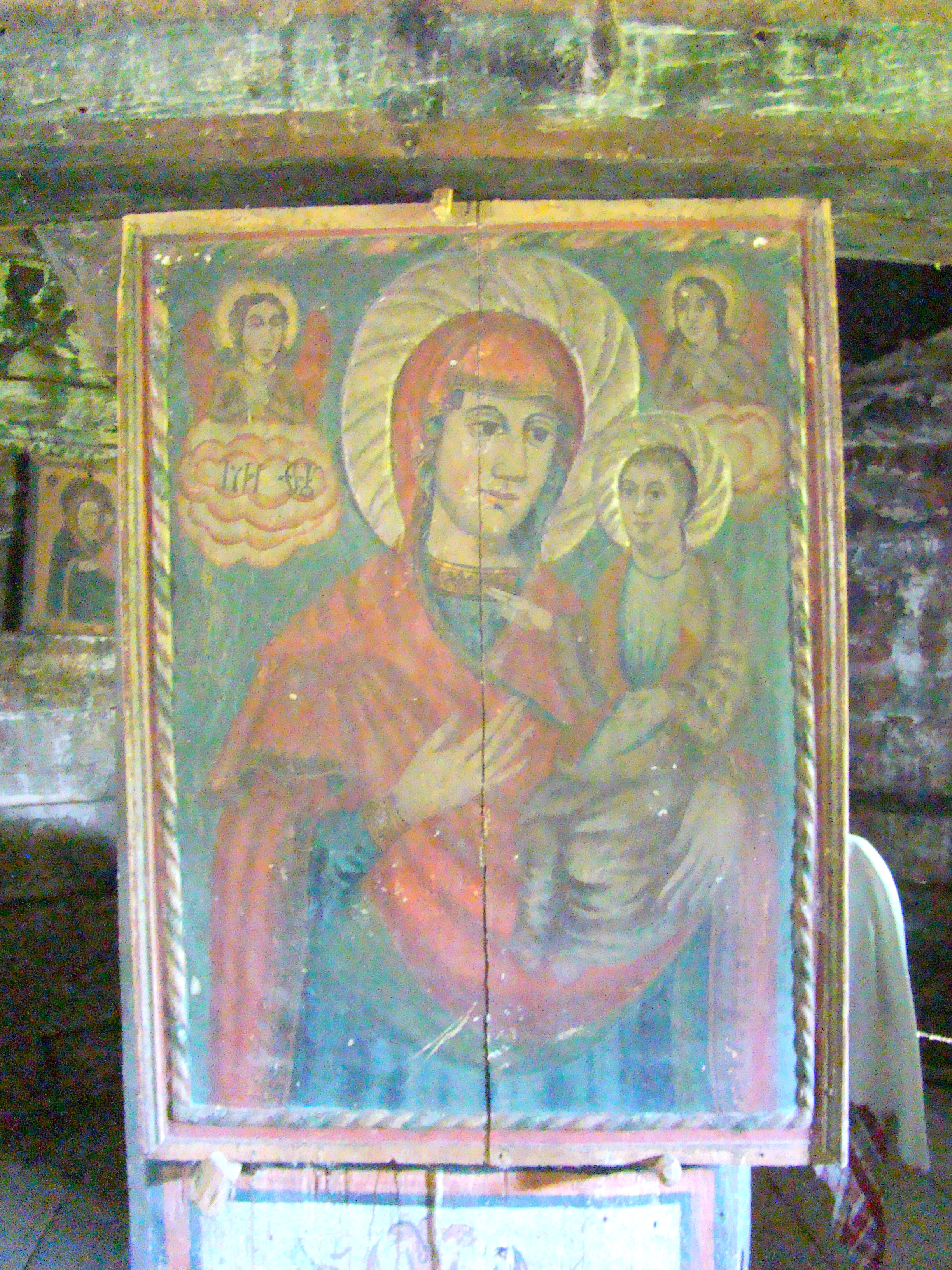
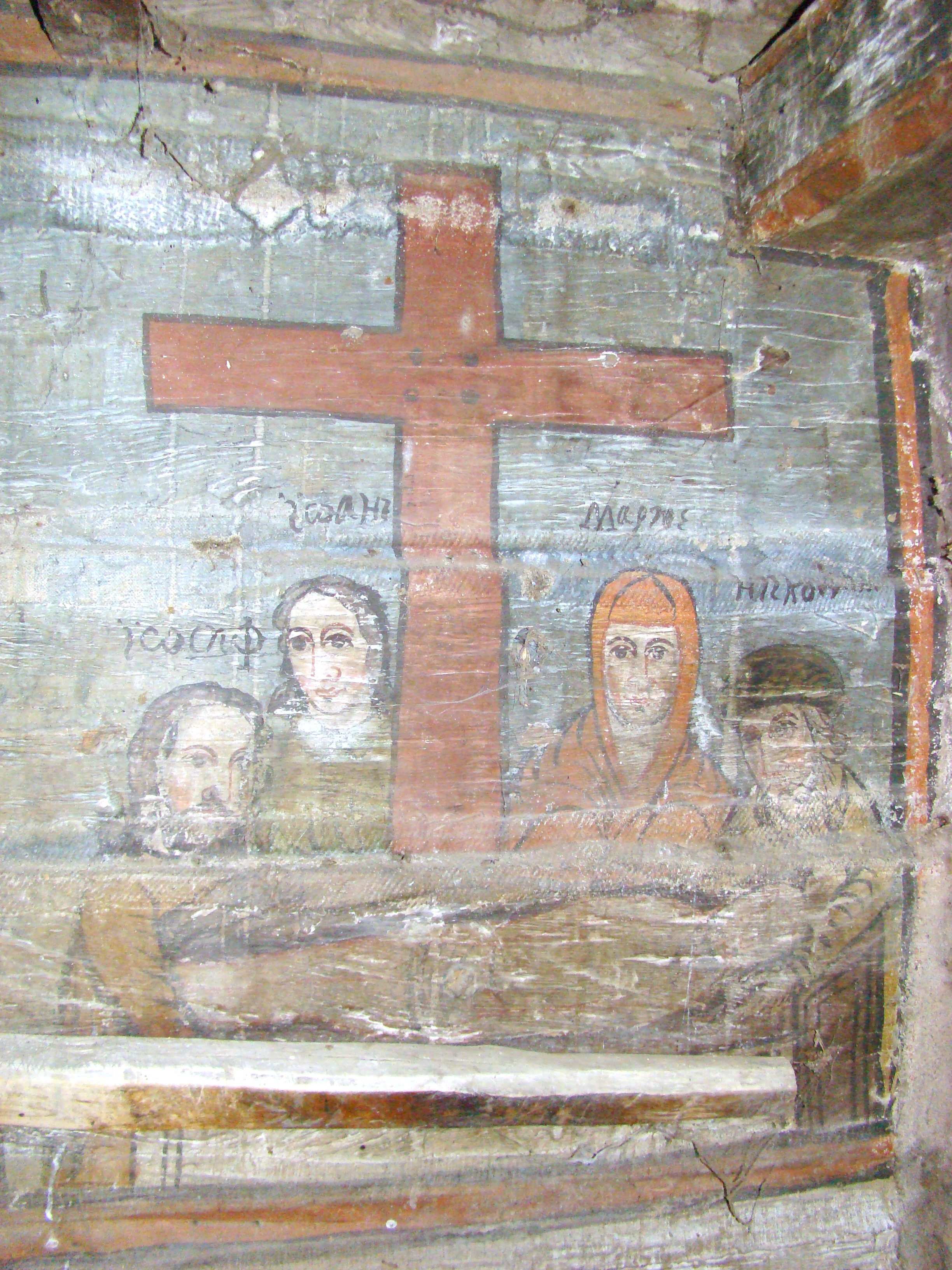
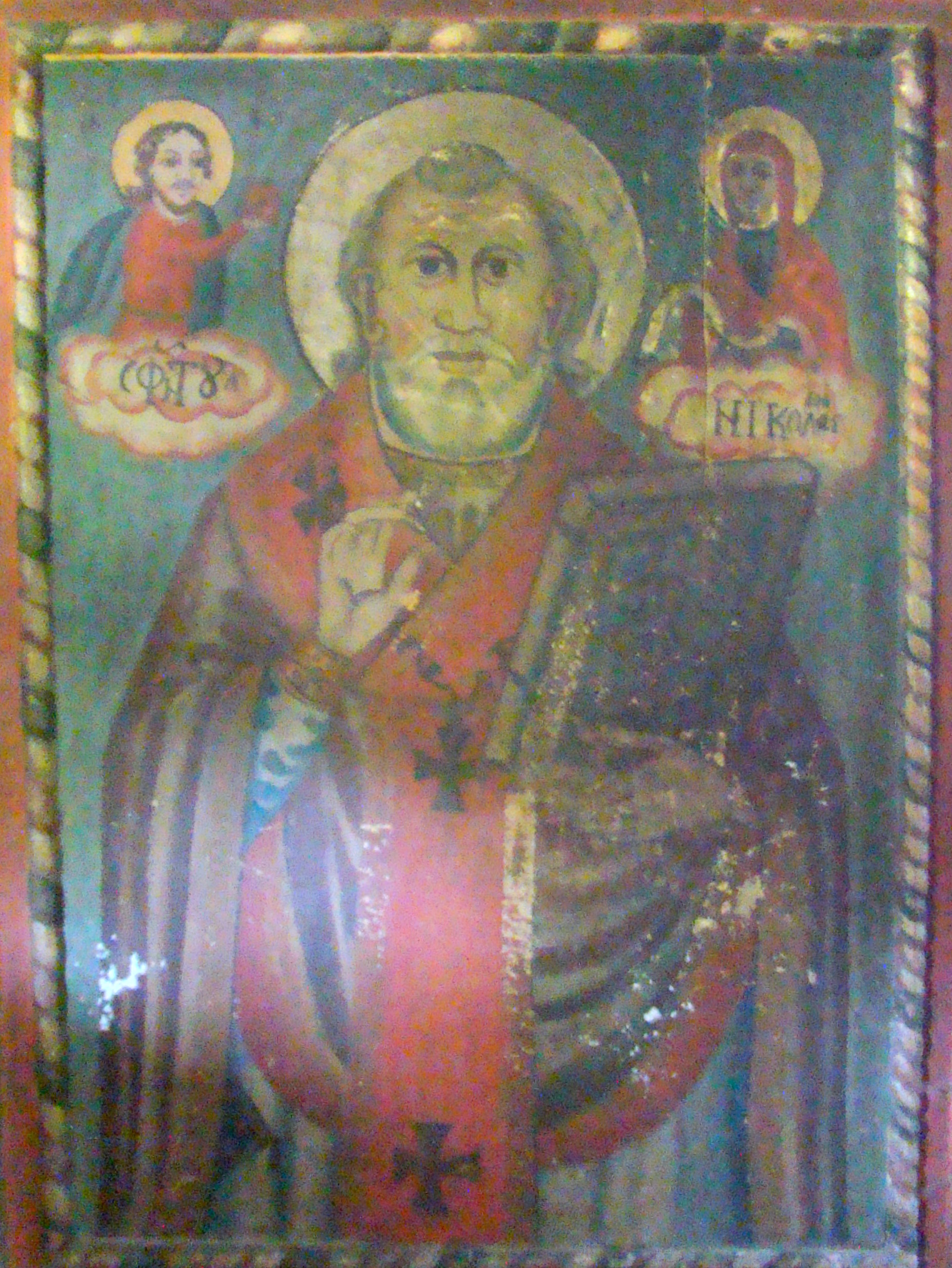
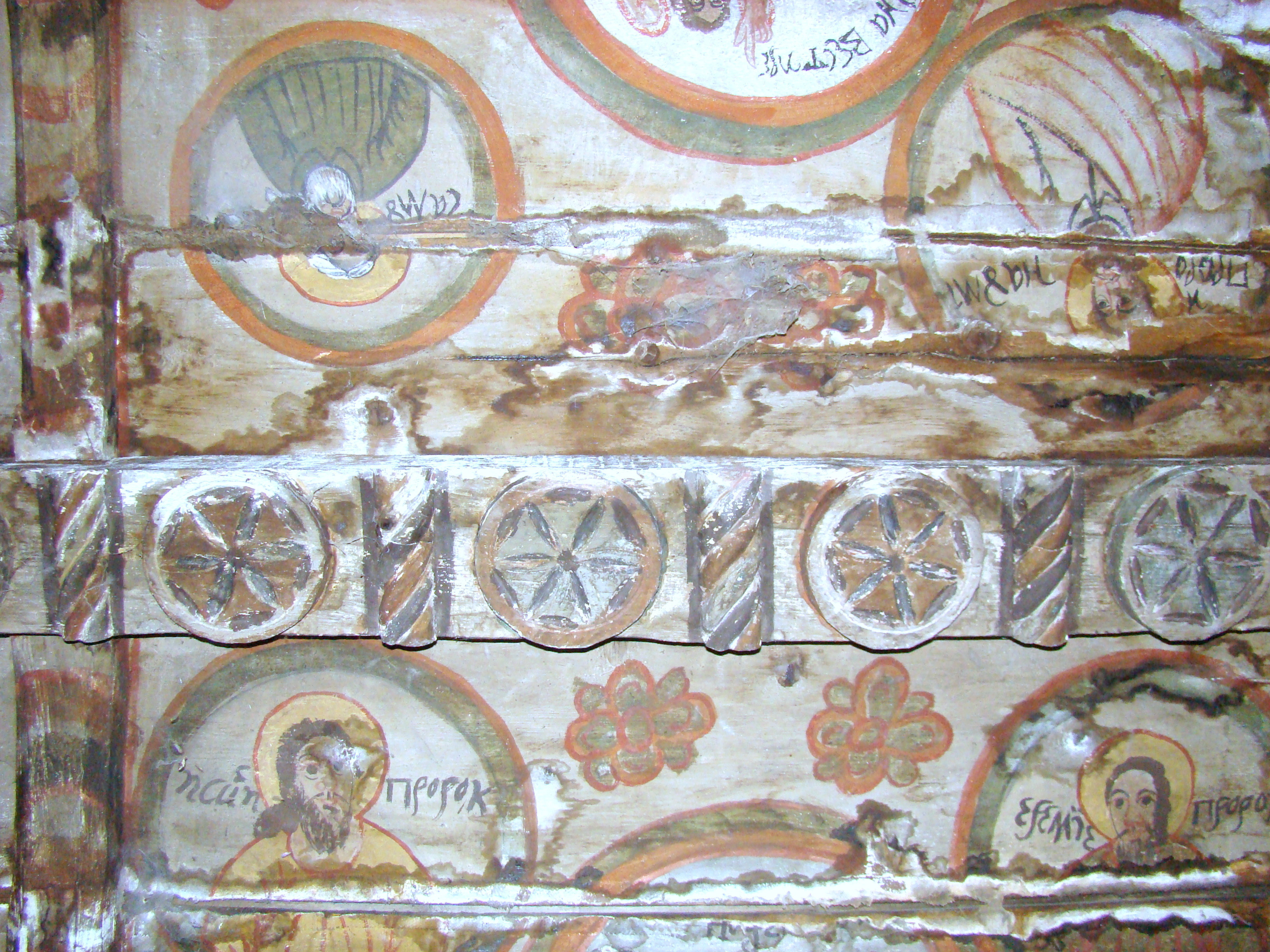
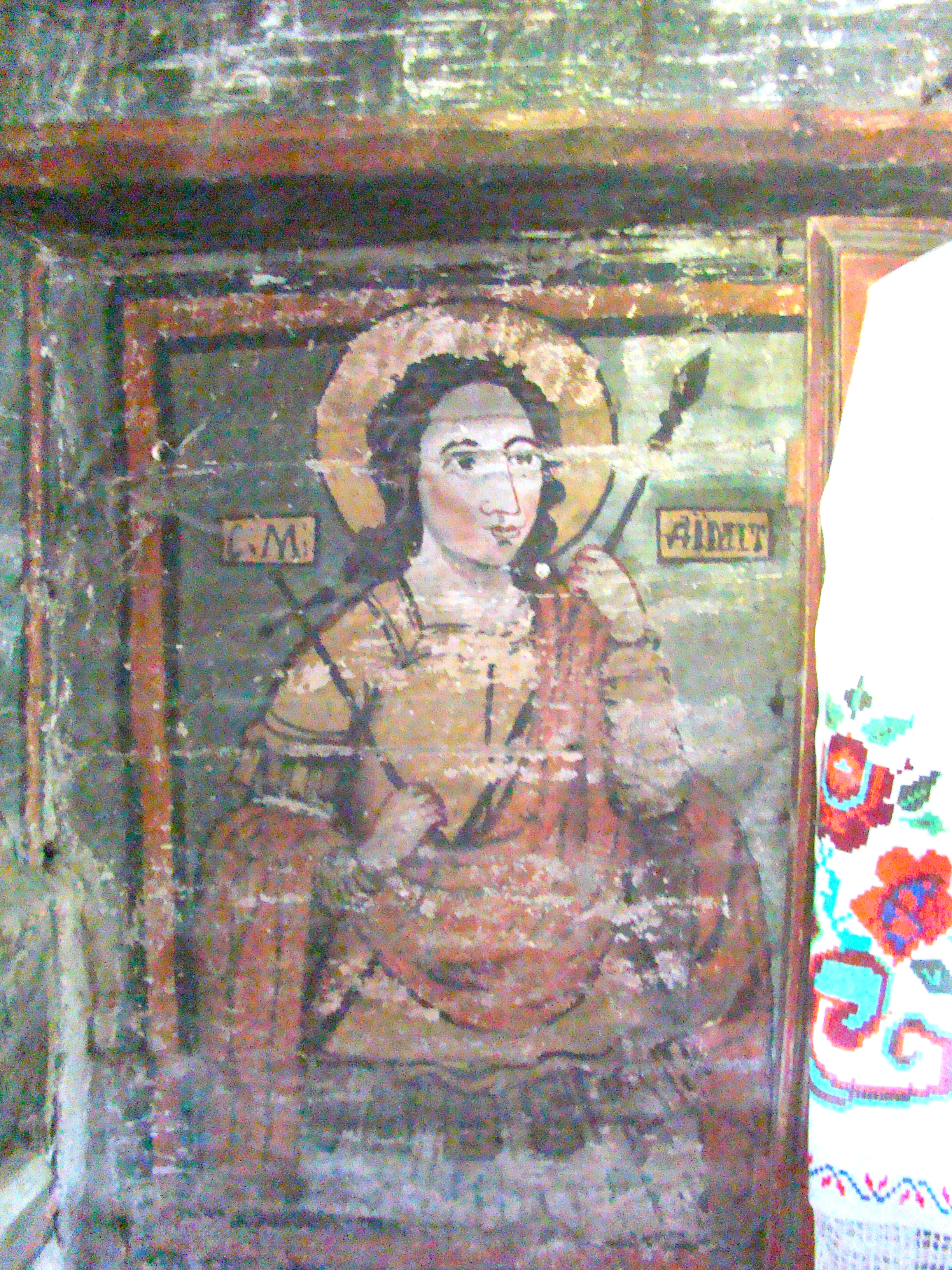
Sfântul Dumitru
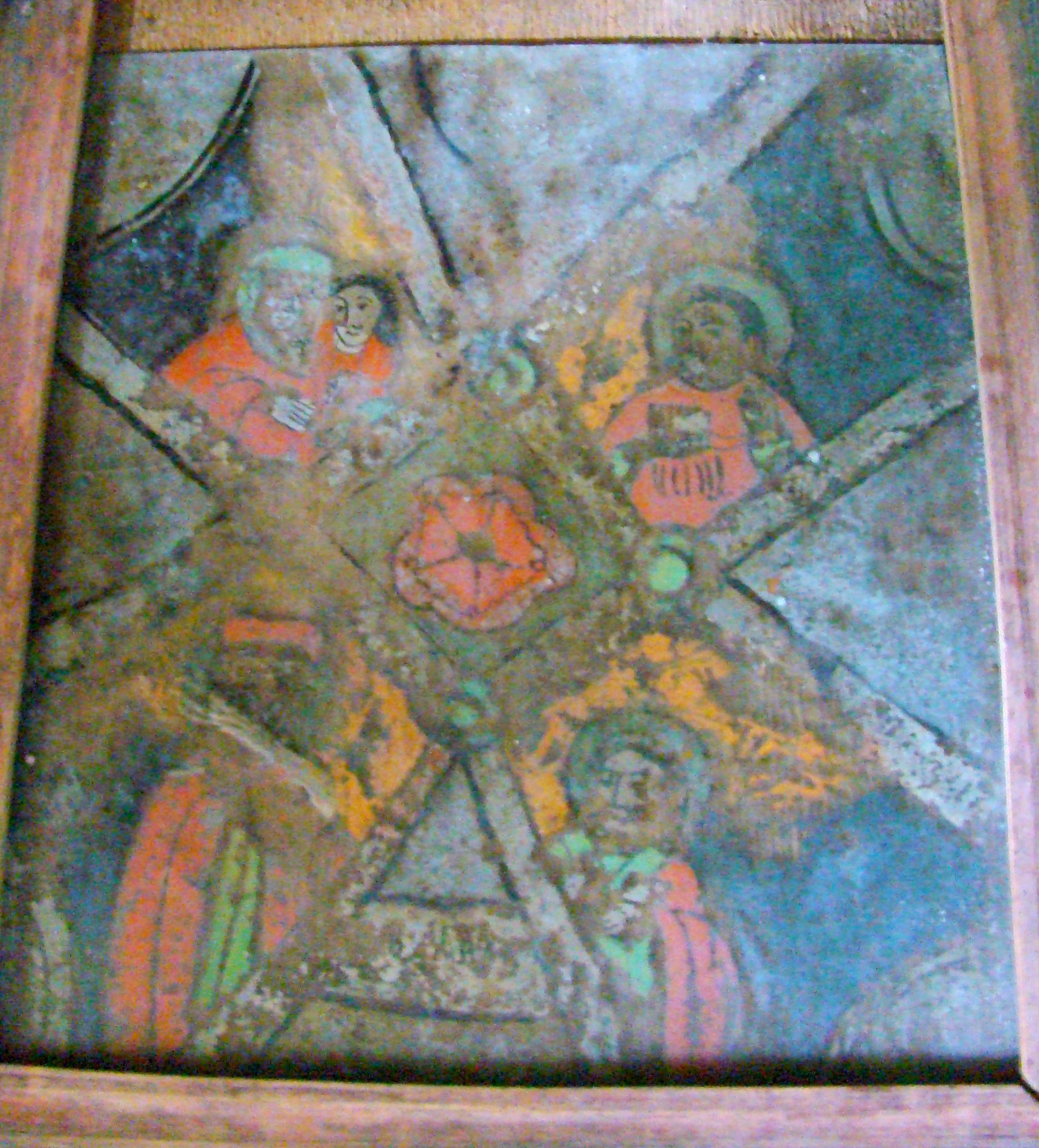
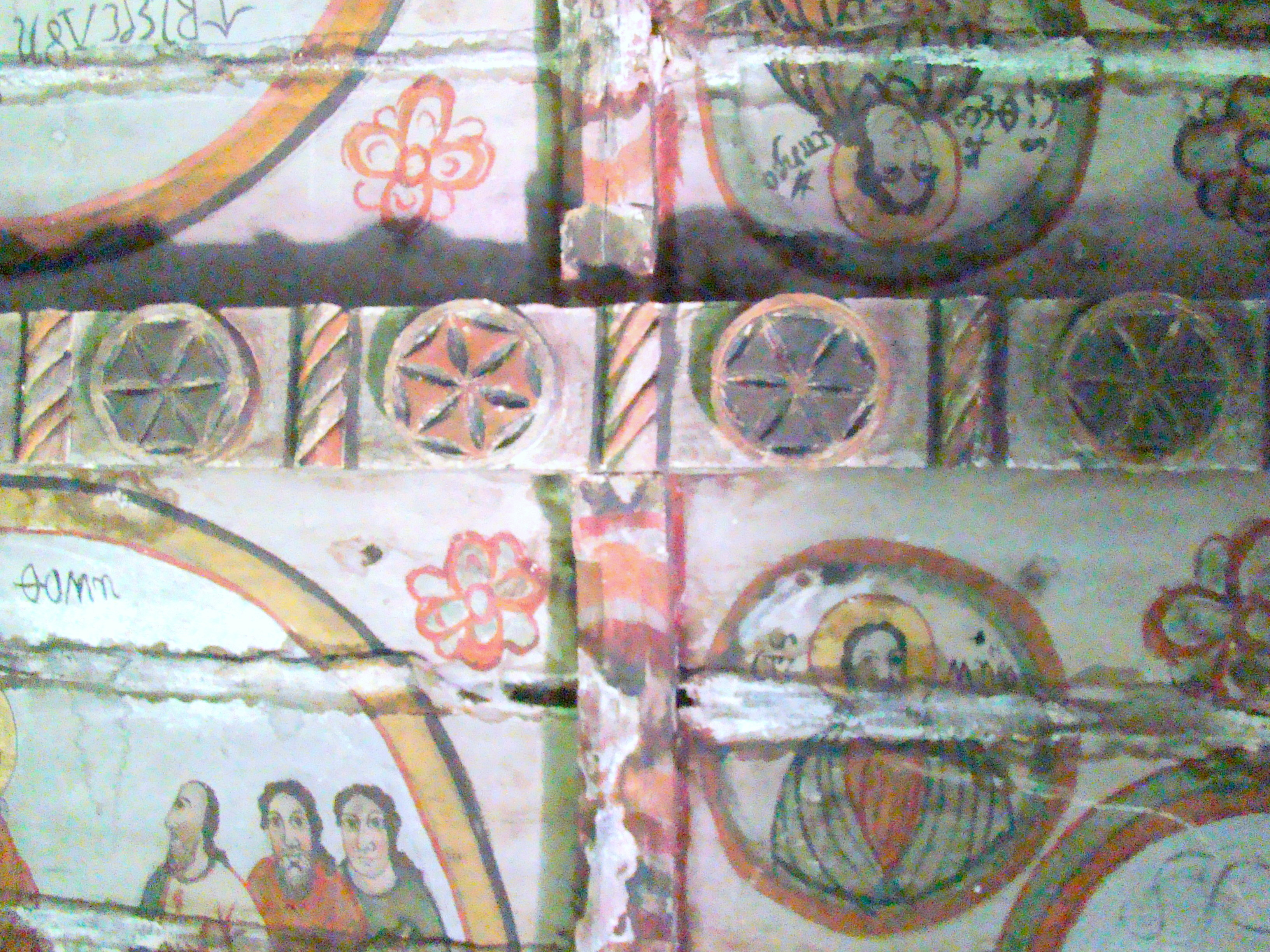
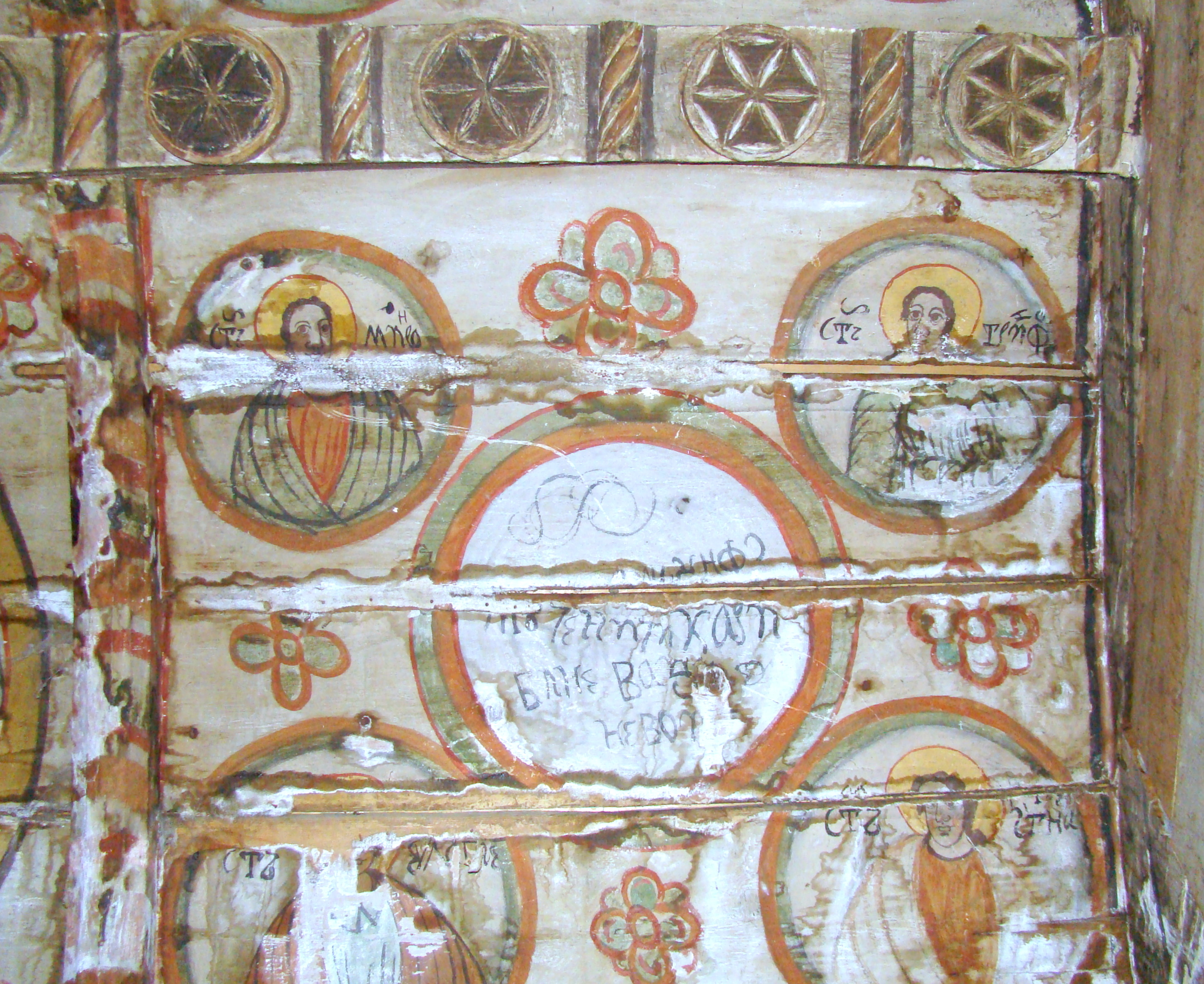
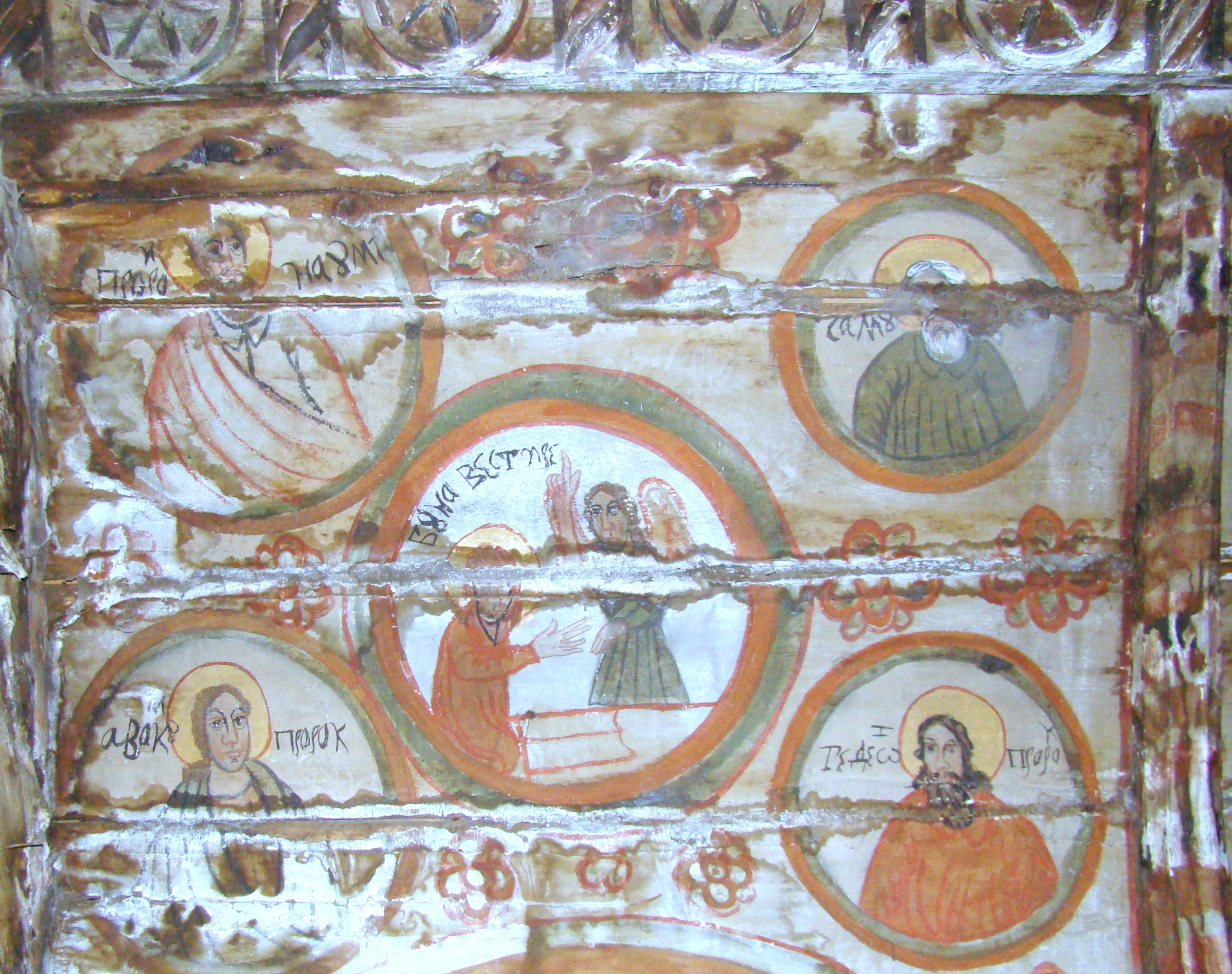
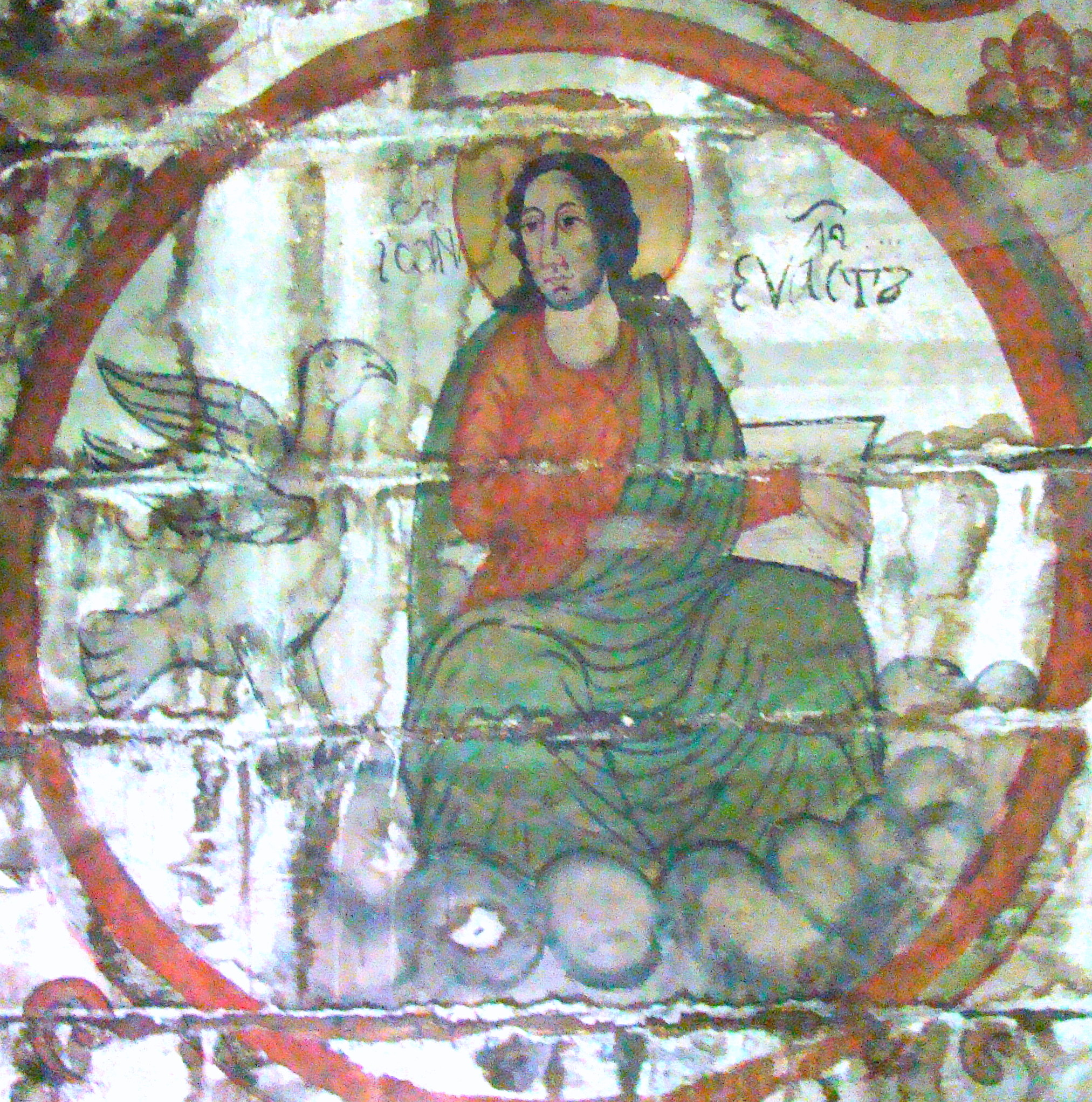
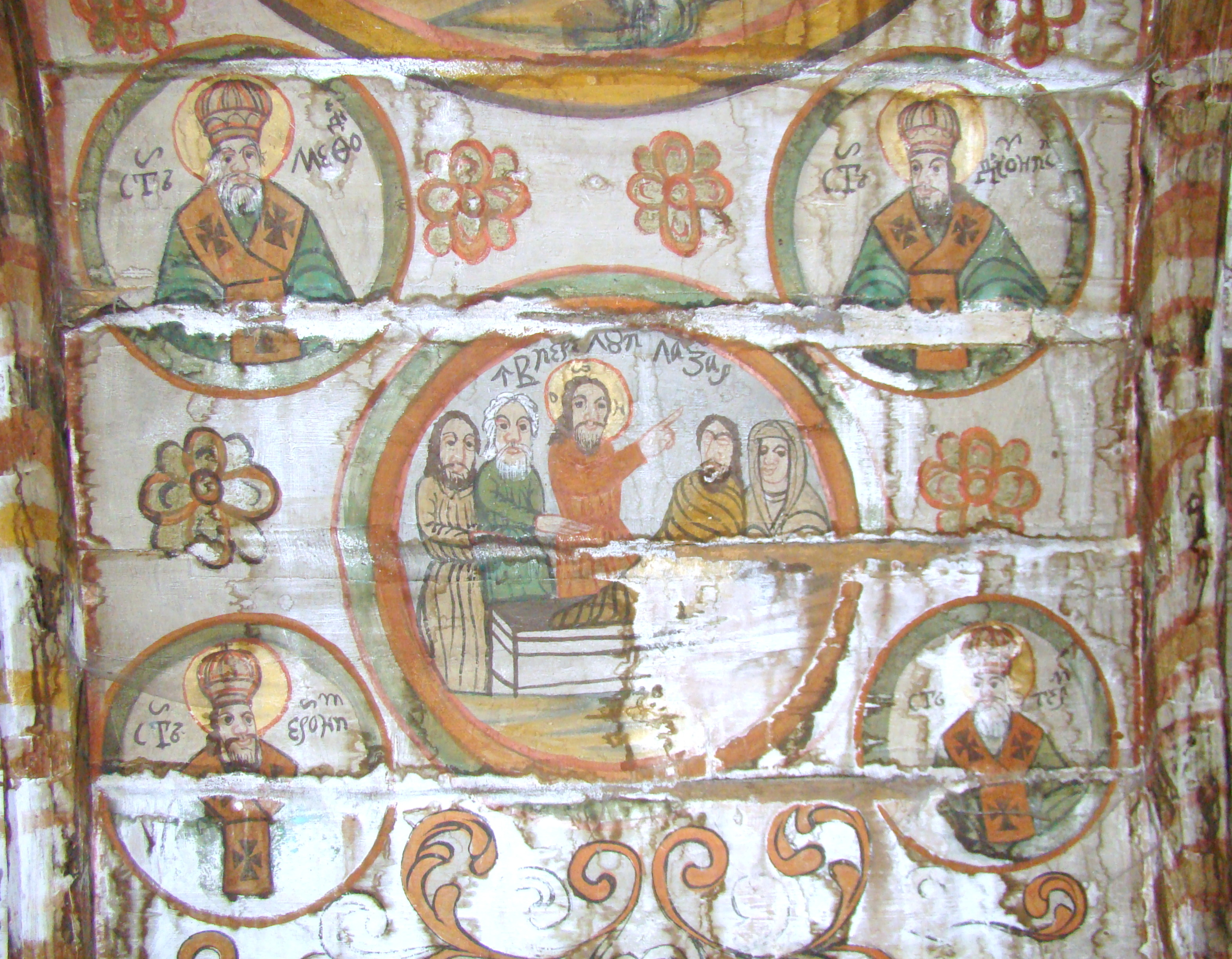
Învierea lui Lazăr
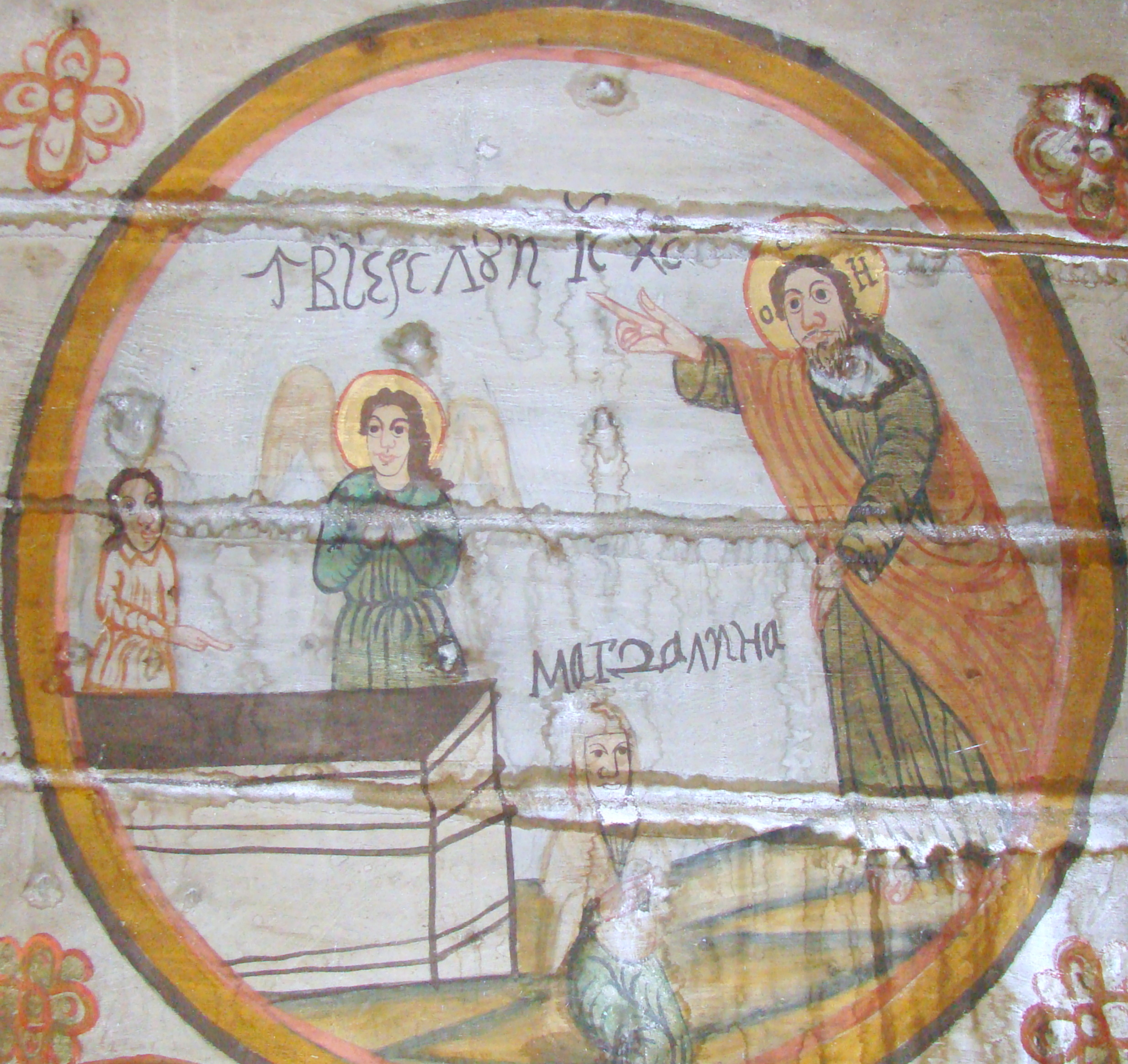
Învierea Domnului, cu Maria Magdalena
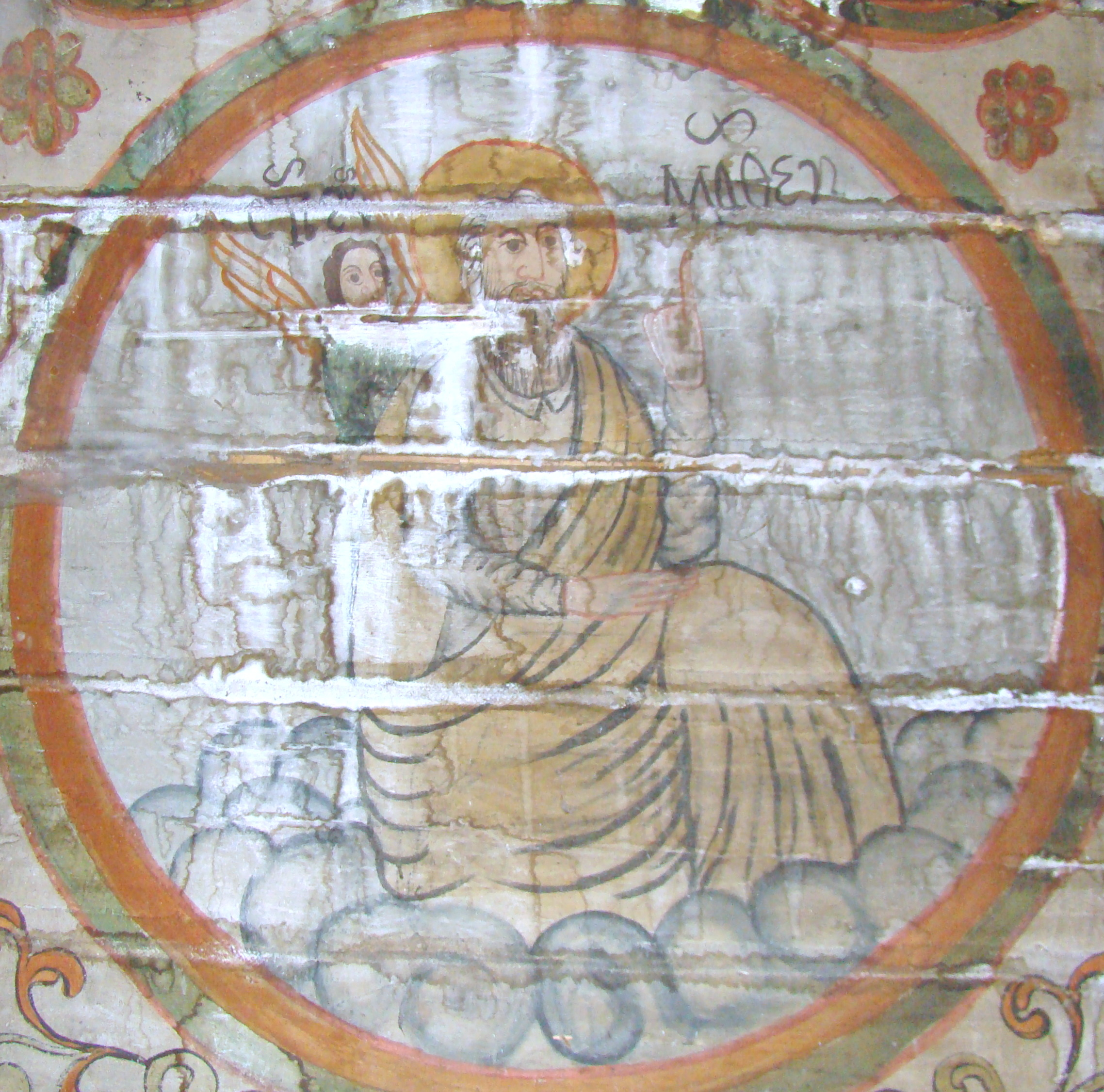
Evanghelistul Matei
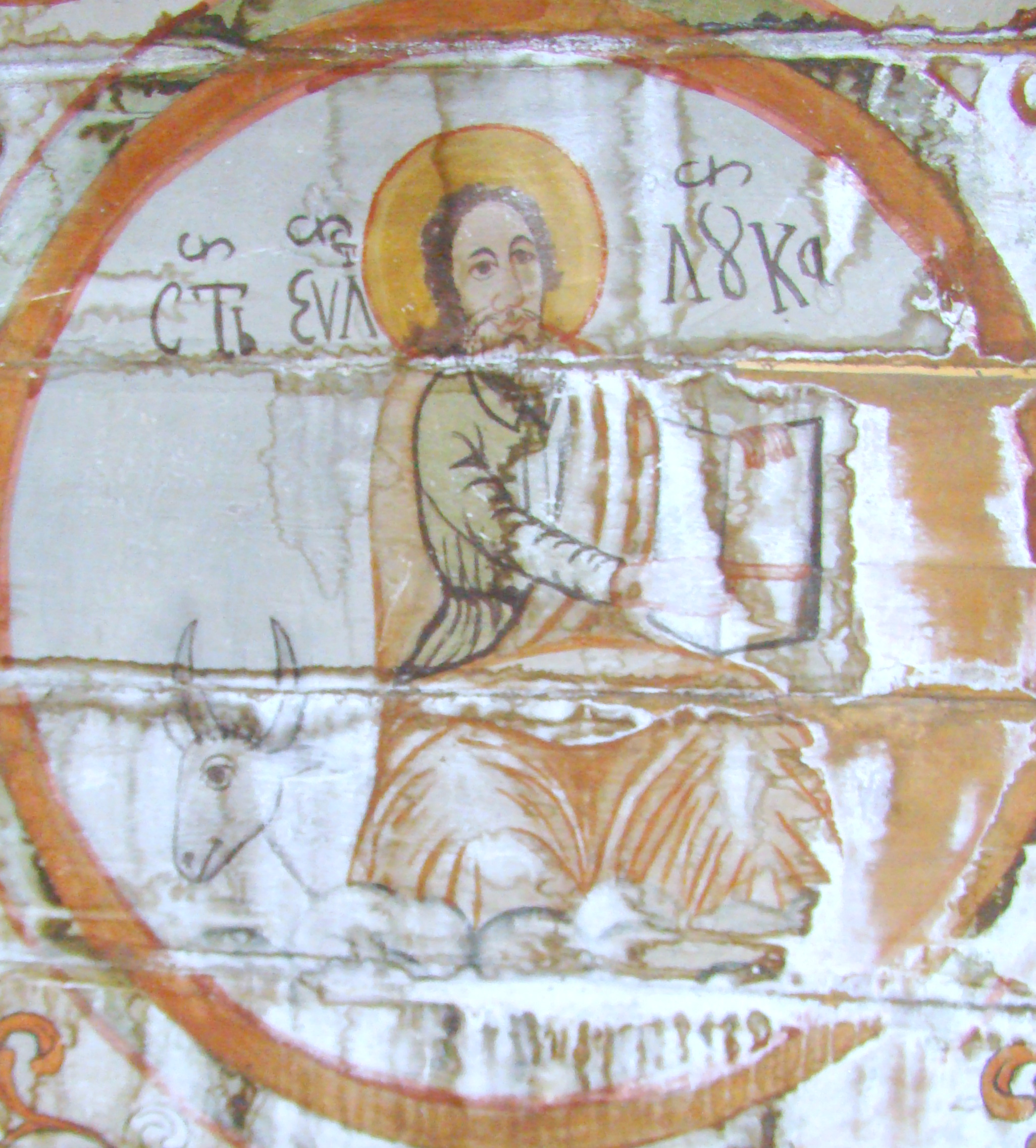
Evanghelistul Luca
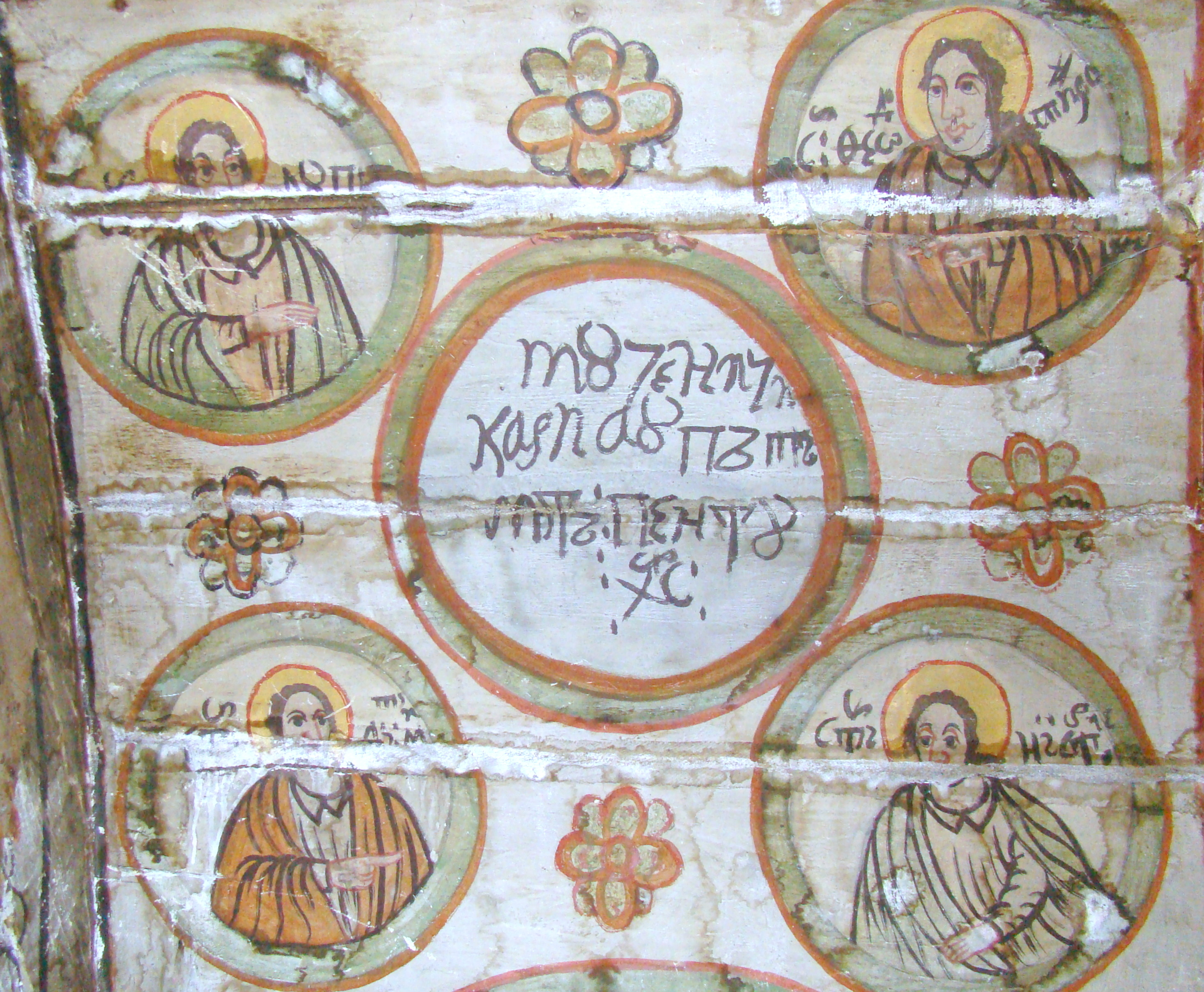
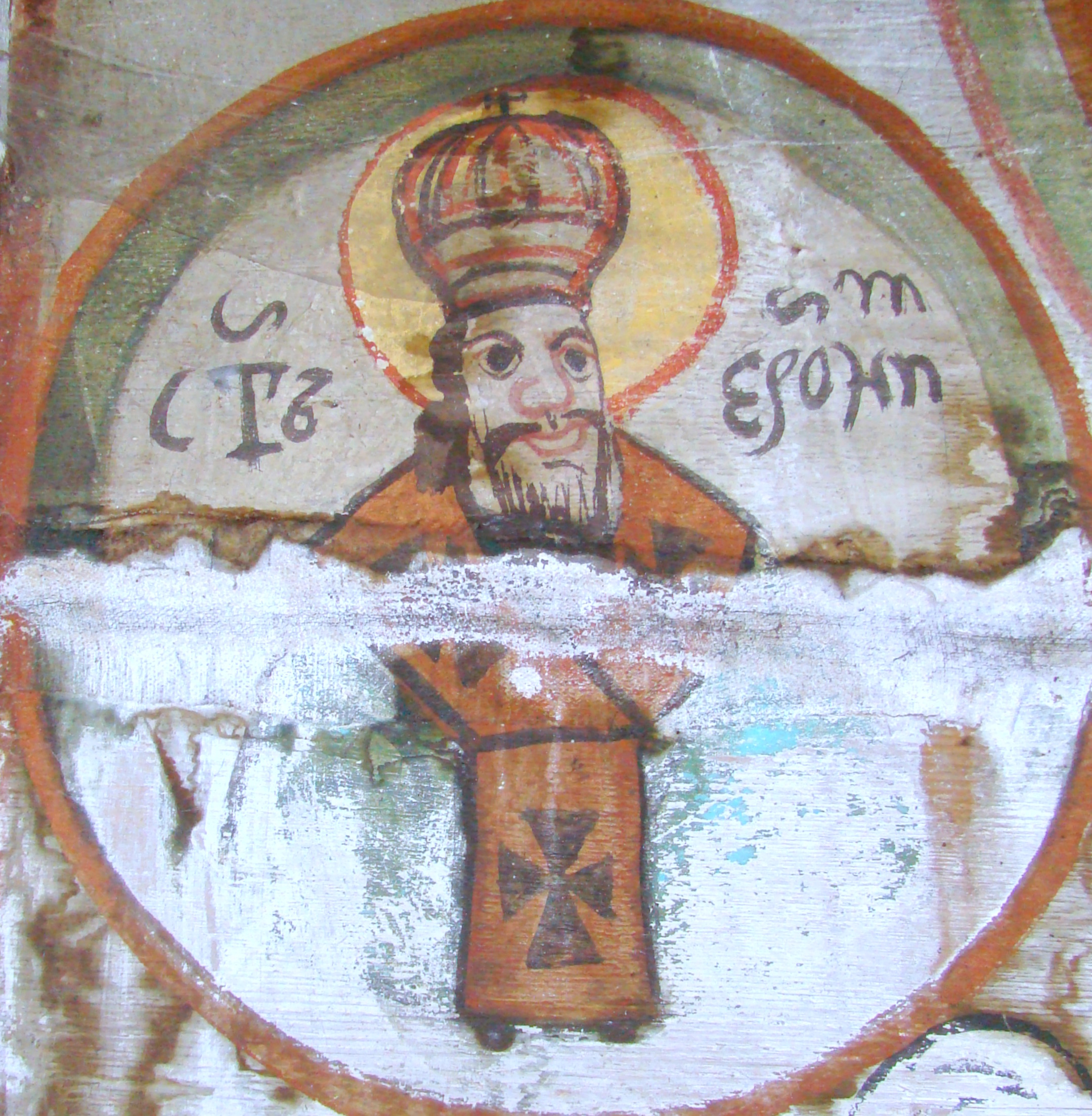
Ieronim
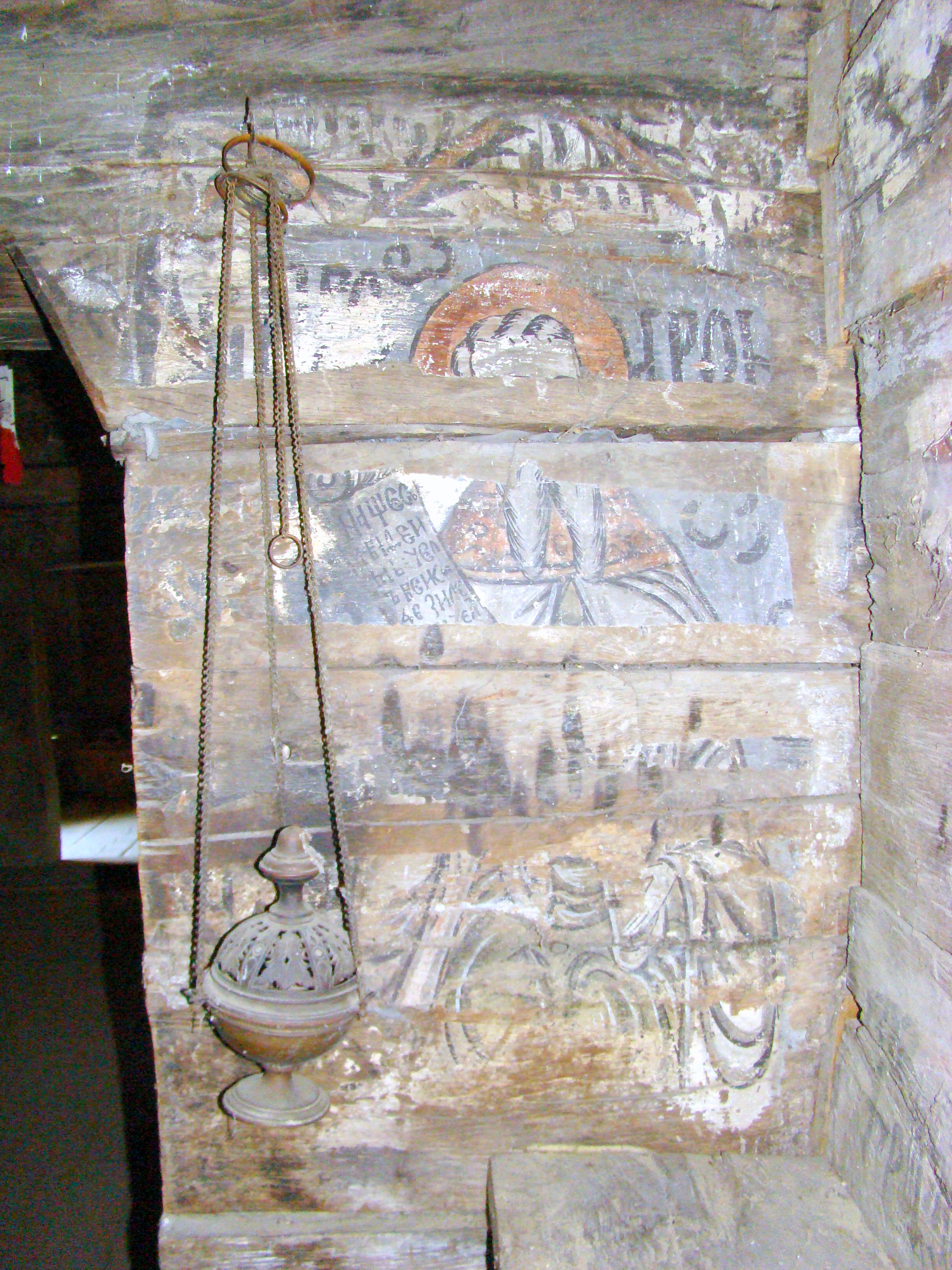
Aaron
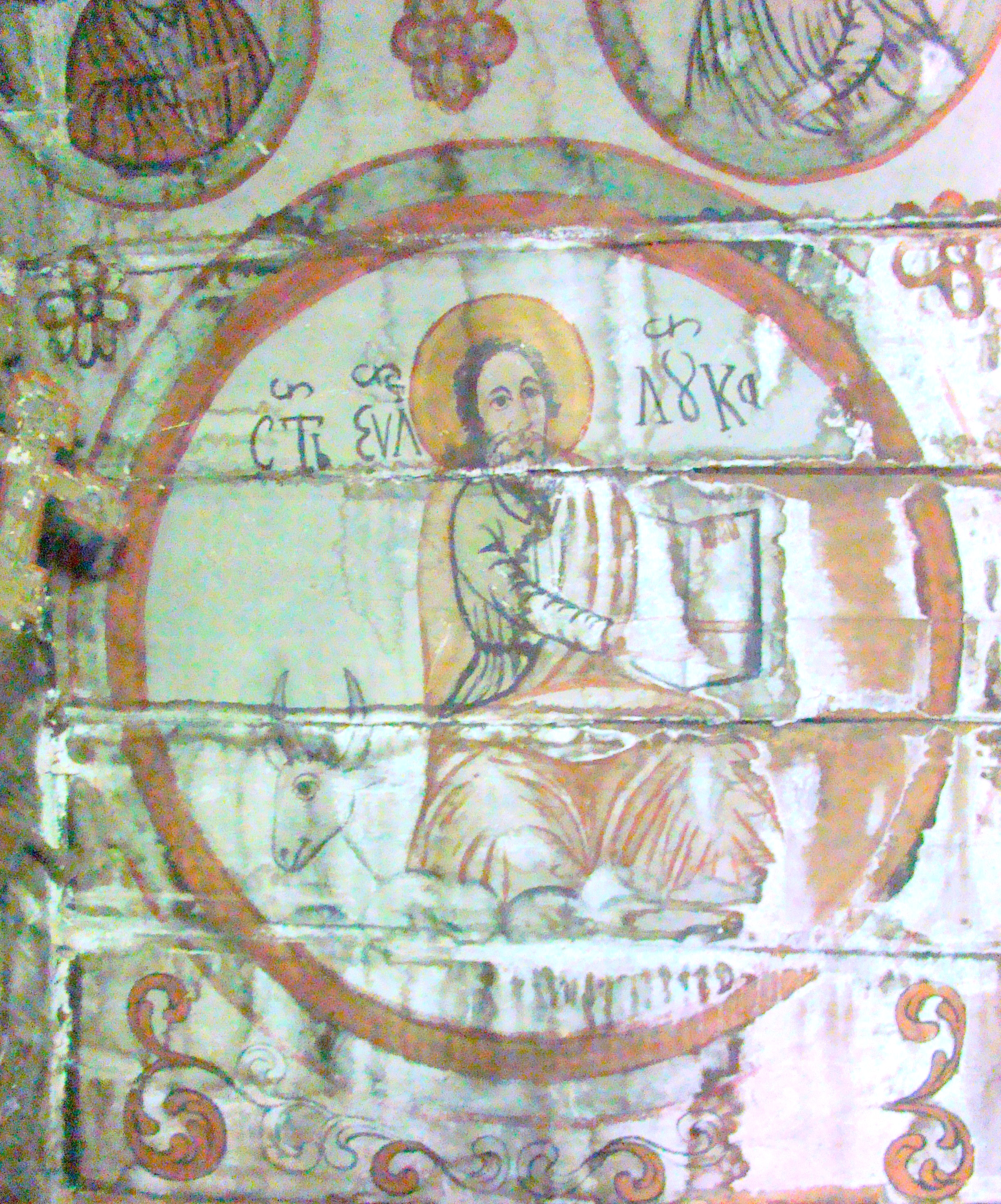
Evanghelistul Luca
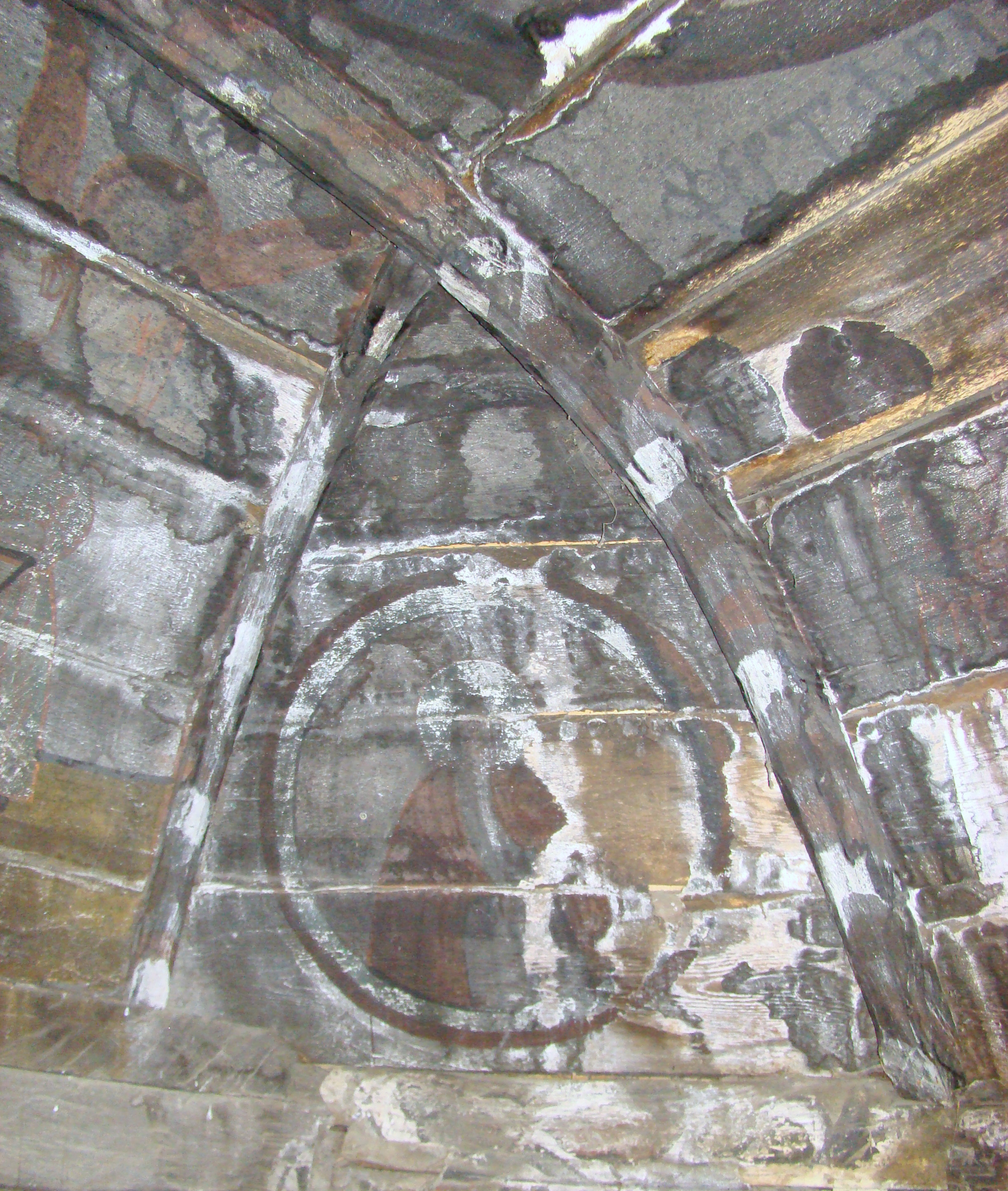
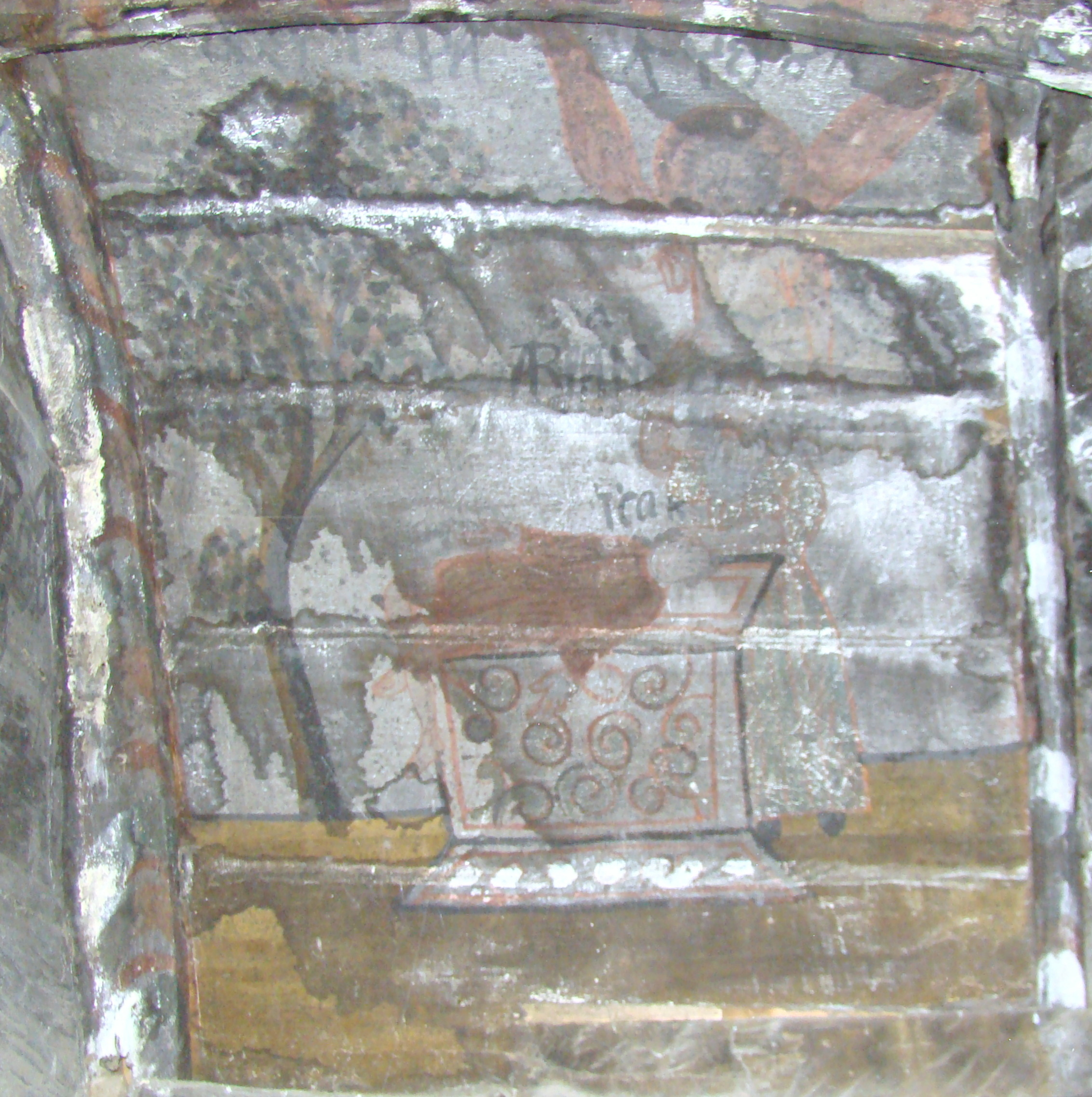
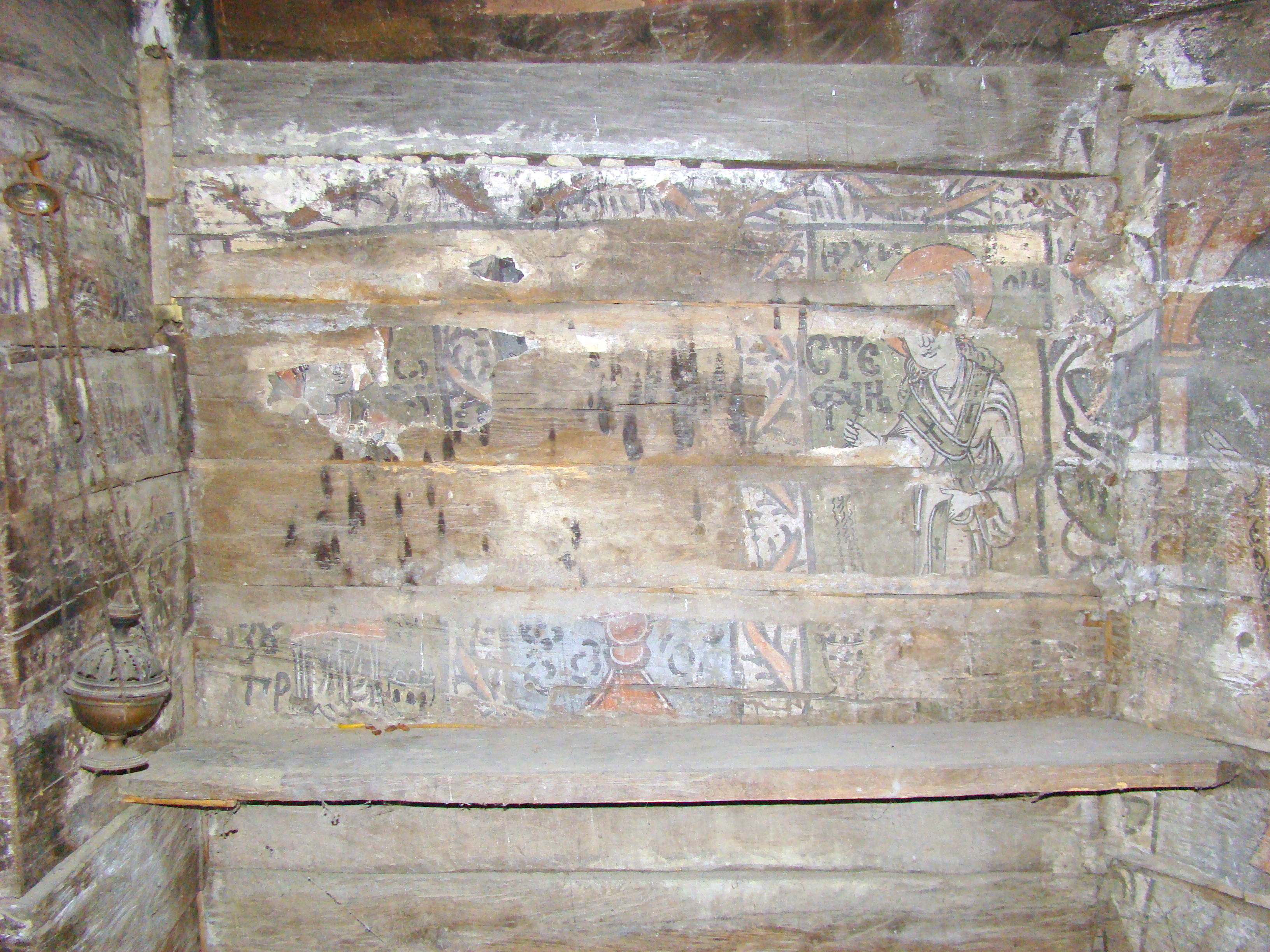
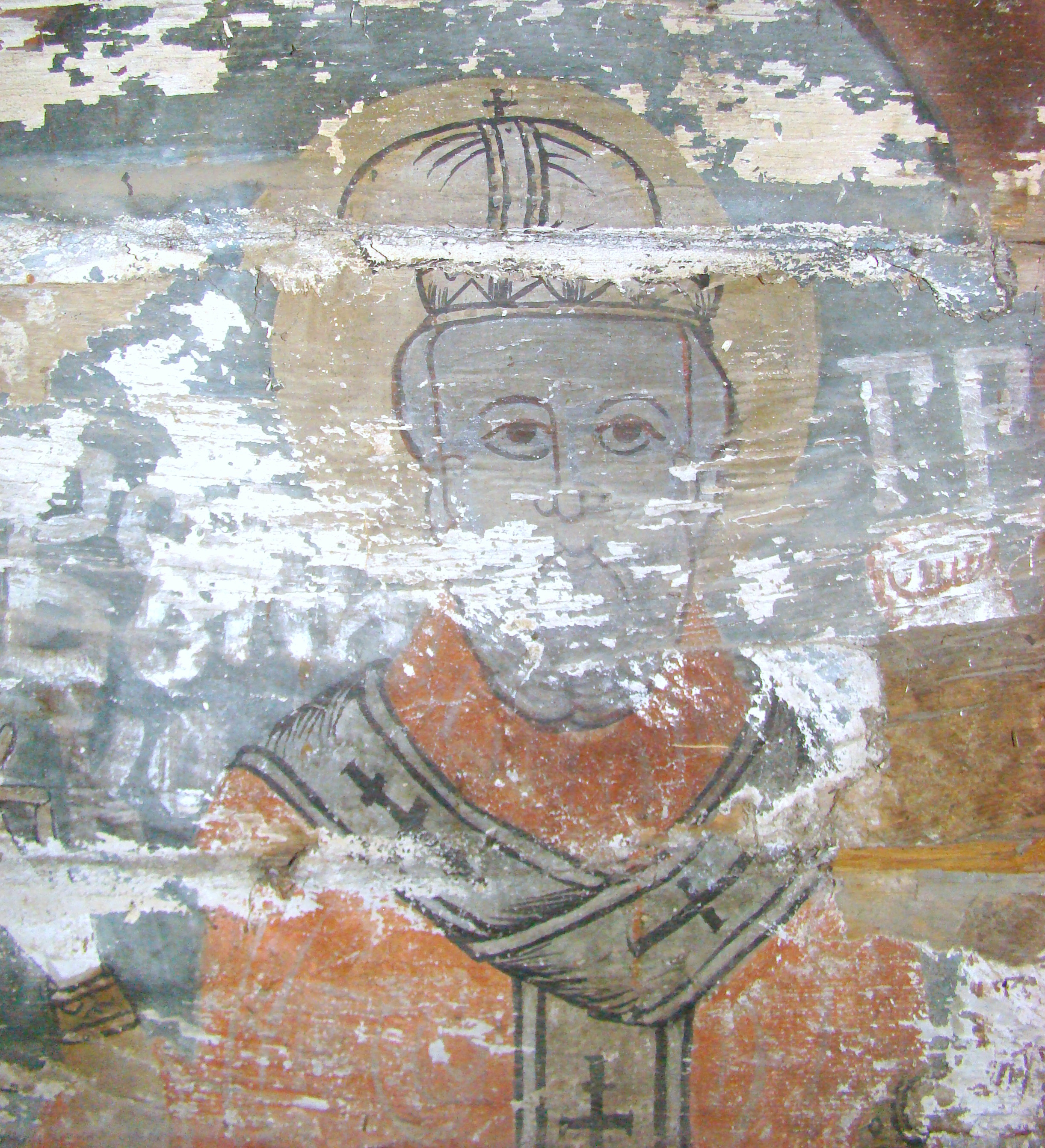
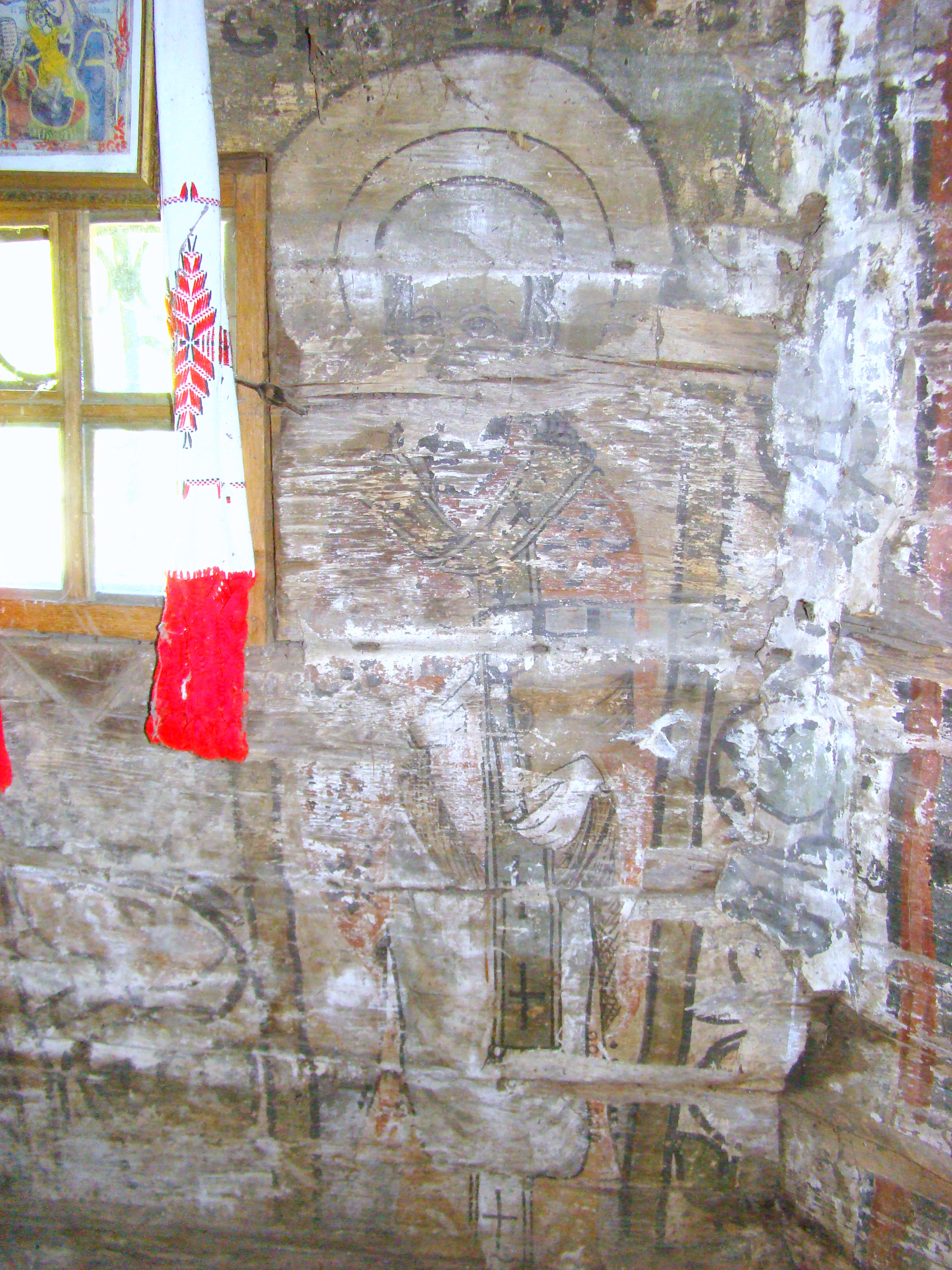
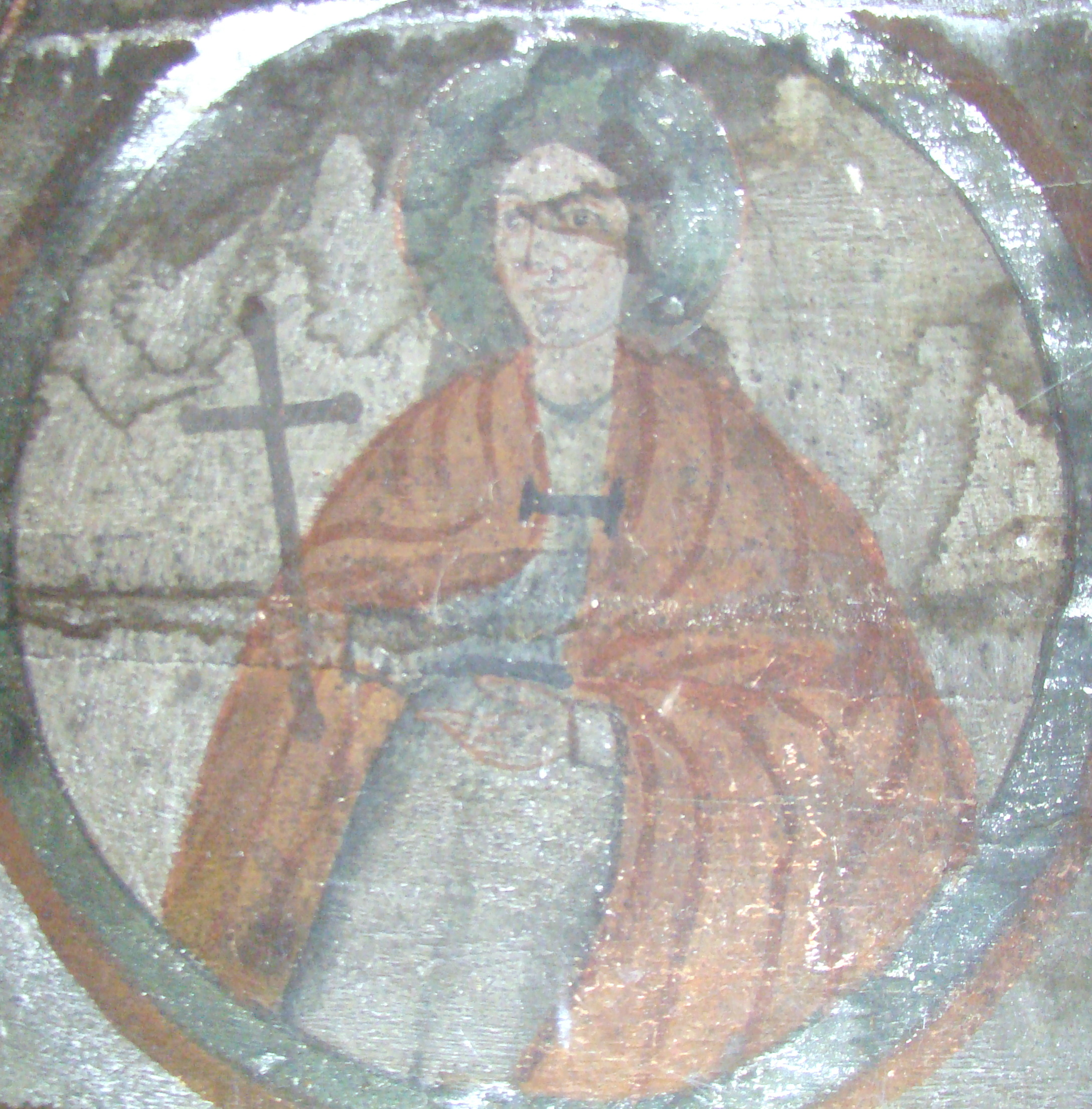
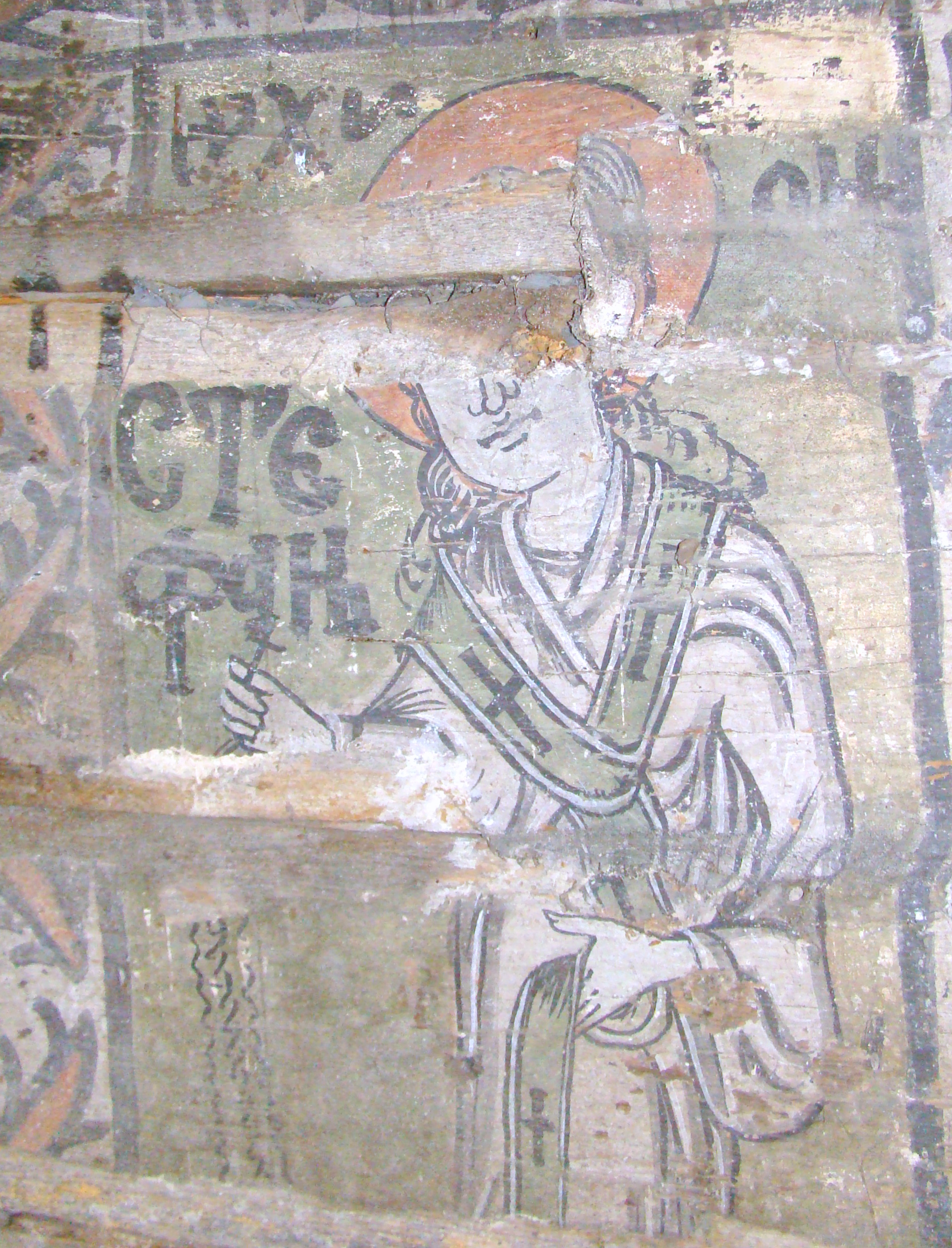
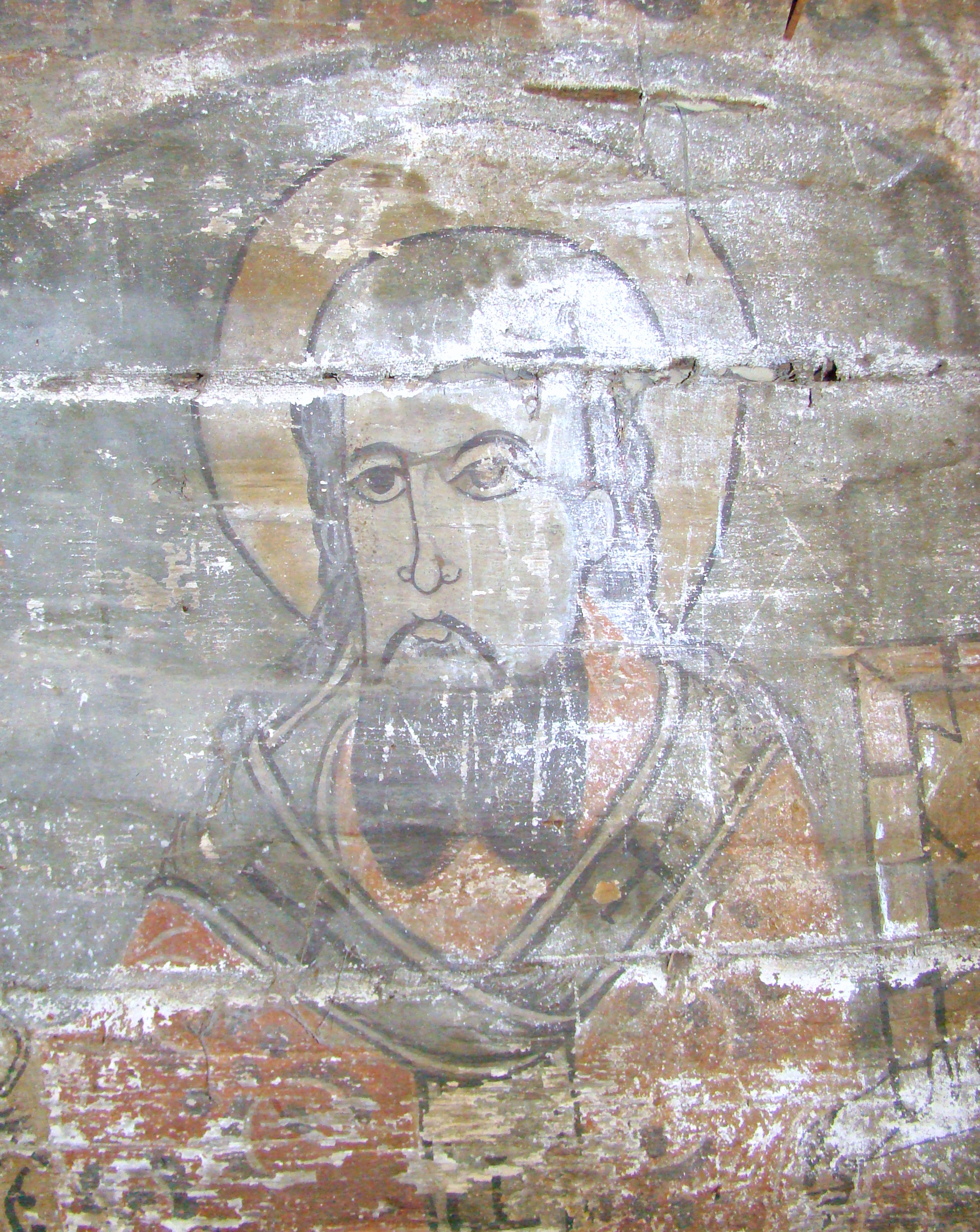
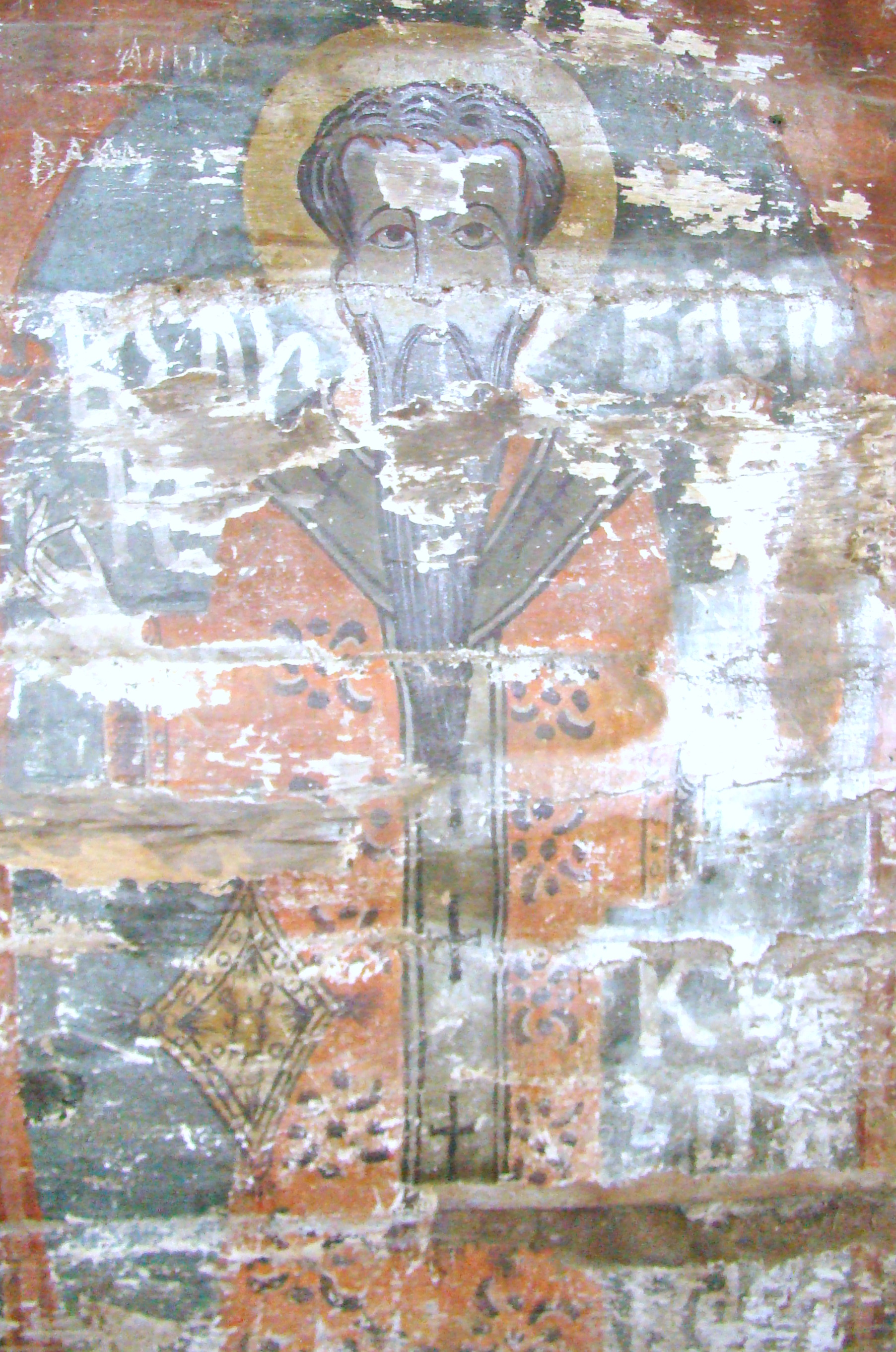
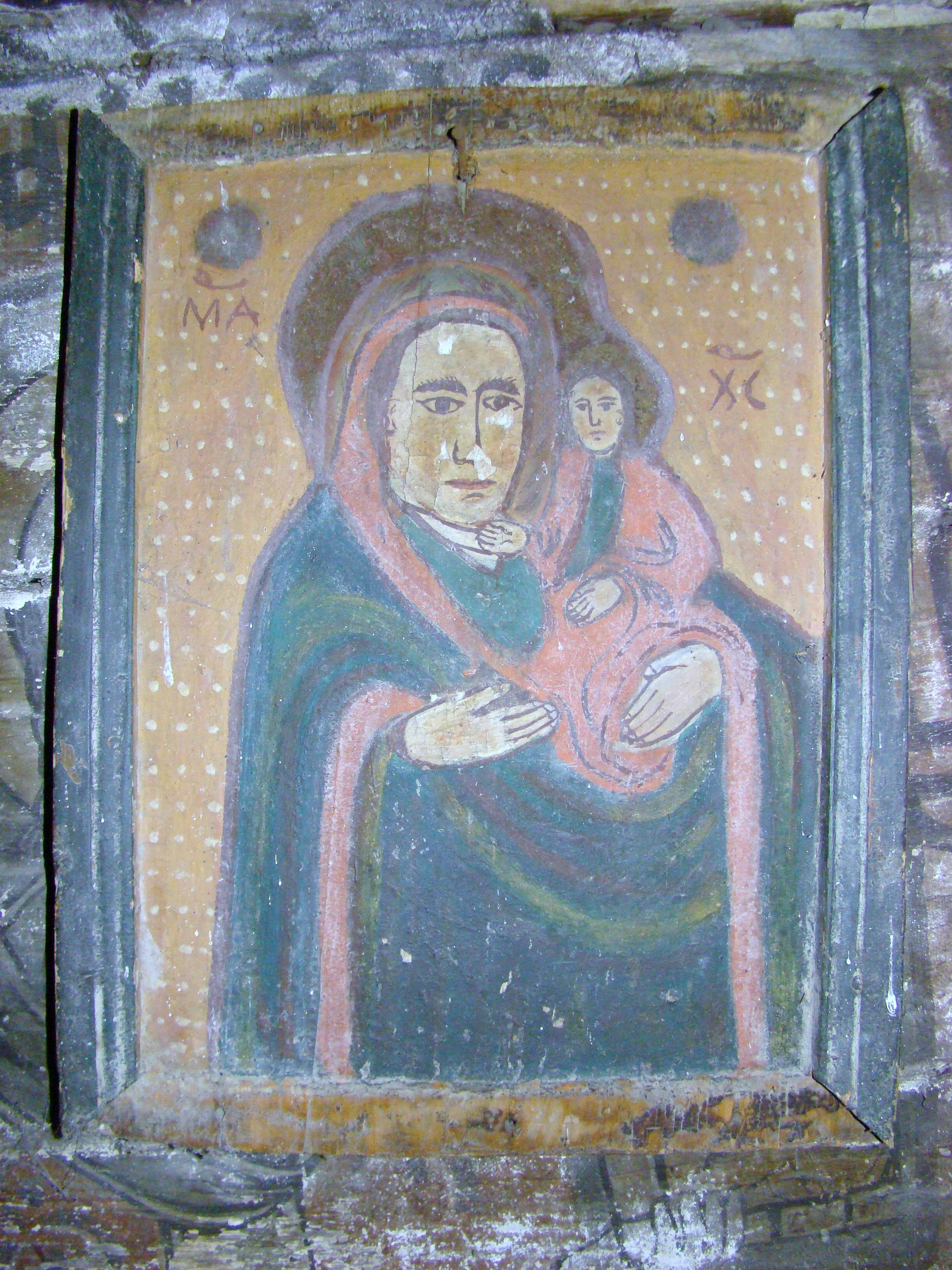
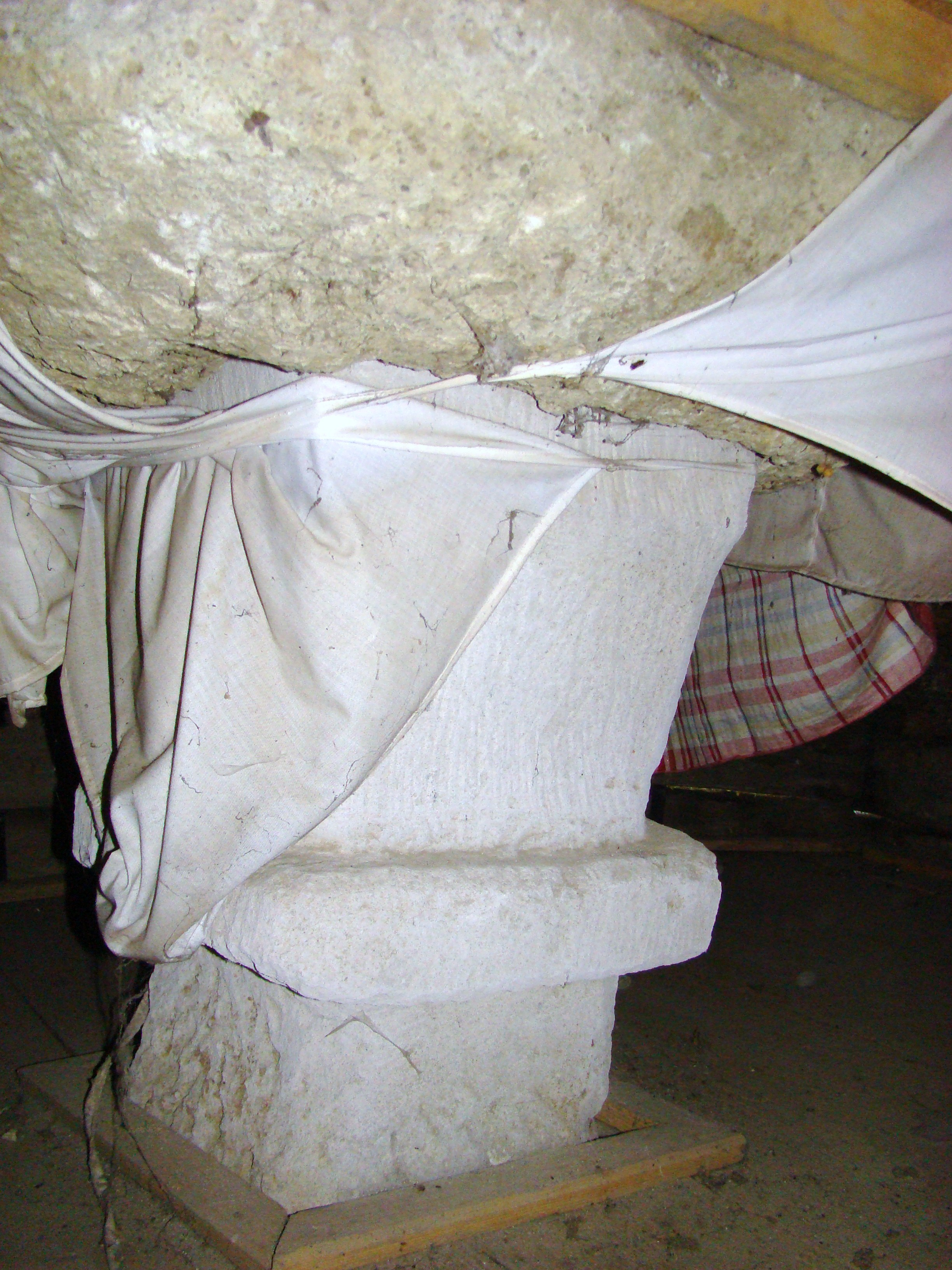
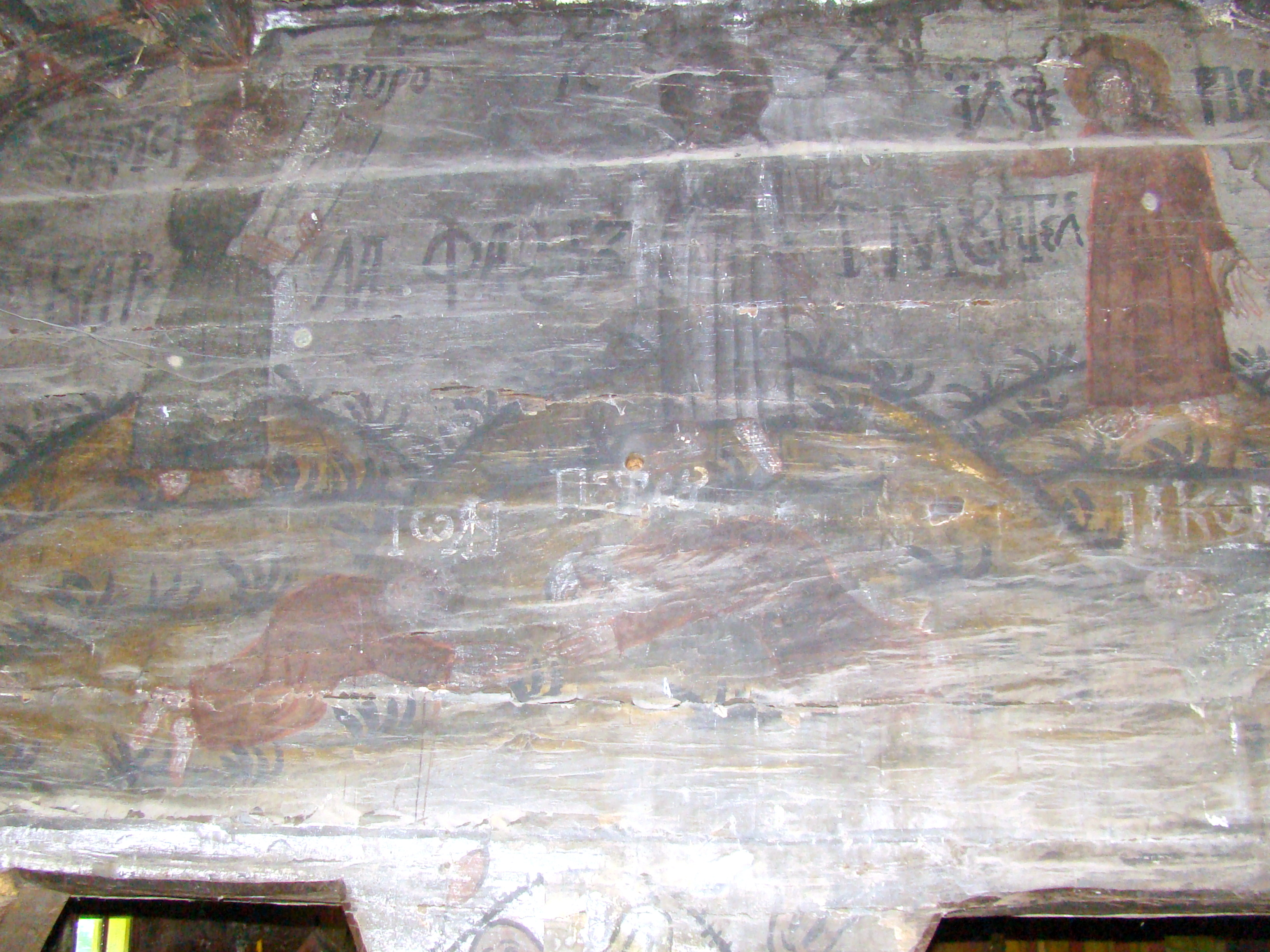
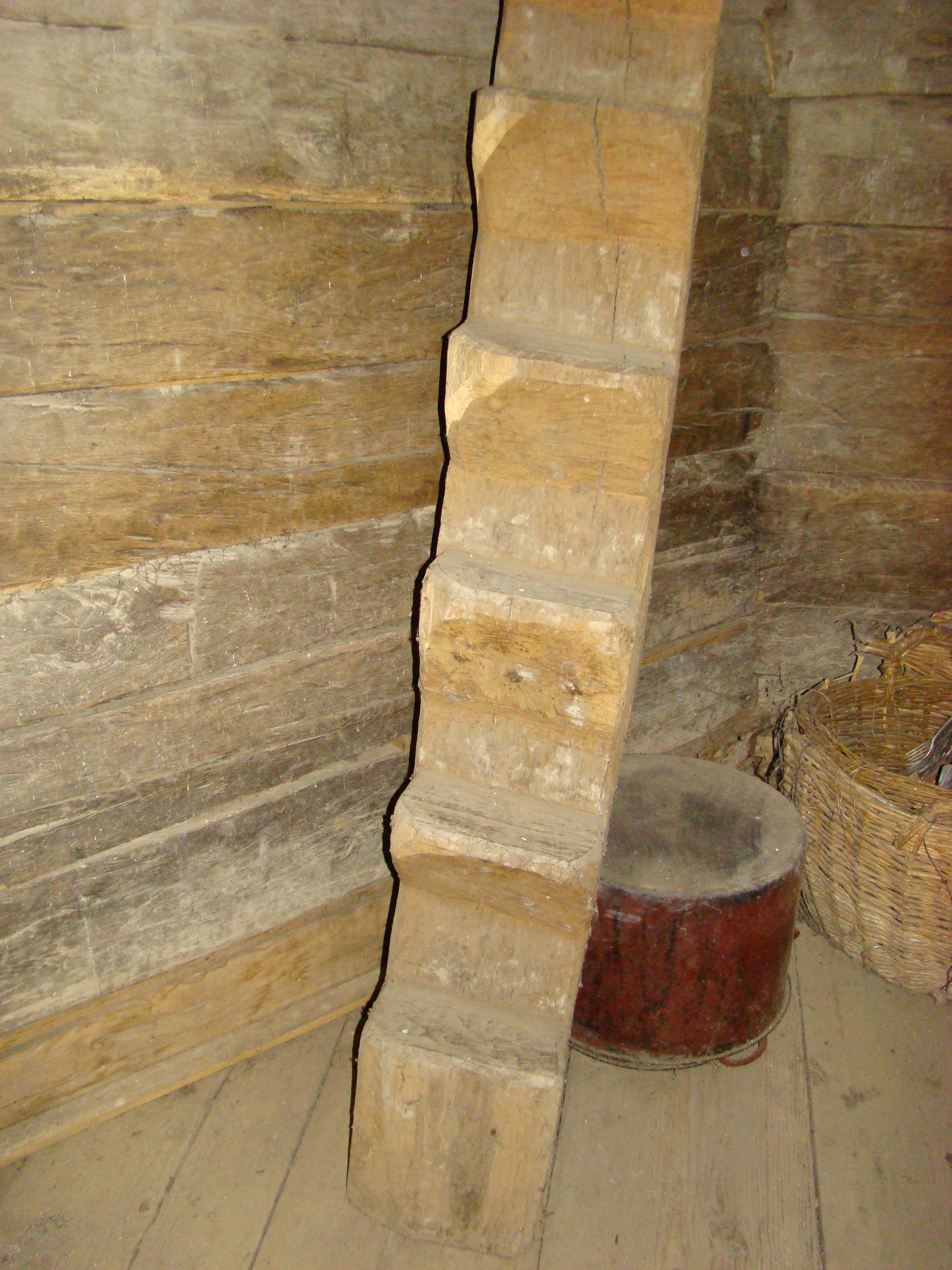
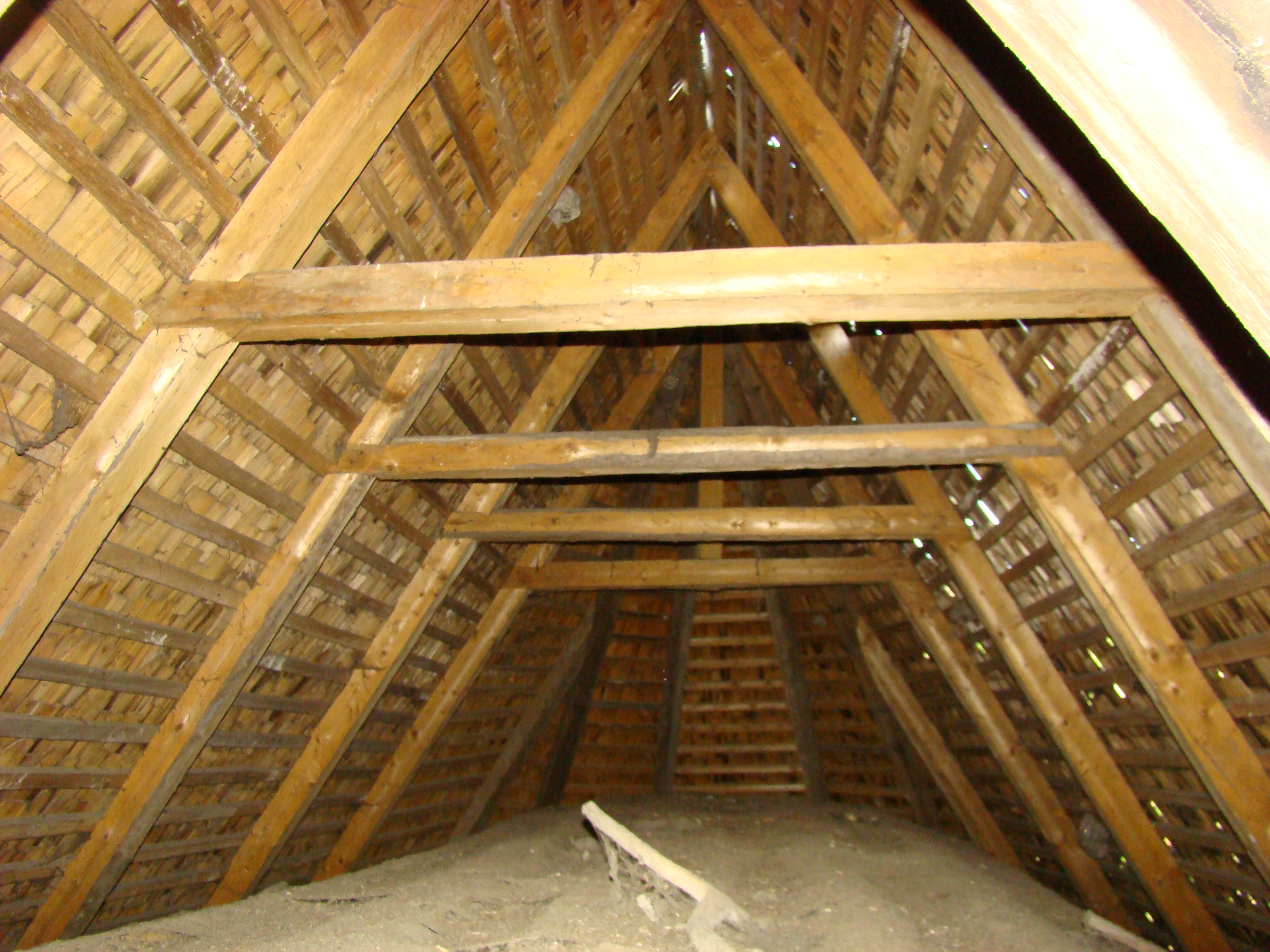
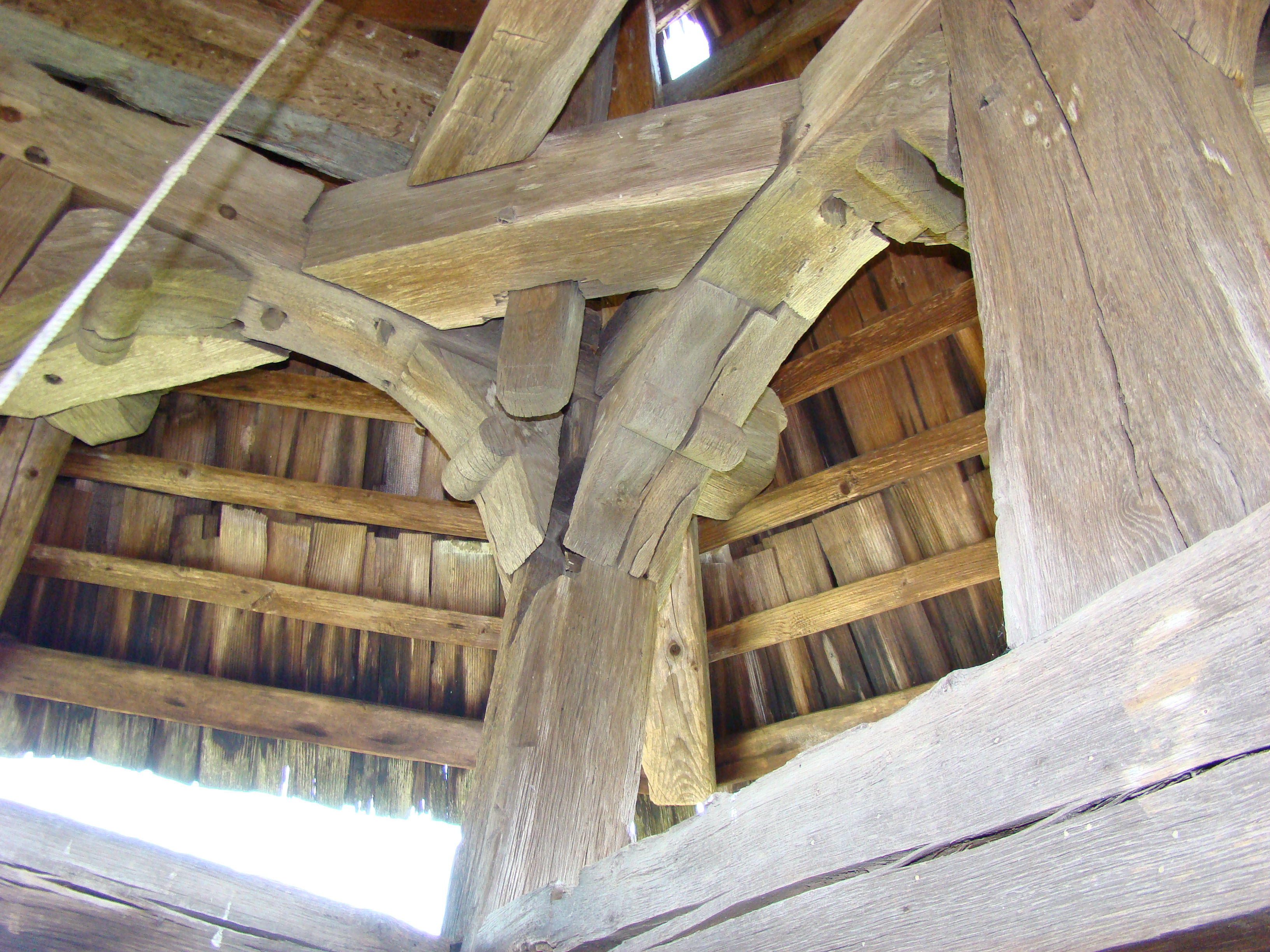
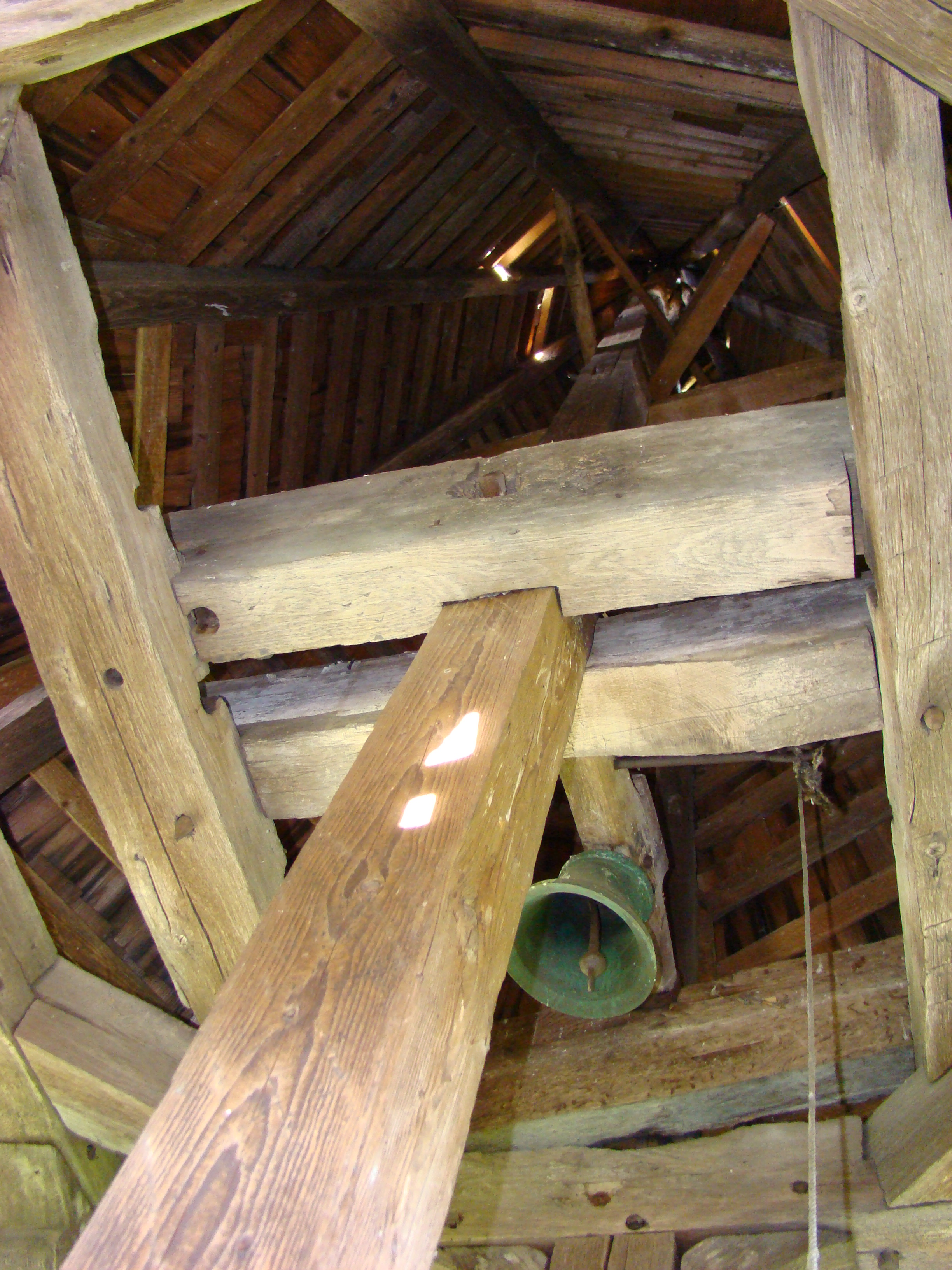
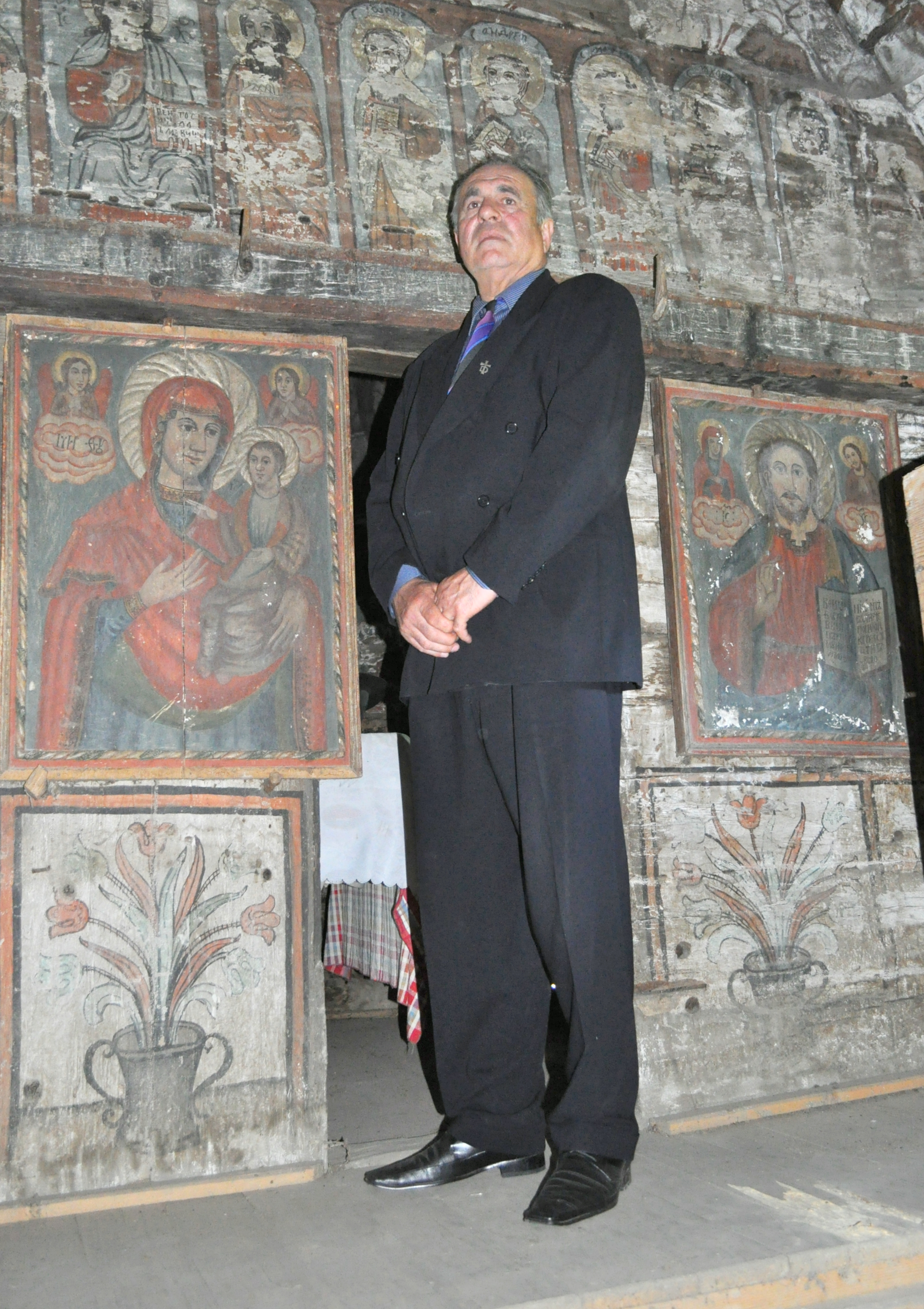
preotul paroh Gavrilă Ștețco